# Georgi Wladimirowitsch Iwanow

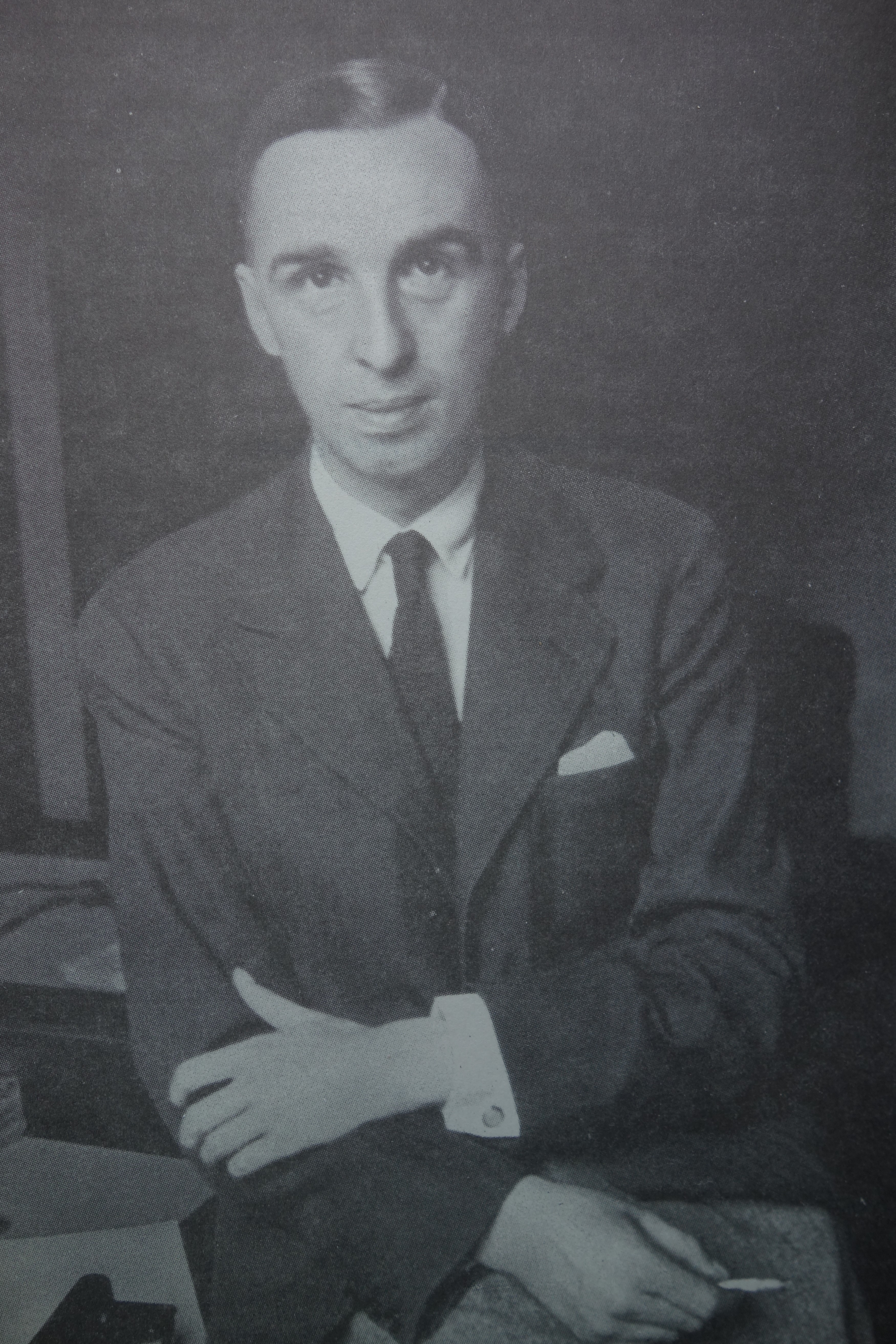
Georgij Iwanow. Fotografie. Riga 1934

Geórgi Wladímirowitsch Iwánow (russisch Георгий Владимирович Иванов, wiss. Transliteration Georgij Vladimirovič Ivánov; * 29. Oktoberjul. / 10. November 1894greg. in Puke, Wolost Seda, Kowno Gouvernement, Russisches Reich, heute Rajongemeinde Mažeikiai, Bezirk Telšiai, Litauen; † 26. August 1958 in Hyères, Département Var, Frankreich) war ein russischer Dichter, Schriftsteller, Publizist, Kritiker und Übersetzer. Er gilt als einer der bedeutendsten Dichter der russischen Emigration und als einer der ersten literarischen Existentialisten der russischen Literatur.

## Leben und Schaffen

### Die russischen Jahre (1894–1922)

#### Kindheit und Jugend

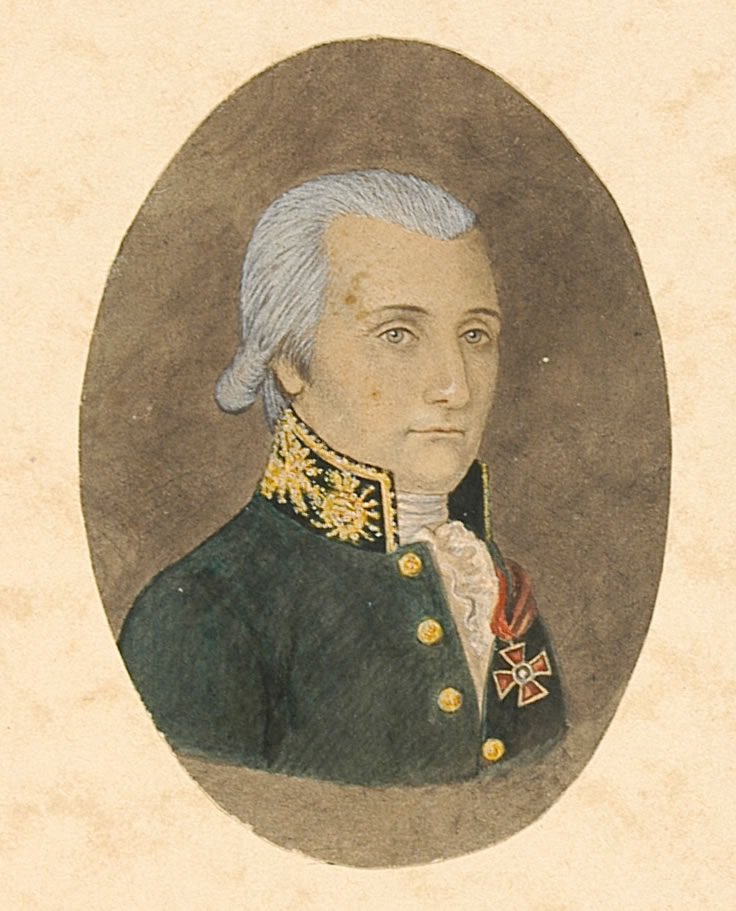
Iwanows Ururgroßvater mütterlicherseits Iwan Osipowitsch Bierbrauer von Brennstein (1746–1825), (dt.: Johann Jacob von Bierbrauer zu Brennstein)

Georgi Iwanow wurde am 29. Oktober 1894 in Puke, dem Landgut der Familie Brennstein, im Landkreis Telsche des Gouvernements Kowno der litauischen Provinz des Russischen Reiches als viertes Kind seiner Eltern geboren. Sein Vater, Wladimir Iwanowitsch Iwanow (5. Dezember 1852–11. März 1907), war ein Artillerieoffizier. Er stammte aus einem alten russischen Adelsgeschlecht aus dem Gouvernement Witebsk (heute Belarus). Iwanows Mutter, Wera Michajlowna Iwanowa, (11. Januar 1859–192?), geborene Brennstein, stammte aus einem deutschen Adelsgeschlecht von Bierbrauer zu Brennstein. Einer ihrer Vorfahren siedelte nach Russland um und machte am Hof der russischen Zaren eine brillante Militärkarriere. Seine beiden Nachkommen waren treue Gefährten des Zaren Nikolai I. Der Familienname wurde russifiziert, so dass dieser ab der zweiten Generation von Brennstein lautete, beziehungsweise im Laufe der Zeit der russischen Schreibweise angepasst Brenschtein. Neben Georgi waren in der Familie noch drei weitere Geschwister: Wladimir, geb. 28. Mai 1880, Natalija, geb. 1. Oktober 1881 und Nikolai, geb. 24. Dezember 1884.
Georgis Vater hatte einen erfolgreichen Militärdienst hinter sich: er kämpfte im Russisch-Türkischen Krieg (1877–1878), danach diente er ab 1881 bis 1885 in Sofia am Hof des ersten Fürsten Bulgariens Alexander Battenberg (1879–1886). Zur Zeit Georgis Geburt diente er wieder in Russland im Wilno-Militärkreis in der Garnison Kovno, später direkt in Wilno. 1902 quittierte er seinen Militärdienst. Im Jahre 1899 kaufte Iwanows Vater das Landgut Studenka bei Nowogrudok im Gouvernement Minsk. 1902 kaufte Iwanows Vater das nächste größere Gut in der Nähe von Wilno, das Landgut Sorokpol. In diesem Landgut verbrachte die Familie Iwanow bis zum Ausbruch des Ersten Weltkrieges ihre Ferienzeit. Das Landgut Studenka, beziehungsweise der Grundbesitz, wurde sehr schnell von Iwanows Vater zum großen Teil stückweise an die benachbarten Bauern verkauft, der Rest des Landguts wurde nach seinem Tod (März 1907) zwangsversteigert.
Im Jahre 1904 zog die Familie Iwanow von Wilno nach Petersburg. Ab 1905 wohnte Iwanows Mutter, Wera Michajlowna, mit den Kindern auf der Offizerskaja 12 in St. Petersburg. Georgi wurde ab 15. August 1905 in das Kadettenkorps in Jaroslawl zur Militärausbildung gebracht.
Georgi war das jüngste Kind der Familie. Er schien schon von seiner Geburt an ein sehr schwaches, gebrechliches Kind mit Gesundheitsproblemen zu sein, und wurde dadurch verwöhnt und geschützt, besonders von seiner 13 Jahre älteren Schwester Natalija. Sie brachte Georgi die Liebe zum Lesen und zur Literatur bei und ersetzte ihm alle seine nicht vorhandenen Kameraden seiner Kindheit. Natalija war sein einziger Freund und Kamerad bis zuletzt. Sie unterstützte Georgi während seiner Dichterlaufbahn und ergriff die Möglichkeit, ihn vorzeitig aus der Militärschule zu befreien.
Georgi war sechs Jahre im Kadettenkorps, schloss jedoch nur vier Klassen ab. Das zweite und dritte Schuljahr musste er aus gesundheitlichen Gründen wiederholen. Im Januar 1907 wurde Georgi auf dringende Bitte seines Vaters aus Jaroslawl nach St. Petersburg in das Zweite Petersburger Kadetten Korps verlegt. Am 11. März 1907 beging sein Vater Selbstmord in Dwinsk (heute Daugavpils, Lettland). Daraufhin wurde der junge Iwanow schwer krank und konnte den Unterricht im neuen Korps für ein ganzes Schuljahr nicht mehr besuchen. Obschon bei seiner Aufnahme ins Kadettenkorps klar wurde, dass Georgi aufgrund seiner Gebrechlichkeit und schwachen Gesundheit zur Militärausbildung nicht geeignet war, hatte sein Vater ihn dennoch für den Militärdienst vorgesehen. Iwanow schrieb später über diese Zeit, dass es „ein Missverständnis“ gewesen war und er „mit Neid hinter jedem Gymnasiasten hinterher blickte“. Doch nicht nur Iwanows Gesundheit machte ihm zu schaffen, sondern auch seine Labilität.
Er konnte die Disziplin der Militärschule nicht ertragen und nur seine Liebe zur Literatur und zum Lesen half ihm, den Militärschulalltag abzuwenden und zu bewältigen. Er las viele Bücher, oftmals auch verbotene, wurde von moderner Dichtung ergriffen und fing bald an selbst zu schreiben. Als 15-Jähriger publizierte er erfolgreich seine ersten Gedichte und wurde rasch in der gesamten Petersburger Literaturszene bekannt.

#### Petersburger Literaturszene und der junge Georgi Iwanow

##### „Der fünfzehnjährige Anfänger“

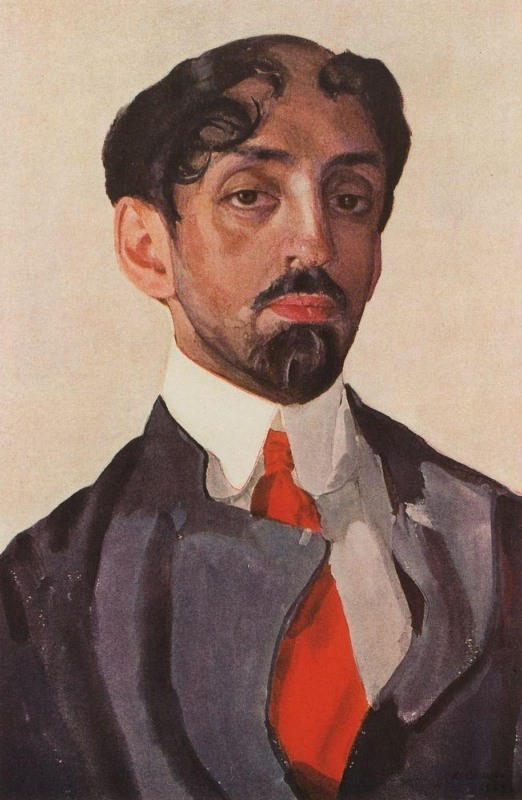
Michail Kuzmin
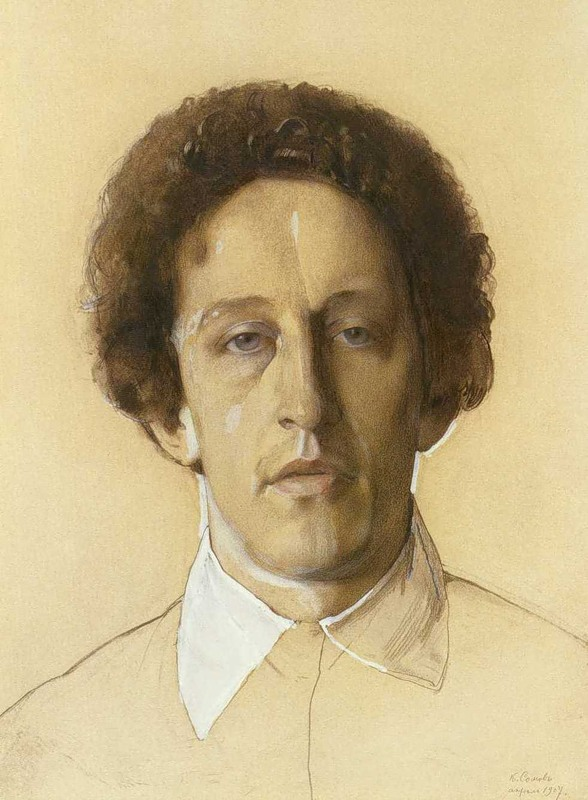
Alexander Blok
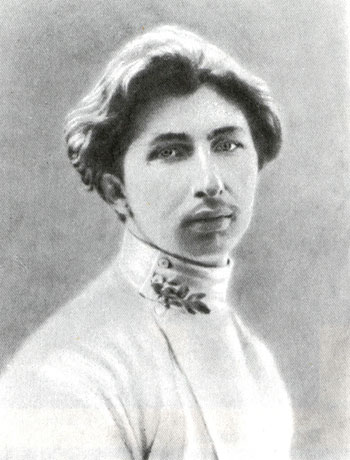
Sergej Gorodeckij
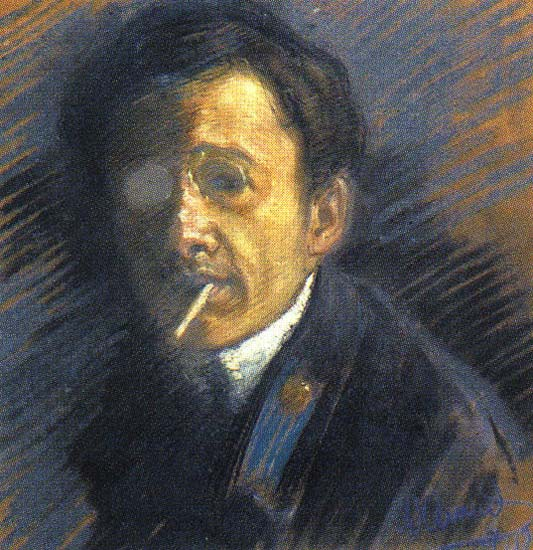
Jurij Annenkow
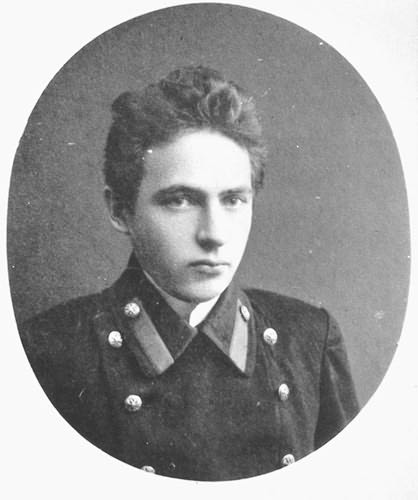
Welimir Chlebnikow
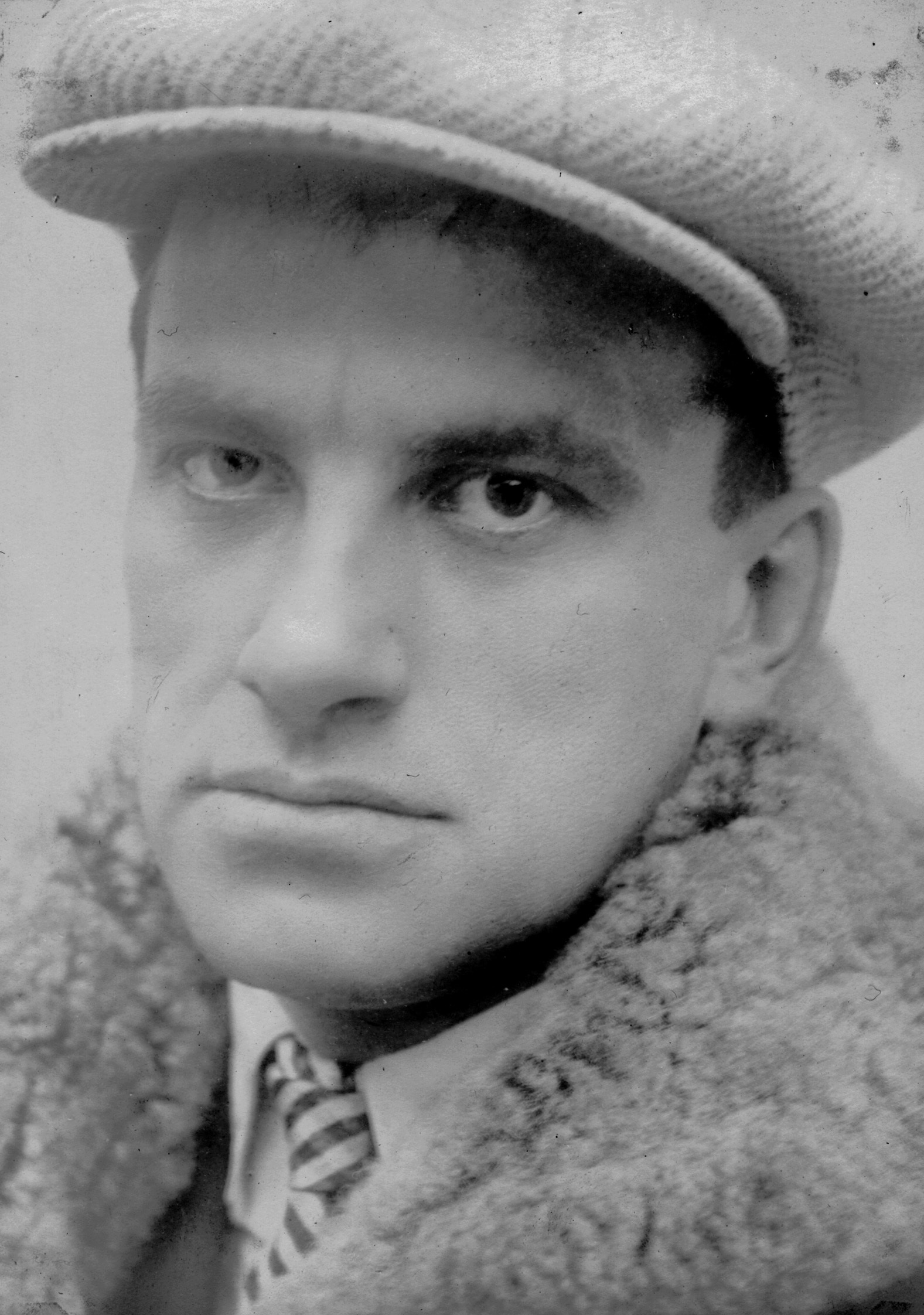
Wladimir Majakowskij
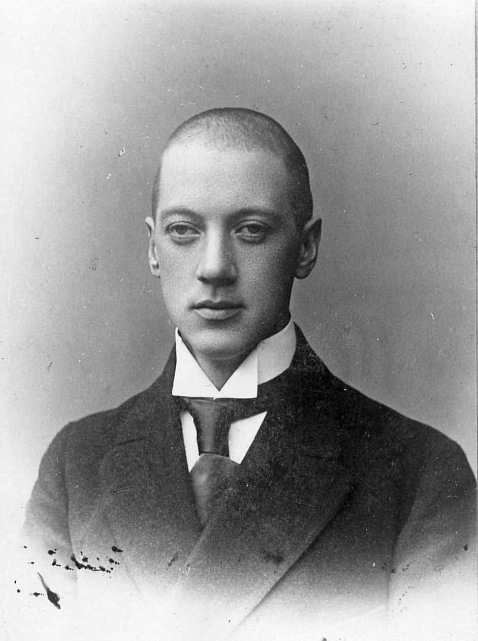
Nikolaj Gumilew
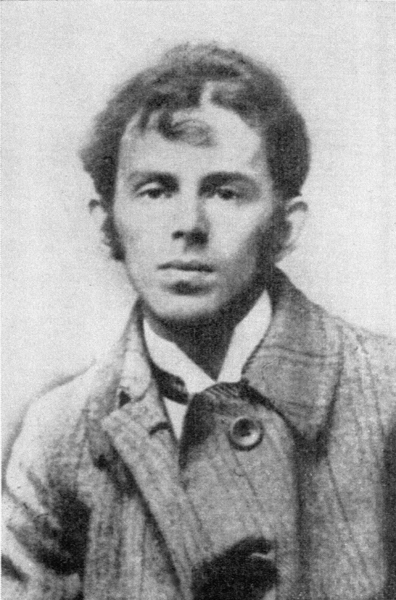
Ossip Mandelstam
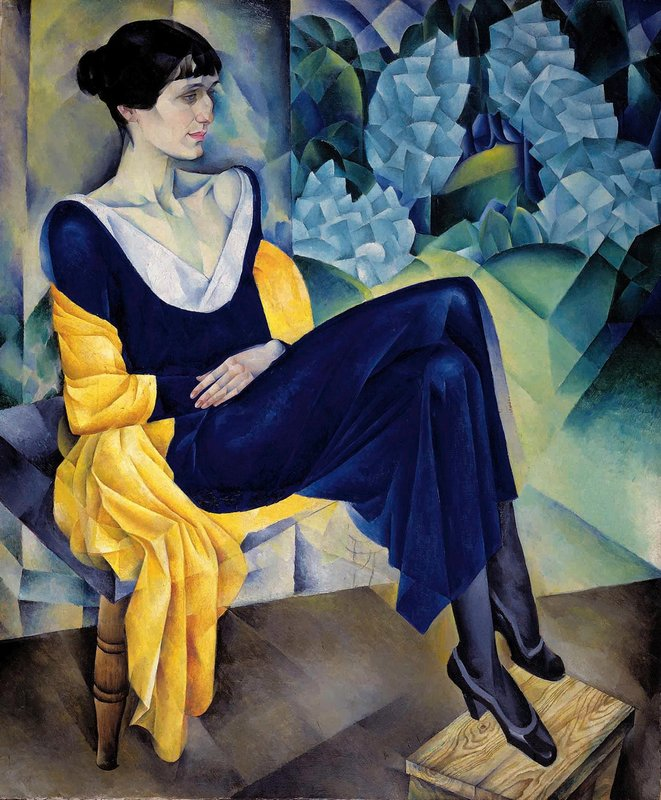
Anna Achmatowa
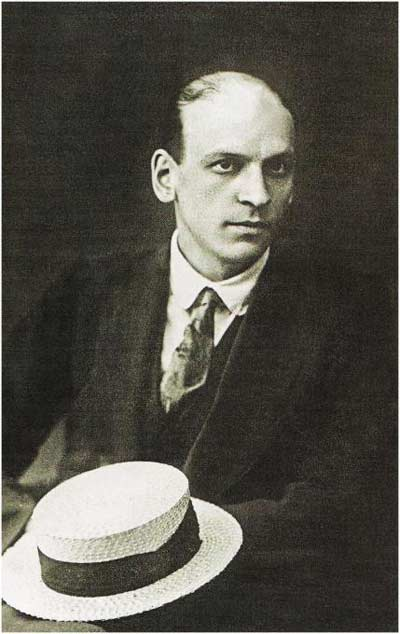
Wladimir Narbut

Schon 1910 wurde er als „15-jähriger vielversprechende Dichter“ in der „Akademie der Poesie“ vorgestellt, wo Wjatscheslaw Iwanow für „die Beste der Besten“ den letzten poetischen Schliff veredelte. Bereits zu dieser Zeit umgab sich Georgi mit Petersburger literarischen Größen wie Michail Kusmin, Sergei Gorodezki, Georgi Tschulkow, Juri Annenkow sowie mit Alexander Blok, Igor Sewerjanin, Nikolai Kulbin, Welimir Chlebnikow, Alexei Krutschonych, Wladimir Majakowski und vielen anderen. Er schrieb klangvolle Gedichte über für die damalige Poesie ungewöhnliche Themen, dies faszinierte anfangs alle. Der 15-jährige Kadett hatte noch keine Lebenserfahrung, deshalb verarbeitete er in seinen Reimen alles, was er sah, fühlte oder was in seiner Fantasie ihm vorkam. Oftmals beschrieb er nur das eine oder andere Bildnis, eine alltägliche Szene oder Situation, die seine Vorstellung beflügelte. Alexander Blok mahnte ihn: „Der Dichter soll über die Liebe und den Tod schreiben…“ Doch der junge Kadett hatte noch keine Liebe gefunden, außerdem quälten ihn die Pflichten der Militärschule. Zu dieser Zeit führte er ein sehr bedenkliches Leben: in der Militärschule war er braver Kadett, draußen ein erfolgreicher, vielversprechender junger Dichter. Er ließ sich für die Schule drei Monate krankschreiben und in derselben Zeit arbeitete er als Redakteur der Poesieabteilung der Zeitschrift „Gaudeamus“. Darüber hinaus verstieß er ständig gegen das Reglement des Kadettenkorps, indem er „verbotene“ Kneipen besuchte, wo sich die Petersburger Bohème versammelte.
Schon im Jahre 1909 hatte Georgi sich für eine Dichterlaufbahn entschieden, jedoch konnte er das Kadettenkorps als noch nicht Volljähriger nicht selbst verlassen. Aus diesem Dilemma befreite ihn seine Schwester. Im Oktober 1911 wurde er aus der fünften Klasse des Kadettenkorps entlassen, ohne Schulabschluss in die „Obhut seiner Mutter“. Im Dezember 1911 wurde sein erster Gedichtband Otplytie na o. Ziteru mit dem Untertitel Poesy (Die Einschiffung nach In[sel] Kythera. Reime) im Verlag der Ego-Futuristen herausgegeben. Georgi war jung und an allen literarischen Strömungen und Richtungen, die in dieser Zeit in Petersburg reichlich vorhanden waren, interessiert. Er war mit allen Schulen dieser Zeit gut vertraut: Symbolisten, Futuristen, Ego-Futuristen, danach mit Akmeisten. Doch keine dieser Bewegungen konnte ihn überzeugen, auch die Akmeisten nicht.

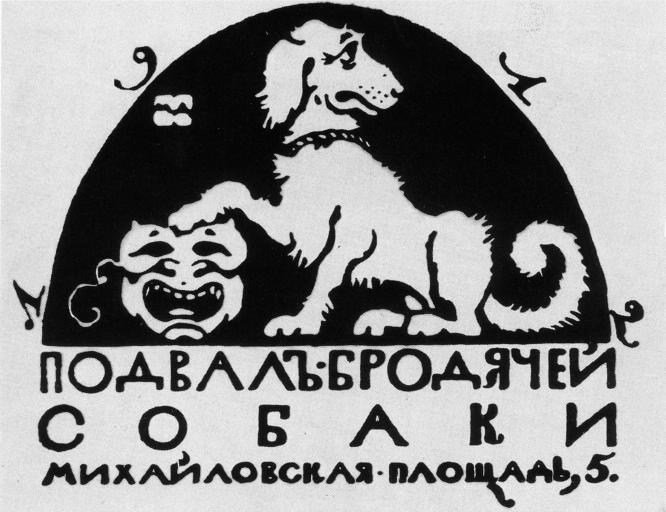
Am 13. Januar 1912 wurde Iwanow im Brodjatschaja sobaka (Der streunende Hund) offiziell von Nikolai Gumiljow und einigen Mitglieder des Zech Poetow als neues Mitglied der Dichtergilde begrüßt

Er wurde zwar im Januar 1912 von Nikolai Gumiljow in Zech Poetow (Dichterzunft), der „Zech“, in welcher auch später die sogenannten Akmeisten waren (es gab nur sechs Akmeisten von 36 Mitgliedern der gesamte Gilde), ohne jegliche Abstimmung, was sonst als obligatorisch galt, aufgenommen, doch hat Iwanow sich nie zu dieser akmeistischen Gruppierung gezählt, sehr wohl aber zur „Zech“, dem Dichterverband, den er hochschätzte und der für Georgi eine der wichtigsten Schulen der Poesie wurde.

##### Dichterzunft (Zech Poetow)
Viele Mitglieder der „Zech“ wurden später bekannte Dichter: Nikolai Gumiljow, der Organisator des „Zechs“, Anna Achmatowa, Gumiljows erste Ehefrau, die demzufolge eine erfolgreiche Dichterin geworden war, Ossip Mandelstam, Wladimir Narbut, Wassili Gippius, Michail Losinski und viele andere.
Im „Zech“ gab es sehr strenge Regeln, ebenso wie die Aufgabe Gedichte zu schreiben, vor den Mitgliedern vorzutragen, zu kommentieren und dann zu veröffentlichen, was Iwanow zugutekam. Als geistiger Vater für die Mitglieder des „Zechs“ galt Innokenti Annenski. Georgi Iwanow hat den Abschluss einer Schule verpasst, umso mehr war für ihn „Zech“ eine Art Schulersatz und so, wie es sich in einer guten Schule gehörte, gab Iwanow schon im Jahre 1914 seinen zweiten Gedichtband Gorniza (Die gute Stube) heraus:
In verblichenem Gold, in kaltem Blau

Leuchtet der herbstliche Abend über Newa.

Die Laternen werfen auf die Wellen einen gedämpften Glanz,

Und es schwanken leicht die Kähne am Kai.

Mürrischer Bootsmann, leg deine Ruder weg!

Ich möchte uns von der Strömung treiben lassen.

Sich hingeben voll Wonne mit der unruhigen Seele

Der flüchtigen Harmonie des fahlen Sonnenuntergangs.

Und die Wellen plätschern an dunklen Bord.

Wirklichkeit verschmolz mit luftigem Traum.

Der Lärm der Stadt legte sich. Die Fesseln der Wehmut lösten sich.

Und die Seele spürt die Berührung der Muse.
Und so 1914 zeigte sich schon in diesem Gedicht Iwanows künftige Verbeugung vor dem melancholischen Motiv Toska (Sehnsucht/Wehmut, russ. тоска), welches für Innokenti Annenski eines der beliebtesten Motive war und in seiner Dichtung am Meisten auch als Wort vorkam. Man kann quasi sagen, als ob Georgi Iwanow eine Stafette aus Annenskis Hand übernahm.

#### Annenskis Vermächtnis als Erfolg Iwanows späterer Dichtung

Georgi Iwanow im Scherenschnitt 1922 mit Signatur

Bezüglich der Bedeutung von Innokenti Annenski für seine Dichtung bekannte sich Georgi Iwanow später offen. Annenski, und nicht Gumiljow war sein „geistiger Vater“. Zwar haben die Mitglieder der „Zech“ den kürzlich verstorbenen Dichter Annenski als ihren Anführer zur Erneuerung der Poesie gesehen, und Nikolai Gumiljow hat sogar Innokenti Annenski persönlich gut gekannt und propagierte ihn als Vorbild gegenüber den jungen Dichtern, tatsächlich verstanden hat er ihn jedoch wohl nicht. Georgi Iwanow hat in Annenskis Dichtung, genauer in Annenskis letztem Gedicht Moja toska (Meine Sehnsucht) für sich eine Offenbarung gesehen. Er hat einen wahren Schlüssel zu neuen Türen der Poesie entdeckt: in dem Lieblingswort und dem Motiv Annenskis Toska (Sehnsucht/Wehmut) hat Iwanow die Stärke und das Potenzial eines Wortes erblickt, das für seine Dichtung eine Handvoll neuer Chancen eröffnete. Das Wort toska, das sehr oft als Motiv in den russischen Liedern und in alten Romanzen vorkommt, und im Allgemeinen beim russischen Volk so beliebt ist, erklärt einen dumpfen Zustand einer unerreichbaren, bekümmerten inneren Unruhe, bzw. Seelenangst, das schwerfassbare Gefühl eines Menschen, der den Boden unter seinen Füßen verliert, oder eine Stimmung, welche eine Wehmut, Trauer, Schwermut, Melancholie, Langeweile, Sehnsucht, Heimweh, und sogar der Verzweiflung entspricht. Dieses Motiv wird zum Hauptmotiv von Iwanows späteren Schaffen, indem er den inneren Schmerz seiner heimatlosen Zeitgenossen, die Unruhe des menschlichen Herzens und Sinnlosigkeit des Daseins in Worte kleidet.
Georgi Iwanow verstand Annenskis Aussage buchstäblich als letzten Willen des Dichters, welchem er bis zum Ende seines Lebens so treu blieb, dass er dann selbst als der einzigartige „Meister der Sehnsucht“ (мастер тоски) in die russische Literaturgeschichte einging.
Die Hingebung an das Wort als solches hat Georgi Iwanow schon in dem „Zech“ erlernt, wo eben die Propagierung Annenskis Vorlieben an die Philologie stattfand.
Am Andenken an Annenski schrieb Maximilian Woloschin: 

„Er war Philologe, weil er den Ursprung des menschlichen Wortes gernhatte […] Innokenti Fedorowitsch war sich selbst darüber im Klaren, dass für ihn die Außenwelt nichts mehr als das Wort bietet, er war selbst voller Leidenschaft für die Schönheit und die Brillanz, für die Unruhe und Verzagtheit der schrecklichen, machtvollen, rätselhaften Alltagswörter.“

Deshalb hat Iwanow in der Dichtung Annenskis einen wahren Schatz für die künftige Bestimmung seiner Dichtung gefunden und dadurch für sich einen neuen souveränen Weg seiner Dichtung entdeckt.
Später in der Emigration schrieb Iwanow ein Gedicht zum Motiv Toska und zu „Schlüssel“, welcher dieses Motiv ihm gab:
Ich kannte nie Liebe, nie Mitgefühl.

Erkläre mir – was ist das gerühmte Glück,

Von dem die Poeten seit Ewigkeit reden?

[…]

Das Glück ist ein stiller nächtlicher Fluss,

Auf dem wir schwimmen bis zum Untergang,

In Richtung des trügerischen Lichts, eines Glühwürmchen…

Oder so:

Für alles auf Erden gibt’s ein Synonym,

Der Patentschlüssel für jede Art Schloss ist –

Das eisige Zauberwort: T o s k a [Sehnsucht/Wehmut/Verzweiflung]

Georgi Iwanows „eisiges Zauberwort“:Toska. Aus: Iwan Pawlowski Russisch-Deutsches Wörterbuch, Riga 1900

Das „eisige Zauberwort: Toska“, (russ.) т о с к а, wurde für Georgi Iwanow ein „Patentschlüssel“ für jede Art „Schloss“. Mit ihm öffnete er später die Herzen seiner entwurzelten Mitmenschen und mit ihm fand Iwanow auch Zugang zu allen bis dahin verschlossenen existenziellen Themen. Mit diesem „Patentschlüssel“ schaffte Iwanow seine einmalige Dichtung, die demgemäß in ihrem Kern zutiefst „russische“ Dichtung war, jedoch zugleich auch die „existenzialistische“, da es um die Existenz der russischen Emigranten ging, die ihr elendes Schicksal freiwillig durchlebten.
Die Anerkennung für Annenski beschrieb Iwanow später in seinen Erinnerungen Peterburgskie zimy (Die Petersburger Winter). Auch der Titel des Buches ist direkt an Annenskis Gedicht Peterburg angelehnt. In seinen Briefen wiederholte Iwanow mehrmals seine Anerkennung Annenskis, auch oft in seiner späteren Dichtung, sogar sehr oft wird Annenski im Hintergrund seiner Dichtung bedacht und kommt häufig vor. Annenskis Motiv Toska (Sehnsucht / Wehmut) gab Georgi Iwanow gerade in der Emigration eine noch weitere Bandbreite für seine Dichtung, man kann sogar sagen, für das spätere Philosophieren über den Sinn von Leben und Tod. Folgend schrieb Iwanow darüber offen, dass er seine Krone des „Prinzen der russischen Emigration“ nur dem Innokenti Annenski verdankte:
Mir sagte der Frühling nichts –

Er konnte nicht. Mag sein – er fand keine Worte.

Nur im trüben Seitenschiff des Bahnhofs

Ging ein belangloser Kronleuchter an.

Nur verneigte sich jemand vor jemand

Auf dem Bahnsteig im nächtlichen Blau,

Nur funkelte schwächlich die Krone

Auf meinem unglücklichen Kopf.
Am 30. November 1909 starb Annenski plötzlich an einem Herzschlag auf den Treppen des Zarskoselski-Bahnhofs in Petersburg. Georgi Iwanow war damals ein junger Anfänger und kannte Annenski nicht persönlich, wurde jedoch nicht müde, immer wieder seine innere Verbundenheit zu Annenski zu betonen. Schon als 15-Jähriger schrieb Iwanow seine erste Rezension über den postum ausgegebenen Gedichtband Kiparisowy larez (Das Zypressenkästchen), welcher paar Wochen nach dem Tode Annenskis veröffentlicht wurde. Auch in der Emigration betonte Iwanow in seiner Dichtung die Bedeutung Annenskis für seine spätere Entfaltung:
Ich mag die hoffnungslose Ruhe,

Im Oktober – blühende Chrysanthemen,

Den Lichtschimmer hinter dem nebligen Fluss,

Die Erbärmlichkeit der verglommenen Abendröte.

Die Stille der anonymen Gräber,

Alle Banalitäten des „Liedes ohne Worte“,

Das, was Annenski so gierig mochte,

Das, was Gumilew nicht leiden konnte.
Durch das Nostalgiemotiv Annenskis entdeckte Iwanow für die russische Dichtung ein neuer Pfad, der ihm die Gelegenheit gab mit einfachen Worten die Misere des Alltags in poetische Sprache zu fassen und das Elend des Daseins auf die Höhe der Poesie zu erheben.
Annenski, der ein großer Philologe war, hätte nur stolz sein können, auf das, was sein Nachfolger aus seinem Lieblingswort und Motiv alles gestalten konnte.

#### Petersburg, Petrograd und Iwanows literarische Erfolge

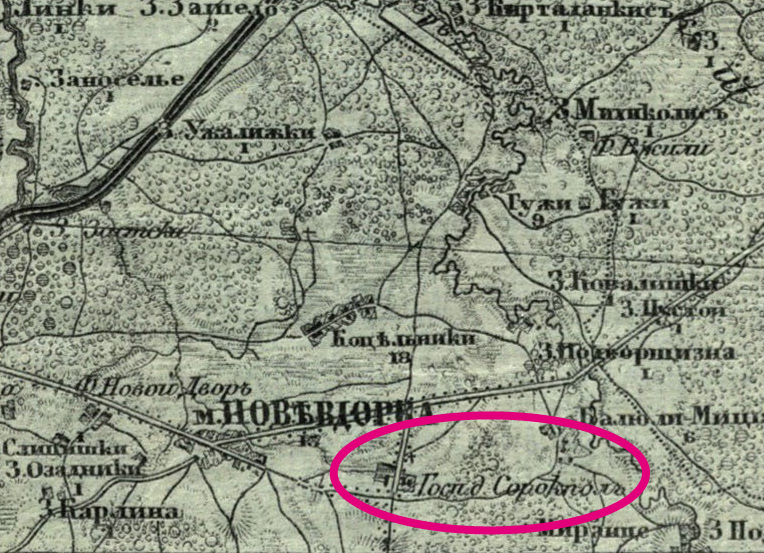
Landgut Sorokpol etwa 50 km nordöstlich von Wilna gelegen. In diesem Landgut verbrachte die Familie Iwanow bis zum Ausbruch des Ersten Weltkrieges ihre Ferienzeit. Historische Karte 1902 (Ausschnitt)

Im Jahre 1914 begann der Erste Weltkrieg, der Iwanow noch im Landgut Sorokpol bei Wilno überraschte. Er kehrte zurück nach Petersburg ohne zu wissen, dass er nie mehr den Boden des Landguts bei Wilno jemals wieder betreten konnte. 1915 besetzten die Deutschen diesen Teil des Russischen Reiches, 1917 kam die Russische Revolution, 1918 sprach Litauen sich vom Russischen Reich frei, 1920 wurde der Wilno-Kreis von Polen bis zum Zweiten Weltkrieg besetzt. So ging der Familie Iwanows ihr Landgut Sorokpol bei Wilno verloren.

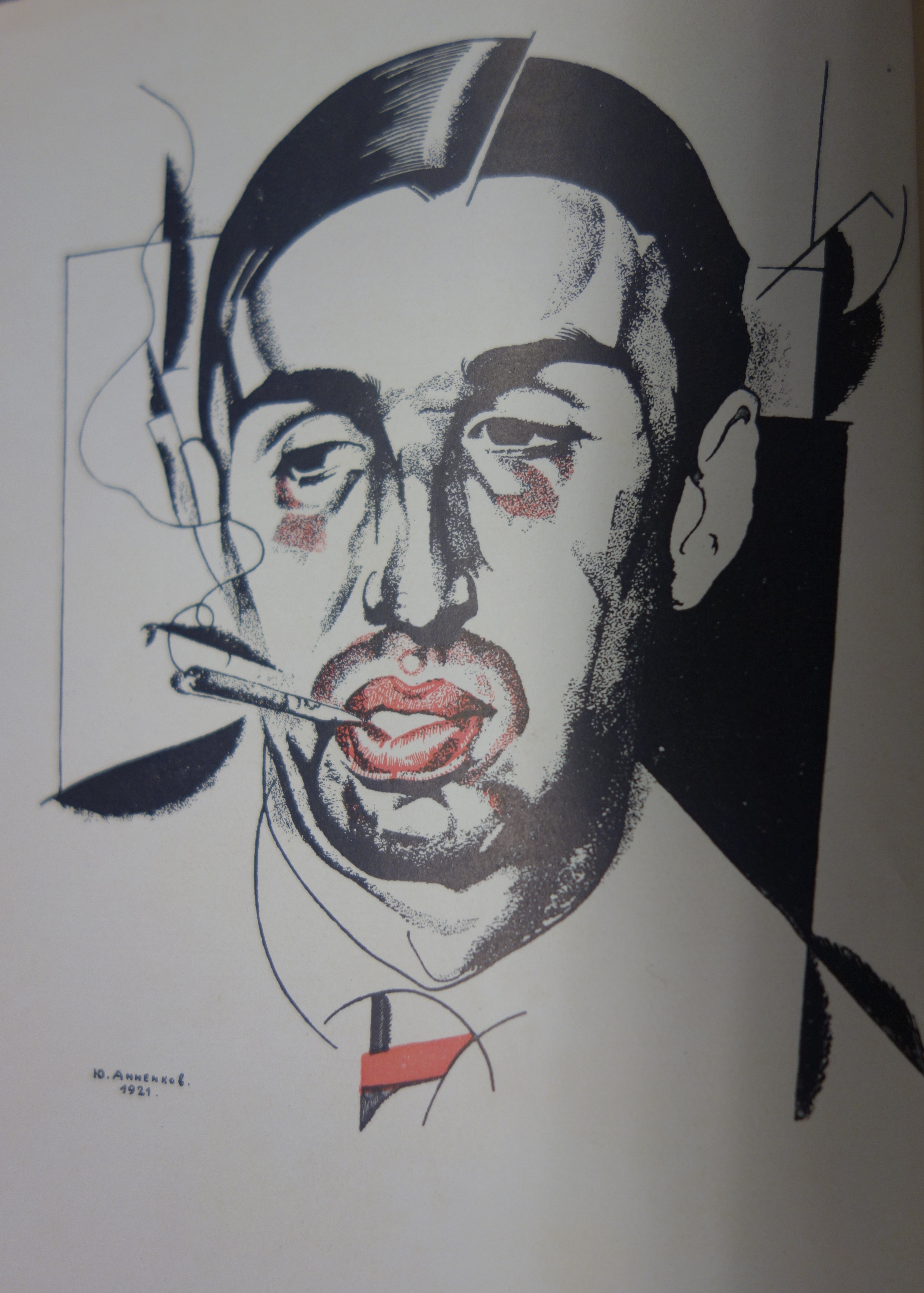
Porträt Georgi Iwanow 1921. Porträtiert von Juri Annenkow

In Petersburg herrschte zu dieser Zeit patriotische Stimmung und alle Dichter unterstützten diese mit ihren Gedichten. Georgi Iwanow wurde in dieser Zeit in allen Zeitschriften ein sehr gefragter und begehrenswerter Autor. Seine Gedichte, im Vergleich zu seinen berühmten Kollegen, waren „mit oder ohne patriotischem Inhalt“ viel leichter und klangvoller als schwere „Geschosse“ von Michail Kusmin, Fjodor Sologub oder Sergei Gorodezki. Das stellte Iwanow in der literarischen Hierarchie der Petersburger Kreise sehr hoch. Nach Gumiljows freiwilligem Abreisen an die Front, beendete der Dichterverband „Zech“ seine Existenz vorübergehend. Iwanow nahm Gumiljows Platz in der von ihm sehr geschätzten Zeitschrift „Apollon“ an, wo er die Rubrik der „Neuheiten der Poesie“ leitete. 1915 gab er seinen nächsten Gedichtband Pamjatnik slawy (Denkmal des Ruhmes) heraus. Später bewertete er selbst diesen Gedichtband als das „Nacheifern des Patriotismus“, und die Gedichte verächtlich als „die billigen Glasperlen“. Iwanow war nicht wirklich gerecht zu seinen Schreiben in dieser Periode. Bei genauem Betrachten einiger dieser Gedichte erweist sich schon seine spätere Handhabung: wichtige Bemerkungen in Zwischenzeilen zu stellen, die beim Lesen zu einer Atempause und zum Nachdenken zwingen. Im Gedicht Opjat na Ploschtschadi Dworzowoi (Wieder auf dem Schlossplatz) beschreibt er einen gewöhnlichen Alltag des Petersburger Lebens, und wäre da nicht eine ungewöhnliche Zeile dazwischen, über das „sorglose Lachen“ und die „lebenden Gesichter“ in der glatt verlaufenden Beschreibung des Wintertags, hätte man gar nicht bemerkt, dass die Rede von einem Wintertag während des Krieges handelt, wo der ruhig verlaufende Tag der Hauptstadt im krassen Widerspruch zum Sterben im Krieg steht. Diese „Stolperstein“-Methode ist für den späteren Iwanow sehr kennzeichnend.
Wieder auf dem Schlossplatz

Glänzt die Säule silbern.

Auf wiederhallendem Holzpflaster

Legte sich wie ein Teppich der frostige Reif.

Es jagen Schlitten hinter Schlitten,

Von den Pferden steigt der Dampf,

Unter den eiligen Schritten

Klirrt der gefrorene Gehsteig.

Sorgloses Lachen… Lebende Gesichter…

Der Lagerfeuer frohes Licht –

Wunderschön ist die Newa-Kapitale

An solch sonnigen Tagen.

Du gehst und atmest aus voller Brust,

Steigst hinunter auf das Eis der Newa

Und des Windes über dir

Breiter, sonniger Flug.

Und das Herz frohlockt,

Und das Leben ist aufs Neue heiter,

Und im blassen Himmel glänzt klar

Die Nadel der Admiralität.
Schon im Jahre 1916 hat er seinen nächsten Gedichtband Weresk (Das Heidenkraut) veröffentlicht. Für Georgi Iwanow persönlich wurde dieser Band bedeutungsvoll, obwohl die Kritik vernichtend war: der Krieg dauerte immer noch, und der Autor beschreibt weiterhin schöne Landschaften und Bilder; er hängt sehr an diesem Band und gab ihn in der Emigration nochmals heraus. Erst viele Jahre später gelang der Forschung festzustellen, dass dieser Band sowas wie ein „Denkmal“ für Iwanows Familie von ihm gedacht war. Sogar hinter dem Titel des Bandes „Das Heidenkraut“ versteckt sich der Name des Landgutes Puke (lit. Puokė), was auf Altlitauisch „Wollgras“ heißt, welches gewöhnlich neben dem Heidekraut wächst. Im Weresk sind viele Gedichte mit Bezug auf seine Familie versteckt: einige Beschreibungen der Porträts von Urgroßvater, Großvater und viele mit Erinnerungen an seine Jugendzeiten in den litauischen Provinzen, die er als „mein Schottland“ bezeichnete.
Schottland, dein nebliges Ufer

Und die Weiden mit dem grünen Gras,

Wo glattes Vieh ruht,

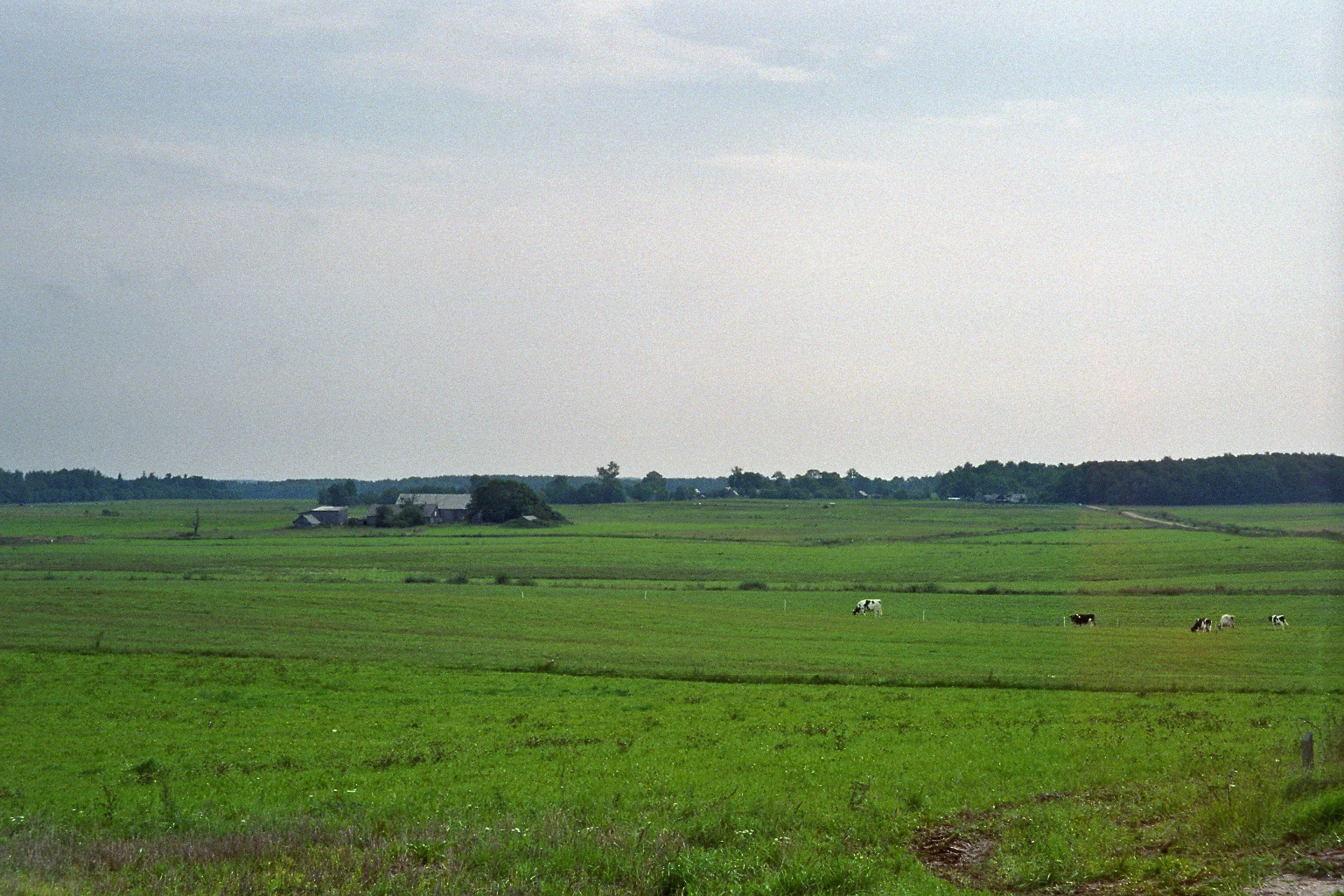
Im Weresk (Das Heidenkraut) sind viele Gedichte mit Bezug auf seine Familie versteckt mit Erinnerungen an seine Jugendzeiten in den litauischen Provinzen, die er als „mein Schottland“ bezeichnete. Auch im Titel des Bandes „Das Heidenkraut“ versteckt sich der Name des Landgutes der Familie Brennstein „Puke“, was auf Altlitauisch Puokė: Wollgras heißt. Das Foto zeigt Weiden vom heutigen Puokė.

Wie traurig, dich für immer zu verlassen!

Womöglich sehe ich zum letzten Mal,

Was dort im Fernen sich dem Auge entzieht,

Und Vaters Hügel zwischen Weidenreis,

Und das friedliche Obdach meiner Geliebten…

Leb wohl, Leb wohl! Oh Heidenkraut, oh Nebel…

Die Ferne verblasst, es raunt der Ozean,

Und trägt unser Schiff wie einen Kahn davon…

Bewahre Gott mein Schottland!
Unwiderruflich wiederholte Georgi Iwanow seinen Abschied von den litauischen Provinzen im Jahre 1920, da nämlich der Wilno-Kreis, wo Iwanows Familiengut „Sorokpol“ lag, völkerrechtswidrig von Polen besetzt wurde:
Nun weiß ich es – alles ist Einbildung…

Mein Schottland, meine Sehnsucht.

[…]

Euer Verbannter, er liebt niemand,

Er wird niemals mehr zurückkehren.

Und diese traurige Welt verlassend,

Die er so eifrig im Gedächtnis barg,

Nie dreht sich um, wenn er in Ferne hörte

Ein Horn, das „Verzeih, Poet“ bläst.
Das Jahr 1917 brachte durch den Ersten Weltkrieg Russland gleich zwei Revolutionen. Das Land, das schon vom Krieg demoralisiert wurde, war bis zum Grund und Boden zerstört. Wer fliehen konnte, floh. Auch Iwanow versuchte 1918 ganz legal auszureisen: seine erste Ehefrau, die Französin Isabell Ternisien, hat mit seiner Tochter Elena schon 1917, gleich nach dem Putsch, Russland mit ihrem Vater verlassen. Iwanow versuchte ihnen nachzukommen. Das gelang ihm allerdings nicht. Er musste noch ganze fünf „schreckliche Jahre“ im Lande bleiben. Ab 1918 arbeitete er als Übersetzer für Maxim Gorkis Verlag Wsemirnaja literatura (Weltliteratur) und übertrug viele Werke der westlichen Dichtung ins Russische. Bekannt sind aus dem Englischen: von Samuel T. Coleridges Christabel, von G. G. Byron Mazeppa und Corsar, der Lyrik von William Wordsworth und aus dem Französischen die Autoren, wie Théophile Gautier, Charles Baudelaire, Albert Victor Samain, Teile von José-Maria de Heredias Les trophées, dann zusammen mit Georgi Adamowitsch La Pucelle d‘Orléans von Voltaire. Zu dieser Zeit organisierte er zusammen mit Nikolai Gumiljow die nächste Dichterzunft (Zech Poetow) und ist im Gremium des offiziellen Petersburger Dichterverbandes tätig. Als Sekretär des Verbandes durfte er allein entscheiden, wer ein neues Mitglied werden darf und damit darüber, wer als Kandidat den begehrenswerten Titel eines Dichters tragen durfte. Auch Anna Achmatowa wurde von Iwanow in den Dichterverband aufgenommen, er hat dadurch ihr Überleben in der Zeit des „Kriegskommunismus“ gesichert und ihre spätere Karriere bei den Sowjets ermöglicht.

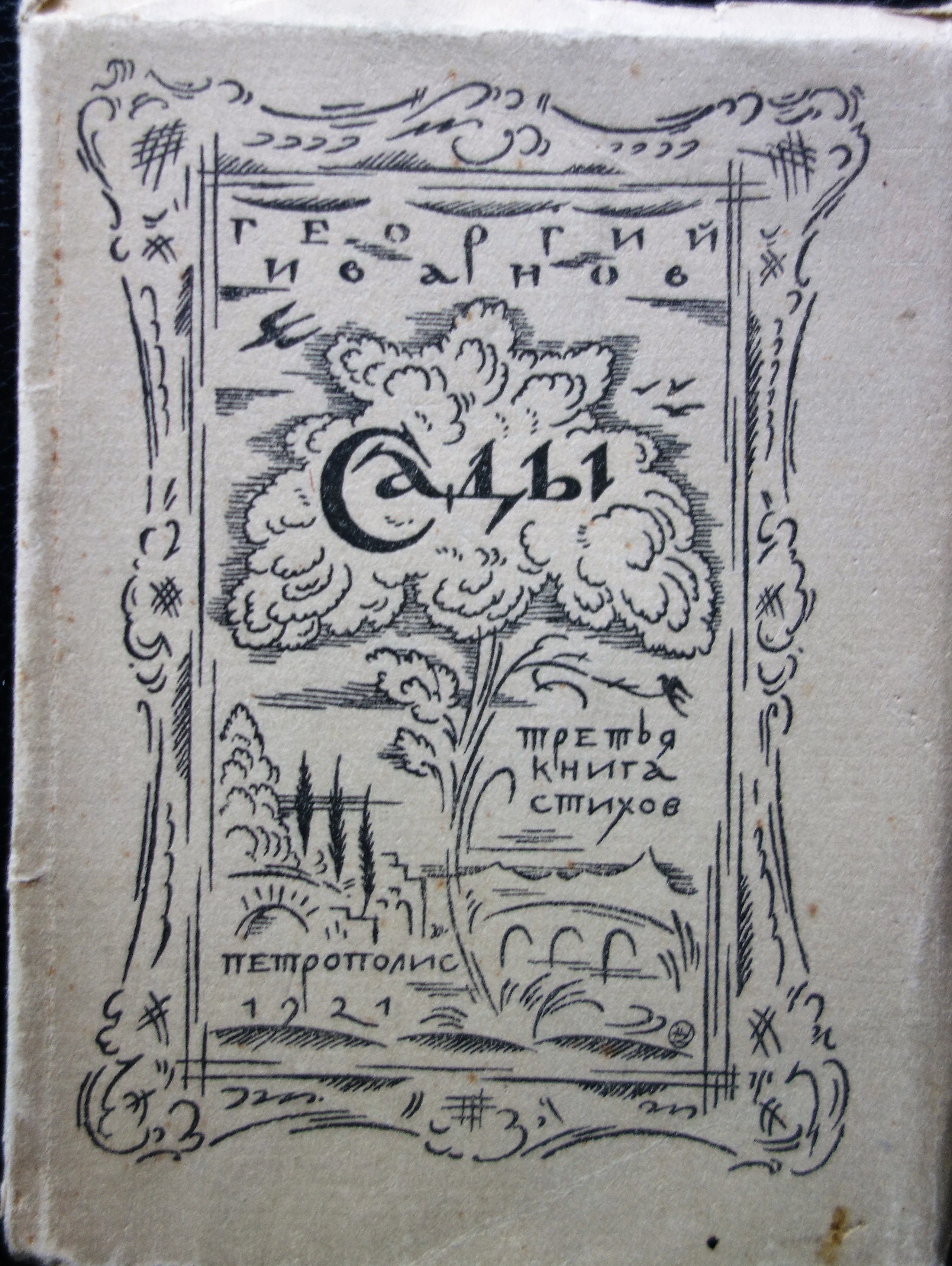
Georgi Iwanow. Sady (Gärten). Petersburg, (Petropolis) 1921. Vorderdeckelillustration von Mstislaw Walerianowitsch Dobuschinski (1875–1957)

Erst im September 1921 gelingt es Georgi Iwanow seinen nächsten Gedichtband Sady (Gärten) zu veröffentlichen. Nach der Oktoberrevolution gab es keine Verlage oder Zeitschriften mehr, nur für eigene bolschewistische Propaganda, so dass die Publikation anderer Autoren erschwert beziehungsweise unmöglich gemacht wurde. Für die Petersburger Periode von Iwanows Schaffen ist dieser Band etwas Besonderes: dort sprach Georgi Iwanow zum ersten Mal von anderen Themen, über die Liebe, die Vergänglichkeit der Gefühle und über den Tod. Mit diesem Band steht der Dichter Iwanow in seiner vollen Größe, er ist reif geworden, seine Gefühle zu seiner künftigen zweiten Ehefrau Iraide Heinicke (Pseudonym Irina Odoewcewa) fließen in einzigartigen Reimen. Die sowjetische Kritik war abwertend: das Land wurde vollkommen zerstört, überall Not und Hunger, und Iwanow beschrieb wunderbare, märchenhafte Gärten der Liebe. Dank der Schönheit dieser Gärten blieben viele antisowjetische Inhalte der Gedichte unbemerkt, die offensichtlich hinter den bezaubernden Fassaden versteckt waren. Selbst der strengen bolschewistischen Zensur waren Iwanows Ästhetik-Vorlieben so extrem zuwider, dass sie den Hintergrund der schönen Hüllen nicht merkten. Schon von seinen Anfängen an war Georgi Iwanow als Ästhet bekannt. Nach dem Oktober wurde dieses Merkmal seiner Dichtung zu seinem Schutz.
Der August 1921 blieb für Iwanow ein entsetzlichster persönlicher Verlust: Er verlor in einem Monat seine beiden wichtigsten Menschen und Freunde. Am 7. August starb nach langer Krankheit Alexander Blok, am 26. August wurde Nikolai Gumiljow von den Bolschewiken hingerichtet.
Im Jahre 1922 wurde der letzte in Russland geschriebene Gedichtband Lampada (Das Ikonenlämpchen) herausgegeben. Die offene Resignation, der Jammer um das vergangene Leben, die Ohnmacht und Wut über „luftleere, seelenlose Äther“ stöhnen aus den „kraftlosen“ Gedichten und blieben nicht unbemerkt seitens der sowjetischen Kritik: „Es lässt sich wohl kaum ein anderes, 1922 in Russland erschienenes Buch finden, das noch absoluter, organischer und unversöhnlicher die Revolution negieren würde, als ‘Lampada‘.“ Iwanow blieb nicht viel mehr übrig, als sich zur Flucht aus dem sowjetischen Land umzusehen.
Am 26. September 1922 verlässt Georgi Iwanow das Land mit dem deutschen Schiff „Kargo“. In seiner Erinnerung (Essay) Katschka (Das Schaukeln des Schiffes) beschrieb er später lebhaft seine abenteuerliche Vorbereitung und illegale Ausreise aus dem sowjetischen Land, ebenso seine Verzweiflung Russland für immer zu verlassen:

„Auch wenn man vom Wellengang absieht, gab es nichts Angenehmes an dieser Reise. Ganz im Gegenteil. Selbstverständlich rauchte ich nun Zigaretten mit Goldmundstück, selbstverständlich war ich nun frei, selbstverständlich war ich nun auf dem Weg nach Berlin, nach Paris, wo ich machen konnte, was mir beliebte, wo mich niemand unversehens verhaften, verbannen, erschießen konnte. Ja, alles war so. Aber diese Erkenntnis war irgendwie blass, abstrakt, substanzlos, ohne Wert. Real waren: der raue Wind, das nasse Deck, trübe Wellen, und dann die beunruhigte Frage: Ist es möglich, dass Russland für mich für immer verloren bleibt?“

### Emigration (1922–1958)

#### „Berlins, Paris und Nizzas schnöde Prominenz“

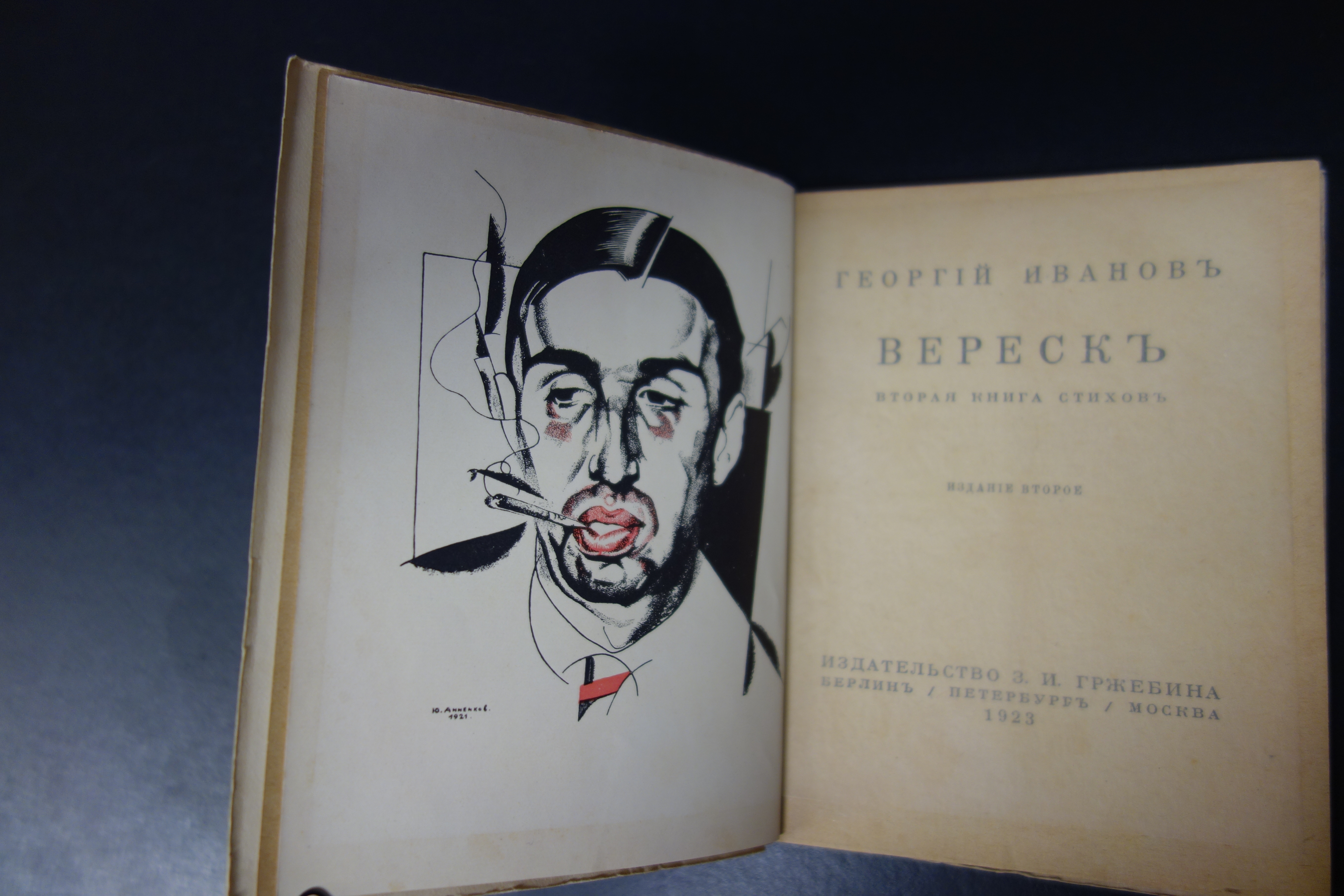
Georgi Iwanow: Weresk (Вереск). Titelseite, transparentes Schutzpapier, Frontispiz von Juri Annenkow, Iwanow darstellend. Buchformat 10 × 14,5 cm, Klein-Oktav, 86 Seiten, 2. Auflage, Z.J. Grzebin Verlag Berlin 1923

Von Oktober 1922 bis Sommer 1923 blieb Georgi Iwanow in Berlin. Dort hat er einige neue Ausgaben seine Dichtung veranlasst: die Gedichtbände Weresk, Sady und seine Übersetzung des Poems Christabel von Samuel T. Coleridges wurden im Berliner Verlage veröffentlicht. Auch mehrere Sammelbände des Zech Poetow, Gumiljows Nachlass, seine letzten geschriebenen Gedichte, wurden dort von Iwanow herausgegeben. Im November 1922 reist Iwanow nach Paris, dort besuchte er seine erste Ehefrau und seine Tochter Elena, trifft mehrere bekannte Petersburger Dichter, organisierte einen Literaturabend zum Andenken an Nikolai Gumiljows Tod. Die Einnahmen aus den Herausgaben von Gumiljows Nachlass und des Literaturabends spendete Iwanow Gumiljows Witwe Anna Engelhardt und deren Kindern, die in Petrograd in großer Not lebten.
Im August 1923 zieht Iwanow zusammen mit Irina Odojewzewa (Iraida Heinicke, die inzwischen aus Riga dazu gekommen war) nach Paris um. Ab 1924 fing Iwanow an seine Erinnerungen in den Pariser Zeitschriften Zweno (1924–1927) und Poslednie Nowosti (1929–1930) zu publizieren. Im Jahre 1928 wurden einige Essays im Buch Peterburgskije simy (Die Petersburger Winter) mit dem Untertitel „Memoiren“ veröffentlicht. 1952 erschien die zweite verbesserte Auflage des Buches Die Petersburger Winter im New-Yorker Tschechow-Verlag.

#### Die Petersburger Winterund weitere Erinnerungen
In seinen Erinnerungen beschrieb Georgi Iwanow als Erster die Ereignisse in Russland, die vor kurzen stattgefunden haben, auch schilderte er die noch lebenden Teilnehmer dieses Geschehens, die er vor und nach dem Oktober 1917 in den literarischen Kreisen erlebte. Wie er es am Anfang selbst erklärte: „Das Thema meiner Essays ist das Wesen des literarischen Petersburg der letzten zehn- bis zwölf Jahre“, und wie er an diesem Leben in Petersburg-Petrograd zwischen 1910 und 1922 teilnahm. Dabei handelt es sich um facettenreiche Berichte über die literarischen Kreise, ebenso um Darstellungen über die schrecklichen Erlebnisse nach der „Oktober-Revolution“. Mit sprachlicher Feinheit macht Iwanow seine Berichte zu einem fesselnden und aufregenden Buch der Zeitgeschichte. Wie es Mark Aldanow in seiner Rezension über Iwanows Buch in Sowremennyje sapiski (Die zeitgenössische Notizen (37), Paris 1928) schrieb: „Das Genre des Buches ist schwer… Der Autor zeigt zwei Epochen. Die Menschen platzen vor Fett, – die Menschen sterben vor Hunger, […] Trotz der zufälligen Irrtümer des Gedächtnisses oder des Versehens ist das Bild, das im glänzenden Buch Iwanows gegeben ist, ‘historisch treu‘, auch wenn vieles davon für die Mehrheit der Petersburger wahrscheinlich nicht bekannt war.“
Georgi Iwanow war bekannt als ein „feinfühliger Beobachter“, schon Alexander Blok hat auf diese Iwanows Fähigkeit hingewiesen, während Georgi als junger Dichter seine ersten Schritte auf der Peterburger Literaturbühne machte. Dieses Talent zu beobachten und seine Gabe zu schreiben spiegeln sich in seinen Erinnerungen und autobiographischen Essays wider. Die leidenschaftlich gesammelten Geschichten aus dem eigenen Leben und dem Leben der Anderen stellen ein klares Bild der russischen Geschichte dar, die insofern sehr wichtig war, und heute noch ist, da diese Erlebnisse ein Bild der damaligen Zeit der russischen Kultur anbieten und weil die Geschichte der Ereignisse damals noch nicht in Geschichtsbüchern beschrieben wurde. Demgemäß war es die einzige Möglichkeit die Vorgänge des Geschehens für seine Zeitgenossen und für spätere Generationen vorzustellen und festzuhalten. Einige Überlegungen Iwanows über seine Kollegen sind erstaunlich treffend und zeigen seine Fähigkeit für historische Analysen und Bewertungen:

„Dass das ‚Große Russland‘ im Smolnyj in einem Sarg liegt, macht keineswegs [den Bauerndichter] Kljuew angesichts des Todes traurig oder bringt sein Entrüsten gegenüber den Mördern aus dem Smolnyj zum Ausdruck.
Ganz und gar das Gegenteil. Eher Freude – das lang Erhoffte begann sich zu erfüllen. Das einstige Russland, wenn auch ‚großes‘, aber den Herren und Intelligenzlern gehörendes, ‚nicht unseres‘, starb endlich – geschah ihm recht. Und Lenin – der heutige Mörder des einstigen Russlands – ist ein geeigneter Baumeister des künftigen. […]
Klar: Lenin – ein dienlicher Mensch, ein richtiger, unser. Und ihm zu helfen – ist ‚rechtschaffen‘, die Pflicht jedes Bauers [russ. „Muschiks“].
Herr, schütze die Freiheit,

 Den roten Herrscher der Kommune!
– rief damals Kljuew aus. Und in jenen Tagen klang es für ihn, für Esenin und Menschen, die ihnen geistig nahestanden, und solche gab‘s viele, nicht widersinnig, wie heutzutage, sondern wie ein feierliches ‚nun lässt du deinen Diener in Frieden fahren…‘“

In Iwanows Erinnerungen vermischen sich die schrecklichen Bilder des alltäglichen Lebens in den Tagen des „Kriegskommunismus“ mit den Bildern der fröhlichen Tage der Vorkriegszeiten, die historischen Betrachtungen und die Bewertungen der Ereignisse, und dadurch tragen sie die authentische Atmosphäre der damaligen Zeit.

„Vor dem Hunger hatten alle Angst, bis er sich ‚ernsthaft und für lange‘ festsetzte. Dann hörte man auf ihn zu bemerken. Man hörte auch auf, die Erschießungen zu bemerken.

[…]

Zwei Spießbürger trafen sich, sprachen über Alltagskram und gingen auseinander.
Ballett… Pelzmantel… den jungen Perfiriew und noch ein Student… Und bei uns in der Kooperative wurde heute Hering verteilt… Erschossen wird er wohl…
Zwei Bürger der nördlichen Kommune unterhalten sich über den Alltag.
Ein Bürger ruft einem anderen Bürger zu:

 Bürger, was gibt’s heute zum Mittagessen?

 Haben sie sich registriert, Bürger, oder nicht? …
Und nicht aus Herzlosigkeit sprechen sie so, sondern aus Gewohnheit.

Auch die Chancen sind gleich – heute der Student, morgen sie.“

Georgi Iwanow war sich der Parteilichkeit seiner Erinnerungen und Darlegungen bewusst und er beugte dieser mit einer Finesse vor, indem er eine künstliche Passage in den Ablauf seiner Berichte stellte, die zeigen soll, dass der Autor sich nicht ganz sicher sei, ob es Erinnerungen oder Träume sind. Dieser Griff, den er schon in seinen Gedichten erprobte, ermöglicht ihm eine Denkpause oder Atempause einzulegen, die dem Leser eine andere Sichtweise erlaubt oder dem Autor ein bestimmtes Tempus der Ereignisse gestattet, und gleichzeitig die Anschuldigungen seiner Zeitgenossen wegen Falsum oder Verzerrung des Geschehens abwenden sollte. Dieser Abschnitt ist sogar in poetischer Form verfasst, bzw. als ein Stück des Prosagedichts geschrieben und wurde als ein Fremdelement im flüssigen Berichtsverlauf der Erlebnisse aufgenommen. Diese ersten Proben in dieser Gattung sind insoweit wichtig, als sie schon zu dieser Zeit auf das spätere wichtige Werk Iwanows „Atomzerfall“ (Raspad atoma) hinweisen.

„Es gibt Erinnerungen, wie die Träume. Es gibt Träume – wie die Erinnerungen. Und wenn man an das ‚so kürzlich, so unendlich lange her‘-Gewesene denkt, weiß man bisweilen nicht, was die Erinnerungen, was Träume sind.

Nun ja – es gab ‚den letzten Vorkriegswinter‘ und den Krieg. Es gab den Februar und den Oktober… Und das was nach dem Oktober war – das gab es auch.
Schaut man genauer hin, wird die Vergangenheit jedoch verworren, entgleitet sich, ändert.

…Im gläsernen Nebel, über dem breiten Fluss – hängen die Brücken, am Granitufer stehen Paläste, und zwei dünne goldene Nadelspieße schimmern schwach. Irgendwelche Menschen gehen auf den Straßen umher, irgendwelche Ereignisse geschehen. Hier der Zarenapell auf dem Marsfeld… und hier die rote Fahne über dem Winterpalast. Der junge Blok liest Gedichte… und ein ‚zu Asche gewordener‘ Blok wird beerdigt. Rasputin wurde letzte Nacht ermordet. Und dieser Mensch, der eine Rede hält (die Worte hört man nicht, nur dumpfes zustimmendes Gebrüll) – nennt sich Lenin…

Erinnerungen? Träume?

Irgendwelche Treffen, Gespräche – tauchen ohne Zusammenhang für einen Augenblick aus dem Gedächtnis auf, unzählig viele. Mal ganz blass, mal mit fotografischer Genauigkeit… Und wieder – gläserner Dunst, im Dunst – Newa und Paläste; es gehen Menschen vorbei, es fällt Schnee. Die Glocken der Turmuhr spielen ‚Wenn glorreich…‘

Nein, die Glocken spielen die ‚Internationale‘.“

Die Drehscheibe der Geschichte wendet sich fast blitzartig: „nun gab einen einzigen hallenden Schuss der Aurora“ und es begann „in ganz Russland die Mitternacht“, alles wendet sich „nach dem Februar“ wiederholt „um volle 180 Grad“. Die Ereignisse vermischen sich und sind nicht mehr zu durchschauen. Alles erfolgte so überstürzt und beinahe in einem Augenblick. Nichtsdestoweniger entspricht das alles den historischen Fakten und wurde von Iwanow nicht erdichtet. Er hat seine eigene Sichtweise der Erlebnisse als ein Augenzeuge dargelegt, und wenn seine Sprache zu poetisch klingt, so war Georgi Iwanow nun einmal ein Dichter. Jedenfalls sind seine Erinnerungen dank seiner Gabe viel aufschlussreicher als alle später geschriebenen Berichte dieser Art.
Weitere Erinnerungen sind unter Titel Kitajskie teni (Chinesische Schatten) publiziert und wurden erst von Ewgenij Witkowski als eine Einheit zusammengestellt. Iwanow schrieb auch viele Erzählungen mit biographischem Hintergrund und einzelne Essays als Erinnerungen, wie folgende: Newski prospekt (Newski Prospekt), Brodjatschaja sobaka (Der streunende Hund), Tschekist-Puschkinist (Tscheka-Mann als Puschkins-Kenner), Mertwaja golowa (Todeskopf), O switskom poesde Trozkogo, rasstrele Gumiljowa i korsinke s proklamazijami (Über Trotzkis Suiten-Zug, Gumiljows Erschießung und Körbchen mit Proklamationen), S baletnym mezenatom w Tscheka (Mit Ballet-Mäzen in Tscheka), Farfor (Porzellan), Katschka (Das Schaukeln des Schiffes) und mehrere andere. Als letzten Essay der solchen Art der Memoiren, eher sogar eine historische Summierung der Geschehnisse, schrieb Iwanow im Jahre 1952 Sakat nad Peterburgom (Der Untergang über Petersburg). In dieser Erinnerung erklärte Iwanow auf das Genaueste den Ablauf des Untergangs des „wunderprächtigen Petersburg“ und mit ihm auch des gesamten Russlands:

„…Für unsren Ruhm und unsren Staat

 Schlussendlich nichts als Hass empfinden!
Und dann wird das ‚glanzvolle Sankt-Petersburg‘ nicht mehr ‚sich zur Schau stellen‘ – ‚leer wird es sein‘.
Doch – welch seltsame Angelegenheit. Solange das Petersburger Imperium ‚sich zur Schau stellte‘, solange es erblühte und erstarkte – erstarkten auch die Zweifel an ihrer Zukunft, die zusammen mit ihr das Licht der Welt erblickten. Und ganz im Gegenteil, als es mit ihr immer schneller abwärts Richtung Katastrophe ging – begangen diese Zweifel zu verblassen, verflüchtigten sich, verschwanden…
Eben unmittelbar vor dem Ende ließen sich diejenigen, die noch ‚aus Trägheit‘ die Zügel des Imperiums in den Händen hielten, als auch die, die sie den geschwächten, unbeholfenen Händen zu entreißen bereit waren, von einer optimistischen Selbstsicherheit beseelen. Der Thron Nikolais II. und der Sessel des Vorsitzenden ‚des dicken Rodzjanko‘, der vom Zar verhasste, waren beide schon kurz davor, im Tartaros zu verschwinden, als sie plötzlich denjenigen, die drauf saßen, überaus stabil vorkamen. Weder ‚von der Höhe des Throns‘ aus, noch von der ‚Höhe des Rednerpults in der Duma‘, noch aus den bequemen Arbeitszimmern der Führer der Kadettenpartei, noch durch die nicht geputzten Fensterscheiben der konspirativen Wohnungen der Sozialrevolutionäre war die tödliche Bedrohung, die über ihnen allen schwebte, über jedem Einzelnen, nicht mehr zu sehen. Sich bekriegend, stimmten die Macht, die legale, die halblegale Opposition und der revolutionäre Untergrund selbstgefällig im Gefühl einer ‚unerschütterlichen Stabilität‘ der Hauptstadt des von ihnen für alle Ewigkeit aufgezäumten ‚Mütterchen Russlands‘ überein.“

In Kitajskie teni (Chinesische Schatten) sind einzelne Erinnerungen zusammengestellt, die, wie auch „Petersburger Winter“, einige Erlebnisse Iwanows in den Jahren 1910 bis 1922 zusammenfassen, die Iwanow zwar selbst in Pariser Zeitschriften publizierte, jedoch nicht in das Buch seine „Memoiren“ aufnahm. Dabei sind mehrere sehr anregende Momente des Petersburger Literaturlebens beschrieben, wie die Petersburger Zeitschriften seiner Zeit funktioniert haben, oder wie sich das Literaturleben nach dem „Großen Oktober“ entwickelte. So auch beschreibt Iwanow das Alltagsleben seiner Zeitgenossen in den Hungerjahren nach dem „Großen Oktober“:

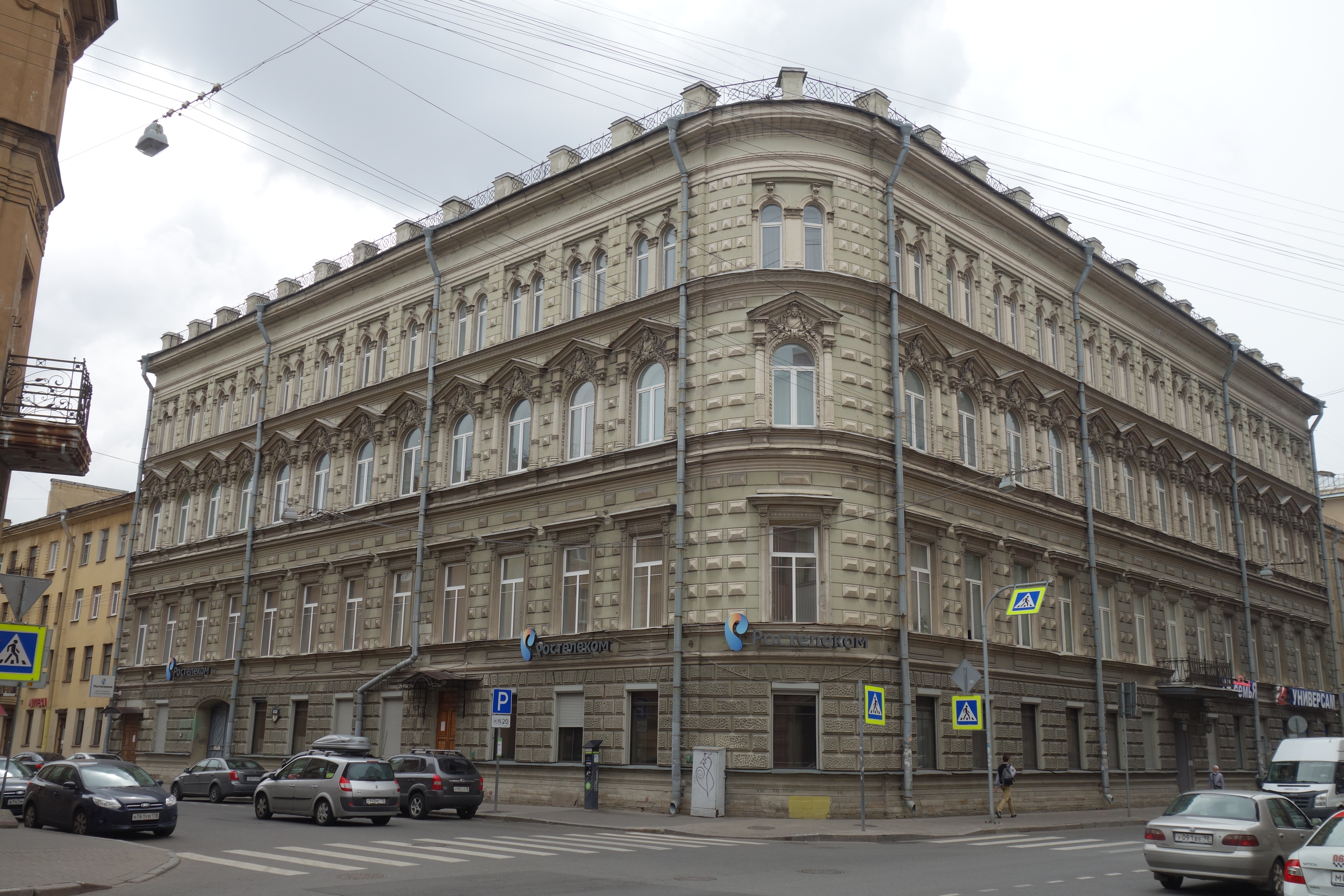
Haus der Literaten (Dom literatorow) in St. Petersburg, an der Ecke der Bassejnaja- und Ertelew-Straße, (Nekrasowa / Tschechowa ul.). Georgi Iwanow: „Der verfrorene und hungrige ‚Bürger‘ bekam in gewisser Weise zusammen mit einer Portion Stockfisch und Hirsebrei auch eine Portion geistig-seelischer Freiheit, die außerhalb der Mauern des Literatenhauses konfisziert und für widerrechtlich erklärt war“

„Über das Petersburger ‚Haus der Literaten‘ in den Jahren 1919–1922 werden irgendwann noch Untersuchungen veröffentlicht, vielleicht sogar Gedichte geschrieben. Ein paar Schriftsteller und Journalisten schufen im verwüsteten Herrenhaus an der Ecke der Bassejnaja- und Ertelew-Straße ein wahres Wunder. Auf dem gottverdammten Gebiet der ‚Nordkommune‘, wo es für Leute, die nicht im ‚Gleichschritt mit dem Proletariat‘ marschieren wollten oder konnten, nichts gab außer sich hinlegen und sterben – wurde ein Fleck geschaffen und abgeschirmt, wo sie nicht nur etwas Nahrung fanden, sich nicht nur verhältnismäßiger Wärme erfreuten, sondern – und das war am wichtigsten – atmen durften. Hinter der schweren Tür des Literatenhauses war die Sowjetherrschaft gleichsam entkräftet. Der verfrorene und hungrige ‚Bürger‘ bekam in gewisser Weise zusammen mit einer Portion Stockfisch und Hirsebrei auch eine Portion geistig-seelischer Freiheit, die außerhalb der Mauern des Literatenhauses konfisziert und für widerrechtlich erklärt war. Für die Stunden, die er im Hause verbrachte – und viele kamen in der Früh und blieben bis zum Schluss – verwandelte er sich von einem sowjetischen Anonymus in das, was er vor dem ‚Großen Oktober‘ war. In einen Schriftsteller, Minister, Rechtsanwalt, Maler, Kaufmann, Fürst. Vorübergehend, für die Verweildauer unter diesem Dach kehrte zu dem bedauernswerten Petersburger Biedermann die Menschenwürde und Freiheit zurück. Und wie wichtig insbesondere in jenen Tagen das tägliche Brot auch sein mochte – dies war wichtiger als das Brot.“

Im „Haus der Literaten“ (Dom literatorow) lässt Iwanow den Leser am Schicksal der russischen Intellektuellen im hungrigen postrevolutionären Petersburg mitfühlen:

„Eine lange Schlange reckt sich nach der Suppe. Mit blechernen Essschüsseln und Löffeln in den Händen stehen wie Spittelweiber Schriftsteller und Professoren. Im ‚Schwanz‘ unterhält man sich leise.

Eine Studentin, die neben W. Pjast steht, gibt ihm eine Deutschstunde. Auf Pjasts Schultern ist ein Plaid, die untere Anzugshälfte ist – grau kariert – viel zu ausladend. Er wiederholt geduldig die Vokabeln: Koschka – Kater, sobaka – Hund…‘

[…]

Eine unendlich lange Schlange reckt sich nach der Suppe… Plötzlich am Eingang – Bewegung, Lärm, ausländisches Gerede. […] Gut gekleidete Herren drücken ihm [Chariton] eine Vollmacht in die Hand – vom Stadtrat. Vertreter englischer Arbeitsloser machen sich mit der ehemaligen russischen Intelligenz bekannt.

Die Arbeitslosen aus England sind nicht nur rotbackig und gut gekleidet. Sie sind kultiviert. Sie bitten darum, die Namen der Speisenden zu erfahren, und bei manchen rufen sie respektvoll: ‚Very pleased!‘ Nachdem sie die Aula und die Bibliothek begafft hatten, begaben sie sich in die Kantine.

Der grauhaarige ältere Herr, der nachfragte, wie man auf Deutsch ‚Trauben‘ sagt, bekam soeben seine Schüssel Brei und trägt sie behutsam zu einem Tisch. Sein Name, den ganz Europa kennt, weckt das besondere Interesse der Engländer. Sie bitten, vorgestellt zu werden, sagen irgendwelche Nettigkeiten, verbeugen sich. Der alte Herr schaut sie an und blinzelt kühl mit roten Augenlidern. Nettigkeiten interessieren ihn nicht. Er möchte essen. Der Brei wird kalt. ‚Sehr geehrter Professor, – sagt einer der Delegierten, – erlauben Sie, vom Essen, mit dem Sie Ihre hochgeschätzte Regierung verpflegt, zu probieren.‘ Der Professor ist schwerhörig und versteht nicht sogleich, was man von ihm möchte. Als er es begreift, schnappt er die Schüssel, drückt sie mit der einen Hand an die Brust und erhebt die andere schützend: ‚Mein Brei, mein Brei! Probiert bei den Anderen!‘“

Einige noch lebende Zeitgenossen reagierten bei Iwanows Berichten sehr empfindlich. Der frühere Freund aus der Zeit des Ego-Futurismus Igor Sewerjanin war enttäuscht, dass er nicht in vollen Strahlen seines kurzen Ruhmes gestellt wurde. Anna Achmatowa hat von den Unzufriedenen am meisten getobt, sie wurde sehr wütend über Georgi Iwanow, und zwar schon von Anfang an, als er die ersten Berichte in den Zeitschriften des Exils publizierte. Da Iwanows Darstellungen sehr antisowjetisch waren und Achmatowa in Petrograd blieb, so könnte man ihre Beschuldigungen als eigenen Schutz betrachten, dennoch bleibt die von ihr angefangene Kampagne gegen Iwanow schon ab April 1925 unverständlich. Wenn man bedenkt, dass die Mehrheit der Zeitgenossen mit Iwanows Erinnerungen doch überaus einverstanden waren und die Forschung sie als eine wichtige Quelle für die Geschichte dieser Zeit bezeichnete, kann man ihre Wutanfälle nur aus ganz persönlichen Gründen erklären.
Auch in den Jahren 1929–1930 versuchte sich Georgi Iwanow weiter in Prosa und publizierte den Roman Tretij Rim (Das Dritte Rom) in Sowremennyje sapiski (1929 –Teil 1; 1930 nur Auszüge aus Teil 2). Der Roman wurde von Iwanow nie beendet. Wie er seinem Korrespondenten Wladimir Markow später selbst mitteilte: „Ich schrieb: ‚Welskij fing an eine Zigarette zu rauchen…‘ und weiter, weis ich nicht mehr…“
Danach wurden von Georgi Iwanow einige historische Essays zum Thema der letzten Zarenherrschaft geschrieben, die später in einem Buch Kniga o poslednem Zarstwowanii (Das Buch über der letzten Zarenherrschaft) verfasst sind. Ab 1933 wurden diese Essays als einzelne Teile in der Zeitung Sewodnja (Heute) in Riga publiziert. Manche Forscher interpretieren dies als Hinweis an eine Erweiterung von Iwanows Roman Tretji Rim (Das Dritte Rom), was allerdings schon aus inhaltlichen Gründen nicht überzeugend ist.
Georgi Iwanow war in erster Reihe ein Dichter und nur als solcher hat er sich verstanden. Und so erschien schon im Jahre 1931 sein erster Gedichtband in der Emigration Rozy (Rosen). Nach dem Erscheinen des Bandes wurde Iwanow als „Erster Dichter der Emigration“ gepriesen.

#### GedichtbandRosen

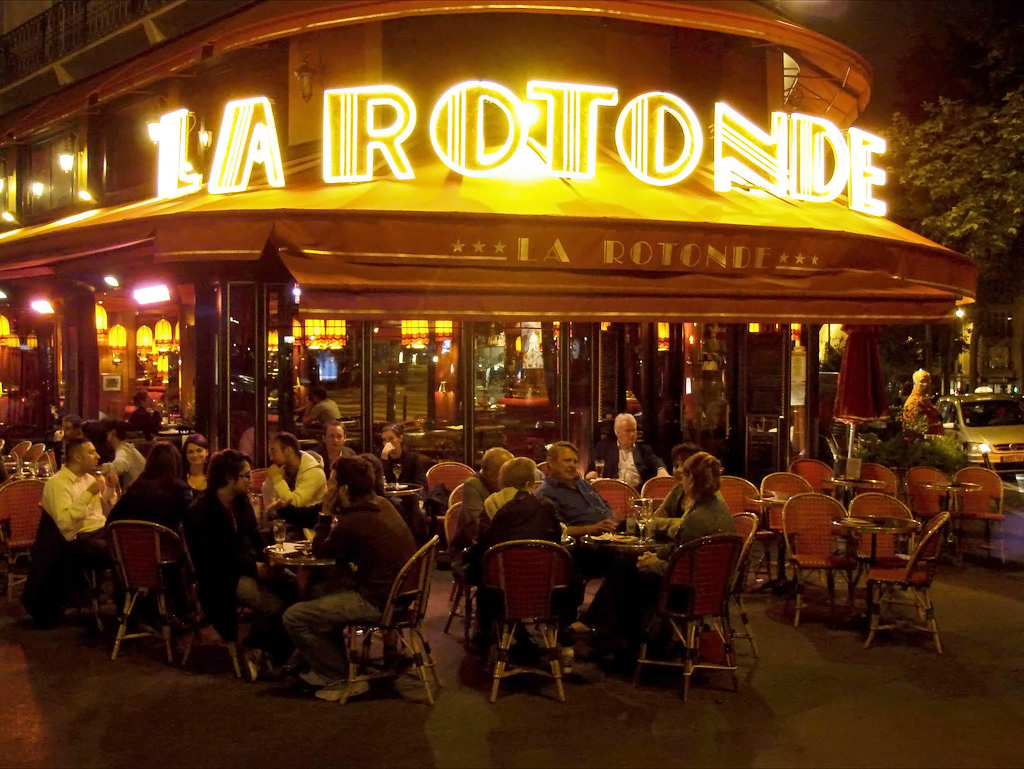
In den 30er Jahren disputiert Georgi Iwanow im Café de la Rotonde in Paris mit seinen heimatlosen russischen Dichterfreunde nächtelang über Poesie

Wir schlendern zerstreut durch die Straßen,

Wir schauen auf Frauen, sitzen in Cafés.

Doch wir finden nicht die richtigen Worte,

Und die ungefähren wollen wir nicht mehr.

Und was denn tun? Nach Petersburg zurückkehren?

Sich verlieben? Oder die Oper in die Luft sprengen?

Oder einfach sich ins kalte Bett legen,

Die Augen schließen und nie mehr aufwachen…
Die Motive aus diesem Gedicht wurden von Iwanow in seinem späteren Werk „Atomzerfall“ (Raspad atoma) wiederholt und vertieft ausgearbeitet, sowie auch folgendes Gedicht:
Die Seele ist gefühllos. Und mit jedem Tag gefühlloser.

– Ich geh’ zugrunde. Gibt mir die Hand. Keine Antwort.

Ich lausche noch dem Rauschen der Zweige

Ich liebe noch das Licht- und Schattenspiel…

Ja, ich lebe noch. Doch was habe ich davon,

Wenn ich Macht nicht mehr habe,

In einem Bewusstsein zu vereinen

Vom Schönen der zerfetzten Teile.
Doch wurde Iwanow wegen seiner eigenartigen Dichtung nicht nur hoch gelobt, es gab auch pessimistische Töne. Gleb Struwe hat Iwanow in seinem Buch Russkaja literatura w isgnanii (Die russische Literatur im Exil, 1956) wegen des Gedichts Choroscho, tschto net Zarja als Nihilisten gebrandmarkt. Diese Frage des Nihilismus spaltet bis heute noch die Meinung der Iwanow-Forschung. Es wurde wohl nicht von allen bemerkt, dass bei Iwanow zwar Negationen eine der häufigsten Wörter sind, aber seine Negationen eher das Gegenteil aussagen, sie sind eher Bejahungen, als nihilistische Verneinungen.
Gut, dass es den Zaren nicht gibt.

Gut, dass es Russland nicht gibt.

Gut, dass es Gott nicht gibt.

Nur ein gelber Himmelsschimmer,

Nur eisigkalte Sterne,

Nur Millionen von Jahren.

[…]

„Man lasse sich von dem Pessimismus- und Nihilismus-Etikett, das man dem Dichter angeheftet hat, nicht täuschen: Wer mit dieser sprachlichen Reinheit und Musikalität über das schreibt, was ihn – nur ihn? – bedrängt, der kann kein Verneiner sein, jedenfalls nicht in der engen Auslegung dieses Wortes! Jene, die ihm diesen Vorwurf machen, sollten zuerst einmal genau hinsehen, was dieser Dichter verneint, und vor allem, wie er es verneint. Er behält die strengen traditionellen Gedichtformen in einer vollendet schönen, künstlerischen Sprache bei, um darin von der Sinn- und Wirkungslosigkeit der Schönheit und der Kunst zu sprechen: mit äußerstem Kunstwillen wird das Ende der Kunst thematisiert.“

Bevor man stirbt,

Sollte man die Augen schließen.

Bevor man schweigt,

Sollte man sich ausreden.

Die Sterne brechen das Eis,

Die Geister steigen auf vom Grund –

Zu schnell kommt der

Zu zärtliche Frühling.

Und den Triumph berührend,

Sich in Triumph verwandelnd,

Zerfallen die Wörter

Und bedeuten nichts.
Oder auch:
Dies ist der Schellenklang in der Ferne,

Dies ist der Trojka breiter Gang,

Dies ist die schwarze Musik Bloks,

Die auf den leuchtenden Schnee fällt.

… Hinter den Grenzen von Leben und Welt,

In den Weiten des eisigen Äthers

Werde mich trotz allem von dir nicht trennen!

Und Russland wie eine weiße Leier,

Über dem schneebedeckten Schicksal.

#### Durch Europa mit dem Automobil

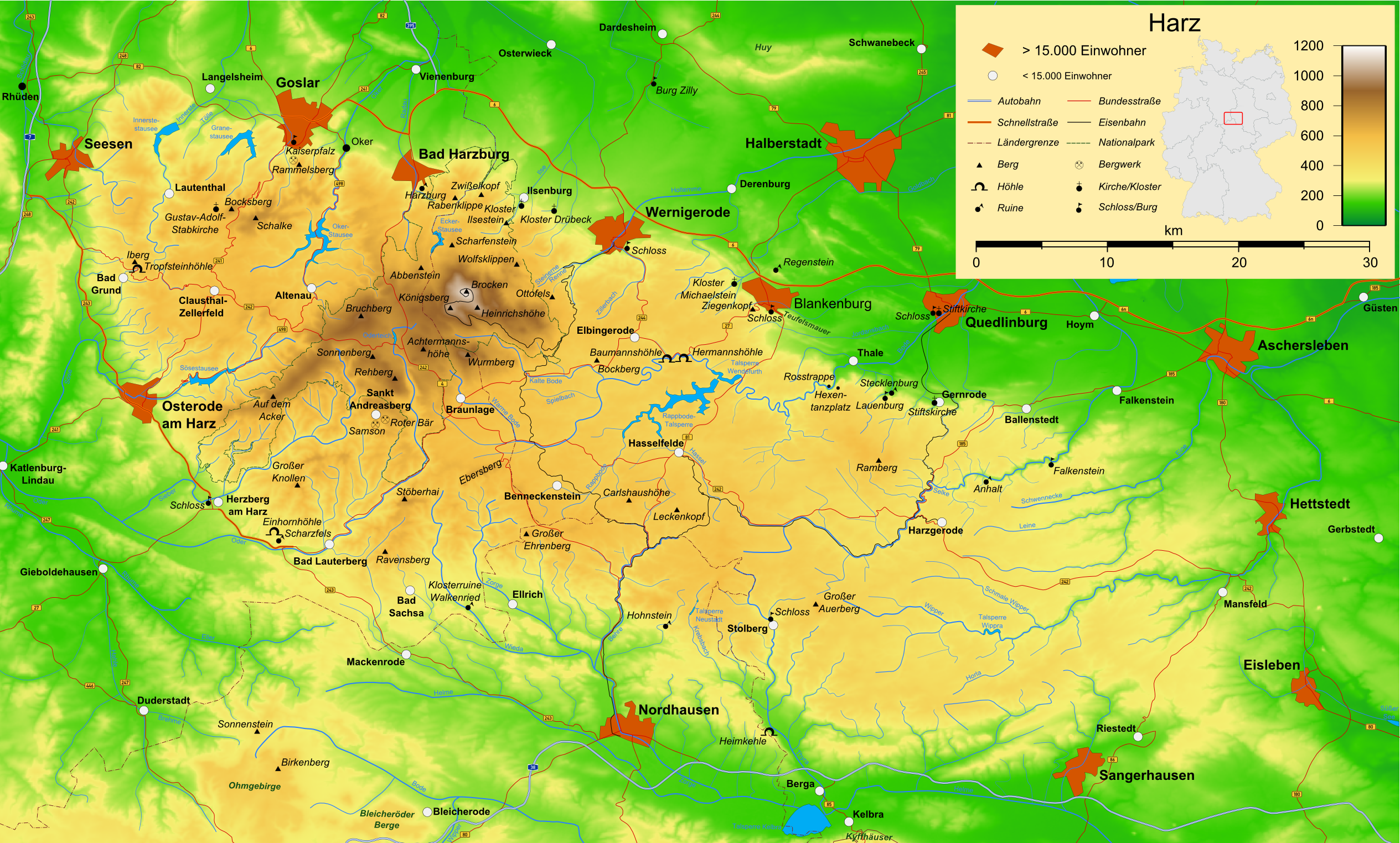
„Durch Europa mit dem Automobil“: Routenabschnitt Halberstadt, Brocken (Harz) und „Schloss in Westfalen“. (Identität von Schloss und „Schlossherr“ nicht festgestellt)

In den 30-Jahren reiste die Familie Iwanow oft nach Lettland, wo Iraidas Vater Gustav Heinicke (1863–1933) lebte. Sie sind gern mal in Riga, mal an den Ufern der Jūrmala in dem neu gegründeten baltischen Staat Lettland. Im Jahre 1933 lebten sie sogar in Riga fast ein ganzes Jahr: Gustav Heinicke, ein bekannter Rechtsanwalt und Iwanows Schwiegervater, lag am Sterben. Im September desselben Jahres ergab sich für Iwanow eine Gelegenheit mit lettischen Bekannten eine Reise durch Europa mit dem Automobil zu unternehmen. Diese Reise beschrieb er gleich am Anschluss in mehreren Berichten, die er dann ab November in der Zeitschrift Poslednije nowosti (ab 3. November 1933 bis 16. März 1934) publizierte. Als ein „hervorragender Beobachter“ (A. Blok) erkannte Iwanow schon 1933 die verhängnisvolle Entwicklung in Europa, und ahnte den furchtbaren Weg Deutschlands durch den Nationalsozialismus voraus.
Schon am litauisch-preußischen Grenzübergang fiel ihm einige Merkmale der kommenden Jahre auf: „die hunderte, tausende von ganz kleinen bis zu riesigen Fahnen“, die „feierliche Stimmung“ während des gewöhnlichen Tages, überall die roten Flaggen mit schwarzen Hakenkreuzen der vor kurzem an die Macht gekommene Nationalsozialistische Partei.

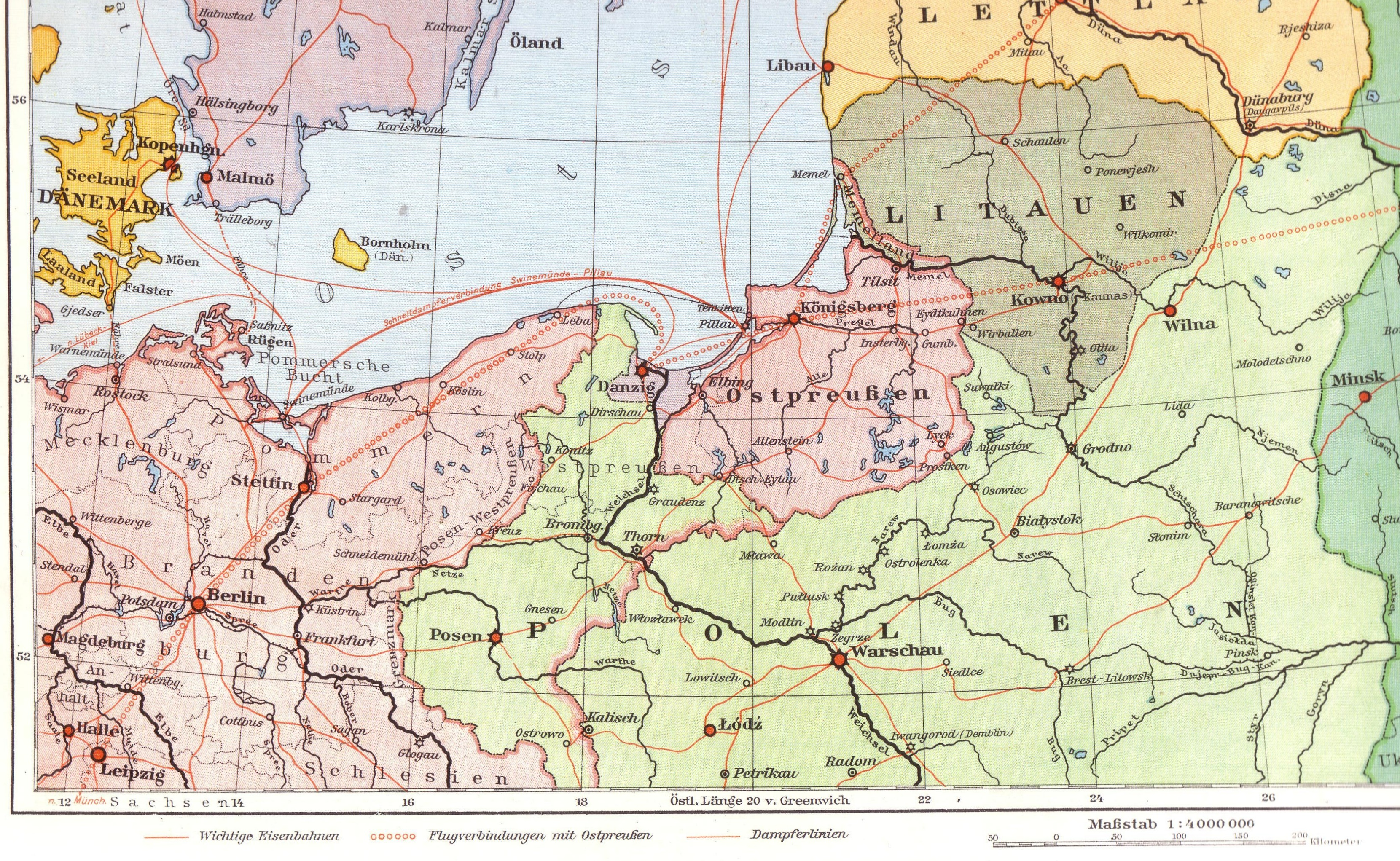
Als staatenloser Emigrant besaß Georgi Iwanow ein Nansen-Pass und konnte den polnischen Korridor nur mit der Eisenbahn durchqueren. Im Grenzstädtchen Schneidemühl begegnete er einem Mann, der ihm sein bedauerliches Schicksal anvertraute: Mein Gott! […] Frankreich, Lettland. Ja! Keine Hetzkampagne, kein Rassenhass… Mein Gott! Ich vergaß längst, dass es solche Gegenden gibt

Sodann in dem polnisch-deutschen Grenzstädtchen Schneidemühl (heute Piła, Polen) wird die Situation noch deutlicher. Iwanow begegnete einem Mann, der ihm sein bedauerliches Schicksal anvertraute:

„Als er sich zu mir setzte, las ich eine russische Zeitung. – Russe? – fragte er leise auf Deutsch und blickte mich von der Seite an, schaute dann wieder weg. Und fügte noch leiser hinzu: – Jude?

Als er hörte, dass ja, ‚Russe‘, aber nein, nicht ‚Jude‘, wich er zurück und errötete: – ‚Ach, verzeiht mir, verzeiht!…‘

Ich beeilte mich, ihm zu versichern, dass ich aus ‚Gegenden und Kreisen‘ bin, wo ‚sowas‘ nicht gebe – und sich dafür zu entschuldigen, dass er mich für einen Juden hielt, ganz und gar unangebracht sei.
Ich habe meine Erklärung nicht zu Ende geführt. Das Gesicht von diesem schwerfälligen, respektablen, gut gekleideten Mann zuckte, die Augen wurden groß und rund. Langsam kroch unter seinem rechten Augenlid eine Träne, genauso schwerfällig wie er selbst, hervor und rollte die Krawatte hinab.

– ‚Mein Gott, – sagte er, – mein Gott! Aus solchen Gegenden, aus solchen Kreisen… Frankreich, Lettland. Ja! Keine Hetzkampagne, kein Rassenhass… Mein Gott! Ich vergaß längst, dass es solche Gegenden gibt.‘ – Die Tränen kullerten über seine dicken Wangen […]“

Die Reise mit dem Automobil – es handelte sich um das amerikanische Oberklassenmodel der Marke Stutz – war lang und verlief quer durch das gesamte Deutschland: Berlin und Potsdam, Halberstadt und Harz, dann Mittagessen bei Baron „N“ [Identität nicht festgestellt] in einem mittelalterlichen Schloss in Westfalen:
„Die Lehre Hitlers ist so hoch, dass ein einfach Sterblicher dies nicht begreifen kann…“ – so belehrte der Schlossherr Baron „N“ seine Gäste, der einst Oberleutnant „der Weißen Kürassier der Kaisergarde“ war, danach in den 20er und 30er Jahren in Berlin Bankier, im Vorstand einer Bank gewesen, sowie Teilinhaber eines bekannten Warenhauses, und jetzt Miteigentümer einer bedeutenden „Kinematographie-Kompanie“ geworden ist.
„Hitler – deutscher Messias…“ – murmelt Barons Ehefrau nach, eine Russin, die Georgi Iwanow seit seiner Kindheit kannte.
In Göppingen sind die Reisenden durch das Übermaß der Burschen in braunen Uniformen der Weiterreise so überdrüssig, dass sie statt wie geplant, noch weitere interessante Städte in Deutschland zu besichtigen, ihre Reise vorzeitig abbrachen und auf direktem Wege in Richtung Frankreich fuhren.
Diese Berichte wurden erst im Jahre 1994 (zum Anlass des 100. Geburtstags Iwanows) von Ewgenij Witkowski als eine Einheit unter dem Titel Po Ewrope na awtomobile (Durch Europa mit dem Automobil) zusammengestellt. Sie sind so weit auch heute noch zeitgemäß und nicht nur für die Historiker wichtig, da sie mit frischem Eindruck eines scharfen Beobachters, der noch dazu ein Außenstehender war, gleich im Herbst 1933 verfasst wurden. In diesen Berichten ist die andere Seite der „Medaille“ weitreichend formuliert, die Seite des Geschehens, die von innen nicht wahrgenommen werden konnte und auch zu jener Zeit nicht richtig aufgenommen war. Iwanows Beobachtungen und Berichte wurden damals noch als eine nachdrückliche Warnung für seine eigenen Landsleute im Exil vor der Entwicklung des nationalsozialistischen Deutschlands gedacht und sollten als solche wahrgenommen werden. Die russischen Emigranten haben diese Bedrohung nicht ernst genommen, viele waren russische Juden und haben später mit ihrem Leben bezahlt.

#### GedichtbandEinschiffung nach Insel Kythera
Im Jahre 1937 gab Georgi Iwanow seinen letzten vor dem Zweiten Weltkrieg verfassten Gedichtband Otplytie na ostrow Cytera (Einschiffung nach Insel Kythera) heraus. Auf den ersten Blick scheint der Titel des Bandes ähnlich dem fast gleichen Titel Iwanows ersten Gedichtbands von 1911. Nur der Inhalt der Gedichte weist nicht mehr auf die jugendliche Romantik hin, vielmehr öde Gedanken eines staatenlosen Emigranten. Zum Titel des Gedichtbands weist Iwanow selbst in einem späteren Gedicht hin, was er mit dieser zweiten Kythera meinte.
Es ist mir nicht mehr zum Fürchten. Es ist mir träumerisch zumute.

Ich fliege langsam in den Abgrund

An euer Russland erinnere ich mich nicht

Und möchte mich gar nicht erinnern.

[…]

…Ich sehe von der Bühne zum Parkett

Ein Leuchten… Giselle… Wolken…

Die Einschiffung nach Insel Kythera,

Wo auf uns die Tscheka wartet.
Die morbiden Töne des Gedichtbands offenbaren Iwanows Zweifel an irgendeiner Aussicht, irgendwann noch sein Land sehen zu können. Es ist sowas, wie ein Abschied von den früheren Träumen, dass „die Bolschewiken bald, schon ganz bald zu Grunde gehen“. Zwanzig Jahre nach dem „Großen Oktober“ wurde auch in den Emigrantenkreisen ihre eigene Zwangslage klar: die Sowjetherrschaft besteht und das Leben im sowjetischen Lande geht weiter, und ohne diejenigen, die das Land verlassen haben.

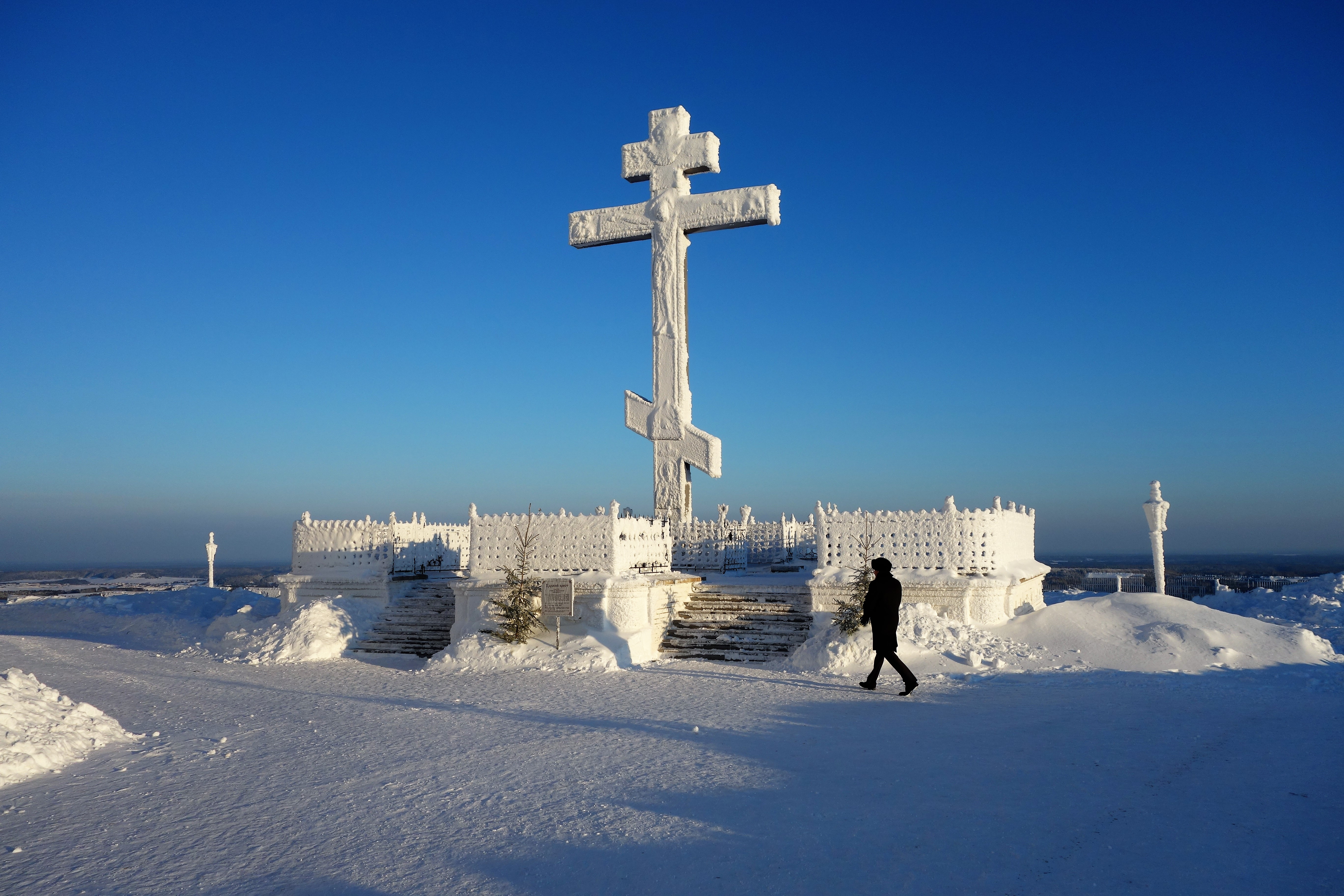
Iwanows Zweifel an irgendeiner Aussicht, irgendwann noch sein Land sehen zu können: Russland ist Glück. Russland ist Licht. / Vielleicht gibt es Russland gar nicht. / […] Nur Schnee, Schnee, Felder, Felder… / Schnee, Schnee, Schnee… […] / Und nie wird Schnee schmelzen.

Russland ist Glück. Russland ist Licht.

Vielleicht gibt es Russland gar nicht.

Und über der Newa ging der Sonnenuntergang nie aus,

Und Puschkin lag nie sterbend im Schnee.

Und es gibt nicht Petersburg, auch nicht Kreml –

Nur Schnee, Schnee, Felder, Felder…

Schnee, Schnee, Schnee… Und Nacht ist lang,

Und nie wird der Schnee schmelzen.

Schnee, Schnee, Schnee… Und Nacht ist dunkel

Und sie wird nie zu Ende sein.

Russland ist Stille. Russland ist Staub.

Vielleicht ist Russland nur Grauen.

Strick, Kugel, eisige Finsternis

Und Musik, die den Verstand raubt.

Strick, Kugel, Sonnenaufgang im Zwangslager

Über das, wofür in Welt mal nicht ein Name gibt.
Daher kommen die fast philosophischen Überlegungen in Iwanows Gedichten, die nur eines zeigen sollten, die tiefe Verzweiflung am Sinn des Lebens und Daseins eines heimatlosen Menschen. Demzufolge auch die Tonlage der Gedichte, die Überlegungen über „das Gute und das Böse“, aber auch das auf diesen Gedichtband folgende Werk Atomzerfall scheint sehr düster.
Weder im lichten Namen der Götter,

Noch im dunklen Namen der Natur!

…An diesen Gestaden

Rauschen noch Bäume, plätschern die Wellen…

Die Welt zerschmilzt wie eine Kerze,

Und die Flamme versengt die Finger.

In einer unsterblichen Musik erklingend,

Gewinnt sie an Breite und geht zugrunde.

Und die Finsternis ist schon keine Finsternis mehr, sondern das Licht,

Und das Ja ist schon kein Ja mehr, sondern ein Nein.

…Und niemand steht aus dem Grabe auf,

Und gibt uns die Freiheit zurück –

Weder im lichten Namen der Götter,

Noch im dunklen Namen der Natur!

Er ist bezaubernd, dieser Dunst.

Er ähnelt einem Leuchten.

Des Guten und des Bösen, des Guten und des Bösen,

Darin die unzertrennliche Verschmelzung.

Des Guten und des Bösen, des Guten und des Bösen

Sinn, bis zur Weißglut erhitzt.
In diesem Band sind gleiche Klänge und Motive, die erst in vollem Ausdruck in dem Werk Raspad atoma (Atomzerfall) zu hören sind. So fast ironisch wendet sich Iwanow an seine „lieben Zeitgenossen“, die eben noch nicht ahnen, was man mit den Worten alles machen kann. Erst nach der Erscheinung des „Atomzerfalls“ wird man die Finesse dieses Gedichtes voll verstehen, was dem Ausdruck der russische Toska wohl am besten an dieser Stelle entspricht.
Die Sterne blauen. Die Bäume wiegen sich.

Gewöhnlicher Abend. Gewöhnlicher Winter.

Alles vergeben. Nichts wird verzeihen.

Musik. Finsternis.

Wir sind alle Helden. Wir sind alle Verräter.

Wir glauben allen Worten gleichermaßen.

Nun, ihr lieben Zeitgenossen,

Ist euch fröhlich zumute?

#### Raspad atoma(Atomzerfall)

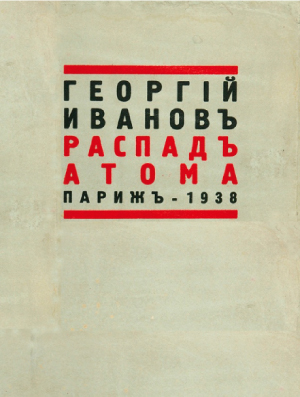
Georgi Iwanow. Atomzerfall (Raspad Atoma). Paris 1938. – Genre: Gedicht in Prosa. Ein Frühwerk des literarischen Existentialismus

Im Dezember 1937 erschien Iwanows nächstes Buch Raspad atoma (Atomzerfall). Auf der Titelseite steht zwar 1938, doch schon im Dezember wurde das Buch mit Begeisterung auf mehreren Sonntagssitzungen beim Ehepaar Mereschkowskis (Dmitri Mereschkowski und Sinaida Hippius hatten an Sonntagen in ihrer Pariser Wohnung ein Literatursalon geführt, wo die jungen Dichter sich zu einer literarischen Gesellschaft versammelten) und dann in den Versammlungen der „Grünen Lampe“ am 28. Januar 1938, diskutiert. Mereschkowski bezeichnete „Atomzerfall“ als „geniales Buch“ und Sinaida Hippius hielt einen Vortrag in der Grünen Lampe, den sie danach unter dem Titel Tscherty ljubwi (Die Zeichen der Liebe) in Almanach Krug (Der Kreis) veröffentlichte. Gleich im Januar folgt noch ein ausführlicher Artikel von Wladislaw Chodasewitsch in der Zeitschrift Sowremennye zapiski (Die zeitgenössischen Notizen). Sonst wurde das Buch von Iwanow mit einer „Schweigemauer“ umgeben. Iwanows Zeitgenossen haben dieses Werk nicht begriffen und die Botschaft des Buchs nicht verstanden. Nur Leo Schestow hat als Einziger zu jener Zeit die bahnbrechenden Gedanken in Iwanows Werk erkannt. Er bezeichnete Atomzerfall als ein existentialistisches Buch und nannte Georgi Iwanow als einen „Existentialisten“.
Leo Schestow beschäftigte sich gerade zu dieser Zeit mit der Philosophie Kierkegaards, er hielt sogar seine Vorlesungen in der Sorbonne über die „religiöse Philosophie Kierkegaards“, zumal seinerzeit die Ideen Kierkegaards und die Existenzphilosophie in Frankreich fast unbekannt waren. Auch Schestows Philosophie selbst gehörte „zum Typ der Existenzphilosophie“, deshalb war es für ihn auch keine Mühe den wahren Sinngehalt Iwanows Werks zu erkennen. Er bemerkte allerdings dazu, dass Iwanow keinesfalls ein „religiöser Existentialist“ sei. Bestimmt kann man auch Georgi Iwanow nicht als einen Philosophen bezeichnen. Iwanows Werk, wenn auch durch tiefe philosophische Gedanken geprägt, war in erster Linie ein literarisches Werk, sogar ein hoch poetisches Werk, welches als ein langes Prosagedicht geschrieben wurde. Die Gattung des Werkes war von Iwanow nicht zufällig gewählt. Schon Charles Baudelaire bezeichnete dieses Genre als höchst begehrte Art der Poesie. In einem Brief an den Verleger Arsène Houssaye nannte Baudelaire die Vorzüge poetischer Prosa:
„Wer von uns hat nicht in seinen Tagen des Ehrgeizes vom Wunder einer poetischen Prosa geträumt, die ohne Metrum und Reim so voller Musik, so geschmeidig und erregend genug wäre, sich den lyrischen Bewegungen der Seele, den Wellen der Traums und unerwarteten Sprüngen des Bewusstseins anzuverwandeln? Vor allem der Verkehr in den riesigen Städten und ihre zahllosen, sich überschneidenden Beziehungen bringen dieses verführerische Ideal hervor.“
Daher errang Georgi Iwanow für das Werk Raspad atoma (Atomzerfall) gleichzeitig zwei höchste Würdigungen: er schuf ein hochpoetisches Werk in einer begehrenswerten Art der Poesie, und gleichzeitig ein völlig neues Werk auf dem Range der damaligen Zeit, dass hieß, ein poetisches Werk mit neuen philosophisch-existentialistischen Gedanken. Dass das menschliche Dasein ohne jeglichen Sinn sei, war schon von früheren Philosophen und großen Literaten festgestellt worden. Schon Arthur Schopenhauer war der Meinung, dass die Sinnlosigkeit des Lebens nur durch die „Illusion der Kunst“ überwunden werden könne. Georgi Iwanow hat diesen schopenhaurischen Gedanken desillusioniert, in dem er bei Betrachtung seiner eigenen Zeit eine tragische Veränderung der Denkweise und Haltung bezüglich Literatur und Kunst feststellte:

„Man kann den heutigen Abend, Paris, das Spiel von Licht und Schatten im gefiederten Himmel, das Spiel von Angst und Hoffnung in der einsamen menschlichen Seele beschreiben. Man kann es klug, talentiert, bildhaft, glaubhaft tun. Doch ein Wunder kann man nicht vollbringen – man kann nicht die Lüge der Kunst für die Wahrheit ausgeben. Vor kurzem glückte es noch. Und nun…
Was gestern noch glückte, wurde heute unmöglich. Man kann nicht an das Aufkommen eines zweiten Werthers glauben, durch den in ganz Europa begeisterte Schüsse faszinierter, berauschter Selbstmörder erschallen. Man kann sich nicht ein Gedichtheftlein vorstellen, bei dessen Durchblättern ein moderner Mensch die von selbst hervortretenden Tränen abwischen und in den Himmel – genau so einen Abendhimmel – mit beklemmender Hoffnung blicken würde. Unmöglich. Derart unmöglich, dass man kaum glauben möchte, dass es einst möglich war.
[…]
Ich beneide den Schriftsteller, der an seinem Stil feilt, den Maler, der die Farben mischt, den Musikanten, der in den Klängen versinkt, all diejenigen, […] die daran glauben, dass eine plastische Widerspiegelung des Lebens zugleich dessen Überwindung sei. Gäbe es nur ein Talent, eine besondere, kreative Unruhe des Geistes, der Finger, des Ohres, so braucht man nur etwas von der Einbildungskraft, etwas von der Wirklichkeit, etwas von der Traurigkeit, etwas vom Dreck zu nehmen, […] es mit Stil und Phantasie zu schmücken, […] und die Tat ist vollbracht, alles ist gerettet: die Sinnlosigkeit des Lebens, die Vergeblichkeit des Leidens, die Einsamkeit, die Qual, die klebrige, ekelerregende Angst – sind durch die Harmonie der Kunst gewandelt.“

Iwanow glaubt nicht mehr an die Erlösung des menschlichen Daseins durch die Kunst.
Sinaida Hippius bewundert die Aussagekraft der Darstellung Iwanows über das Absterben der Kunst:

„Ich weiß nicht, wer unter den Schriftstellern hätte mit solcher Kraft das Absterben gegenwärtiger Literatur, jeglicher Kunst, ihre Nichtigkeit, bereits ihre Unmöglichkeit aufzeigen können.
Das Buch möchte keine ‚Literatur‘ sein. Seiner immanenten Bedeutung nach durchbricht es die ‚Grenzen der Literatur‘. Geschrieben aber ist es wie ein echtes literarisches Kunstwerk – und das ist wichtig: Wäre es schwach und farblos geschrieben, so würden wir es schlicht überhören, was unser Zeitgenosse sagt, denkt und fühlt.“

Doch Iwanow berührt das Thema des Absterbens der Kunst nur nebenbei, nur mit einem einzigen Zweck, zu zeigen, dass es trotzallem die neuen Wege für die Literatur gebe. Die Literatur braucht keine süßen Lügen mehr, keine ausgedachten Märchen, sie soll nicht belehren und nicht mehr das Leben beschönigen. Die Literatur soll genauso gnadenlos sein, wie das Leben gnadenlos ist, die Suche nach der ewigen Wahrheit ist sinnlos und es gibt nur eine einzige Wahrheit: den Augenblick, den man gerade durchlebt.

„– Warte. Weißt du denn, was es ist? Das ist unser einmaliges Leben. Irgendwann, in hundert Jahren wird man über uns ein Poem schreiben, aber darin wird es nur klingende Reime und Lügen geben. Die Wahrheit ist hier. Die Wahrheit ist dieser Tag, diese Stunde, dieser entgleitende Augenblick.“

Deshalb versuchte er diese entfliehenden Augenblicke, die eben nur das wahre Leben darstellen, auf dem Papier festzuhalten und in einfache Worte zu fassen. Schonungslos und ehrlich stellte Iwanow die entsetzlichen Widersprüche des menschlichen Lebens zur Schau: die zeitlosen Fragen der Liebe und die ewigen Fragen des Todes, die Entfremdung in Zeiten des völligen Verlustes des Glaubens im jeglichen Sinne. Die folgenschwere Ergriffenheit von Bewusstsein völliger Einsamkeit jedes einzigen Menschen stellt einen tragenden Leitfaden des gesamten Werkes, die totale Verlassenheit und somit folgende Entfremdung bringt Iwanow auf die höchste Stufe des Verstandes und zeigt, dass wenn es einen Ausweg aus der Absurdität des Daseins gäbe, aus dem definitiven geistigen Zerfall sich zu erretten, so wäre es eine freie Entscheidung über den eigenen Tod die richtige.
Doch Georgi Iwanow führt nur die Gedanken seines Helden zur angeblich „unvermeidlichen“ letzten Grenze, zum Selbstmord, um dann festzustellen, dass auch dieser genau der gleiche widersinnige Absurd ist, wie das Leben selbst, und ebenso keinen Sinn mache, verbleibt nur ein einziger Weg:

„durch das Leben hindurch schreiten, wie ein Akrobat auf dem Hochseil, durch das unansehnliche, zerzauste, widersprüchliche Stenogramm des Lebens.“

Zumal jeder irgendwie selbst ein Teil der „Missgestalt“, die die Welt gerade regiert, ist, so macht es keinen Sinn sie zu entlarven:

„Selbst ein Teil der Missgestalt der Welt, – ich sehe keinen Sinn sie zu beschuldigen. Ich möchte noch hinzuzufügen, paraphrasierend Worte des neuvermählten Tolstoi: „Das war so sinnlos, das nicht mit dem Tod enden kann“. Mit erstaunlicher, unabwendbarer Klarheit verstehe ich das jetzt.“

„Atomzerfall“ kann man als tapferen Ausflug zum Abgrund des menschlichen Bewusstseins verstehen, wo die malerischen Bilder von Paris sich vermischen mit historischen Anspielungen, Gedanken über „verblühende Weltideen“ und über den Sinn des Lebens im Allgemeinen und sich mit bösartigen Phantasien verschmelzen.
Sinaida Hippius hat gleich vermutet, dass das Buch nicht jedermann Sache sein kann und es eher erst später verstanden sein würde.

„Ein russischer Mann geht durch die Straßen von Paris. […] Er unterscheidet sich kaum von seinen Zeitgenossen, zumindest sollte er sich von ihnen nicht unterscheiden; seine Einmaligkeit liegt einzig darin, dass er das Verborgene zum Vorschein bringen kann, sich öffnet, mit eigenen, höchstmöglich genauen Worten von sich und der Umwelt berichtet, darüber wie er sie und sich darin in dem Augenblick sieht oder erblickt.

Dies ist schon das ganze Büchlein „Raspad atoma“ von Georgij Iwanow. Darin ereignet sich scheinbar nichts, in Wirklichkeit aber ereignet sich etwas derart Wichtiges, dass es bedeutender als alle noch so verwickelten Abenteuer ist.
 […]

Bemerkenswert: Im Buch wird nichts Neues offenbart, darin wird nur auf neue Art und Weise das Ewige offenbart. […] Die Offenheit, die unverhüllte, in der Wortwahl furchtlose Beschreibung des Verborgenen, der geheimen Wünsche vieler erweist sich naturgemäß als ein Hindernis zwischen dem Buch und diesen vielen: Sie wünschen keineswegs, dass ihre geheimen Wünsche entlarvt werden.
 […]
 Und nicht nur diese Beschreibungen alleine, die ganze sprachlich-exakte Art zu schreiben muss auf menschliche Schutzmauern treffen, die ein Vordringen des Buches in die große weite Welt erschweren.
 […]

Der Held des Buches weiß es, denn er ist ein moderner Mensch! Wenn ich mich nicht täusche, sagt er auf der ersten Seite: „Ich möchte das abscheuliche Gefühl der Erstarrung überwinden: die Menschen haben keine Gesichter, die Worte keinen Klang, allem fehlt der Sinn. Ich will es zerschlagen…“

[…]

Ich mache keine konkreten Schlussfolgerungen, würde mich aber nicht wundern, wenn das Buch, von dem wir reden, heutzutage sich als eine Stimme eines Predigers in der Wüste erweist. Schlussendlich ist es nicht so wichtig. Wichtig ist, dass es da ist, dass es geschrieben wurde; und falls es stimmt, dass „das Leben morgen beginnt“ –, so wird der morgen lebende Mensch sagen: Nicht alle in der Emigration geschriebenen Bücher zerfielen zu Staub; hier ist Eines, Bemerkenswertes, das bleibt und es wird bleiben.“

Georgi Iwanow selbst schätzte das Buch sehr hoch, es war sein „Lieblingswerk“ und er wiederholte mehrmals an seinen Korrespondenten, dass es „das Beste ist, was ich je geschrieben habe“.

„Mensch, Menschlein, Null schaut ratlos vor sich hin. Er sieht schwarze Leere, und darin, wie flüchtiger Blitz, unbegreifliches Wesen des Lebens. Tausend unbenannte, unbeantwortete Fragen, beleuchtende auf Augenblick durch flüchtiges Feuer und verschlingende sogleich durch Finsternis.
Bewusstsein bebend, kraftlos, sucht nach Antwort. Antwort gibt es nicht auf nichts. Leben stellt Fragen und antwortet nicht auf sie. Liebe stellt… Gott stellte Mensch – durch Mensch – Frage, aber gab nicht die Antwort. Und Mensch, vorausbestimmender nur zu fragen, unfähiger auf nichts zu antworten. Ewiges Synonym des Misserfolgs – Antwort. Wie viele wunderbare Fragen wurden in der Geschichte der Welt gestellt, und was für Antworten wurden darauf gegeben…
Zwei Milliarden Bewohner der Erdkugel. Jeder ist verwickelt in seiner quälenden, unwiederholbaren, gleichen, zu nichts brauchbaren, widerlichen Kompliziertheit. Jeder, wie Atom im Kern, gefangen in undurchdringlichem Panzer der Einsamkeit. Zwei Milliarden Bewohner der Erdkugel – das sind zwei Milliarden Ausnahmen von der Regel. Aber gleichzeitig die Regel. Alle widrig. Alle unglücklich. Niemand kann nicht nichts ändern und nichts verstehen. Mein Bruder Goethe, mein Bruder Concierge, ihr beide wisst nicht, was ihr tut und was tut mit euch das Leben.
Punkt, Atom, durch dessen Seele Millionen Volt fliegen. Gleich spalten sie sie.
Gleich unbewegliche Kraftlosigkeit befreit sich durch schreckliche Sprengkraft. Gleich, gleich. Schon erbebte Erde. Schon knarrte etwas in Grundpfeiler des Eifelturms. Samum fing an trübe Stränge in die Wüste zu wirbeln. Ozean versenkt Schiffe. Züge entgleisen. Alles reißt, rutscht, schmilzt, zerfällt zu Asche – Paris, Straße, Zeit, deine Gestalt, meine Liebe.“

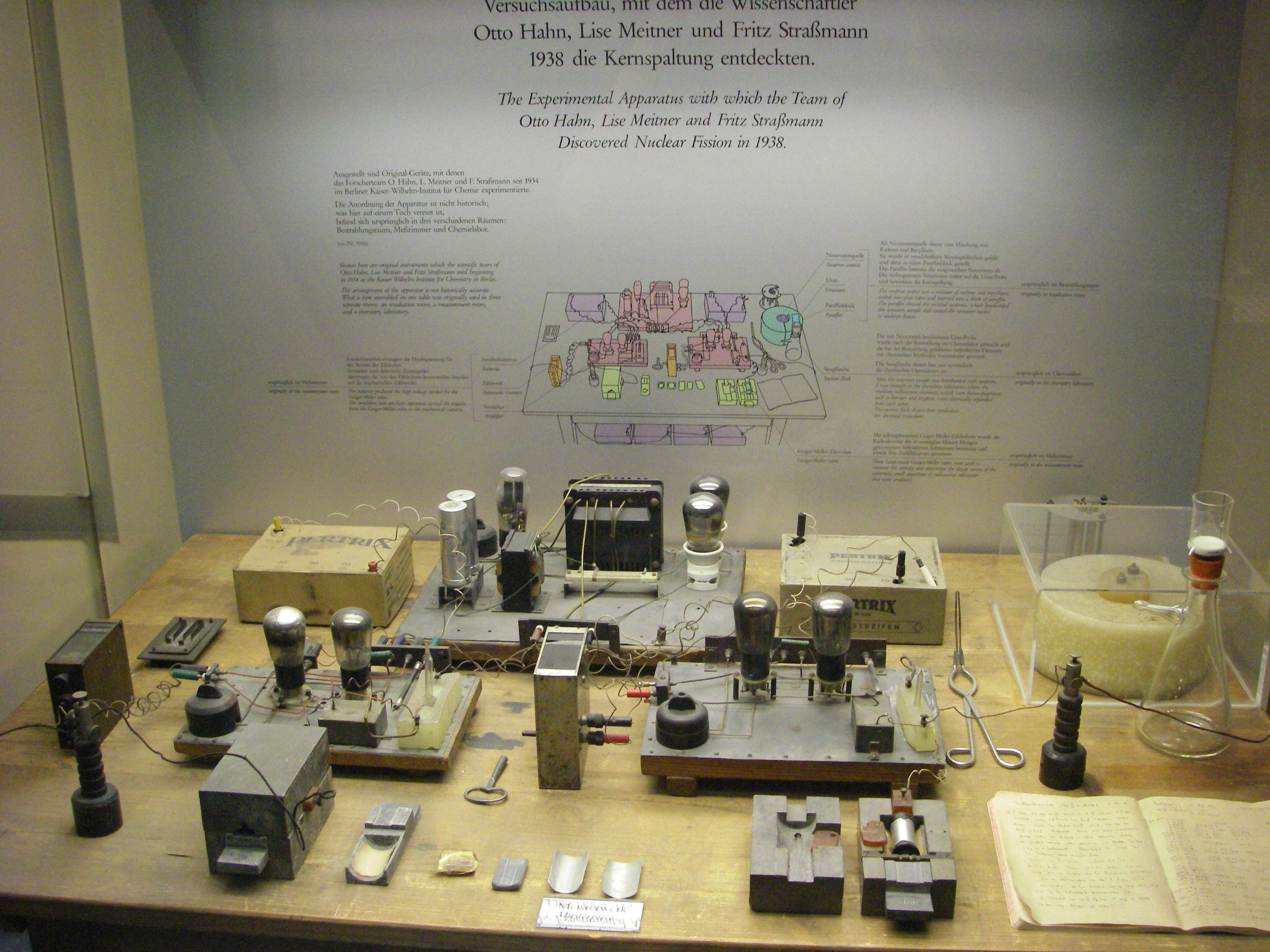
Als Iwanow sein Werk schrieb, gab es nur erste Versuche, einen Atomkern zu spalten. Die Kernspaltung wurde im Dezember 1938 in Berlin entdeckt

Als Iwanow sein Werk schrieb, gab es nur erste Versuche, einen Atomkern zu spalten, es gab keine Rede über Atomwaffen oder sogar Atombomben. Doch es scheint, dass Iwanow seiner Zeit vorausgeahnt hatte, in seinem Werk Raspad atoma (Atomzerfall) lässt er den „Atom“ spalten und löst ein atomares Beben aus, wie es später dann in Wirklichkeit eintraf.
Die meisterhafte Vermischung von Themen und Motiven, die Verquickung des Bewussten und Unbewussten, die Gnadenlosigkeit der Darstellungen sollten zur Erneuerung der Literatur beitragen. Jedoch blieb das erste existentialistisch-poetische Werk bedingt durch die Sprachbarrieren und die Isolation der Exilliteratur völlig unbemerkt.

„Mit was bleiben wir?
 […] Mit der klaren Erkenntnis, dass man niemanden retten kann und durch nichts zu trösten ist. Mit dem Gefühl, dass man nur durch das Chaos der Widersprüche bis zur Wahrheit vordringen könnte. Dass selbst der Realität nicht zu trauen ist: eine Fotografie lügt, und jedes Dokument ist von vornherein verfälscht. Dass alles Durchschnittliche, Klassische, Versöhnliche undenkbar, unmöglich ist. Dass das Maßgefühl wie ein Aal den Händen derer, die sich bemühen, es zu fangen, entgleitet, und dass diese Unfassbarkeit die letzte ihrer verbliebenen schöpferischen Fähigkeiten ist. Dass, wenn man es schließlich gefangen hat, der Fänger eine Geschmacklosigkeit festhält. „In seinen Armen das Kind war tot.“ Dass alle ringsum diese toten Kinder in den Armen halten. Dass jedem, der durch das Chaos der Widersprüche bis zur ewigen Wahrheit, zumindest bis zu ihrem blassen Widerschein vordringen möchte, ein einziger Weg verbleibt: Wie ein Zirkusartist auf dem Hochseil über das Leben schreiten…“

Und so schrieb später Iwanows Zeitgenosse Juri Terapiano, zwar erst nach Iwanows Tod, jedoch eine wichtige Bemerkung zum „Atomzerfall“:

„Lange vor Sartre wurde in Raspad atoma fast der ganze ‚Sartreismus‘ offenbart. Doch nur S. Hippius und D. Mereschkowski trauten sich – im Gegensatz zu Miljukow und Chodasewitsch –, das Buch als herausragendes Zeugnis des modernen Menschen zu bezeichnen. Georgij Iwanow legte den Zerfall der Seele bloß, der so kennzeichnend für die Epoche nach der Revolution war. Er erhob in den Rang der Poesie das Problem des tragischen Zustands des modernen Menschen und gab ihr damit eine neue Note. […] er schuf das neue Schaudern (frisson nouveau) und brachte das Weltempfinden der postrevolutionären Generationen an den Tag“

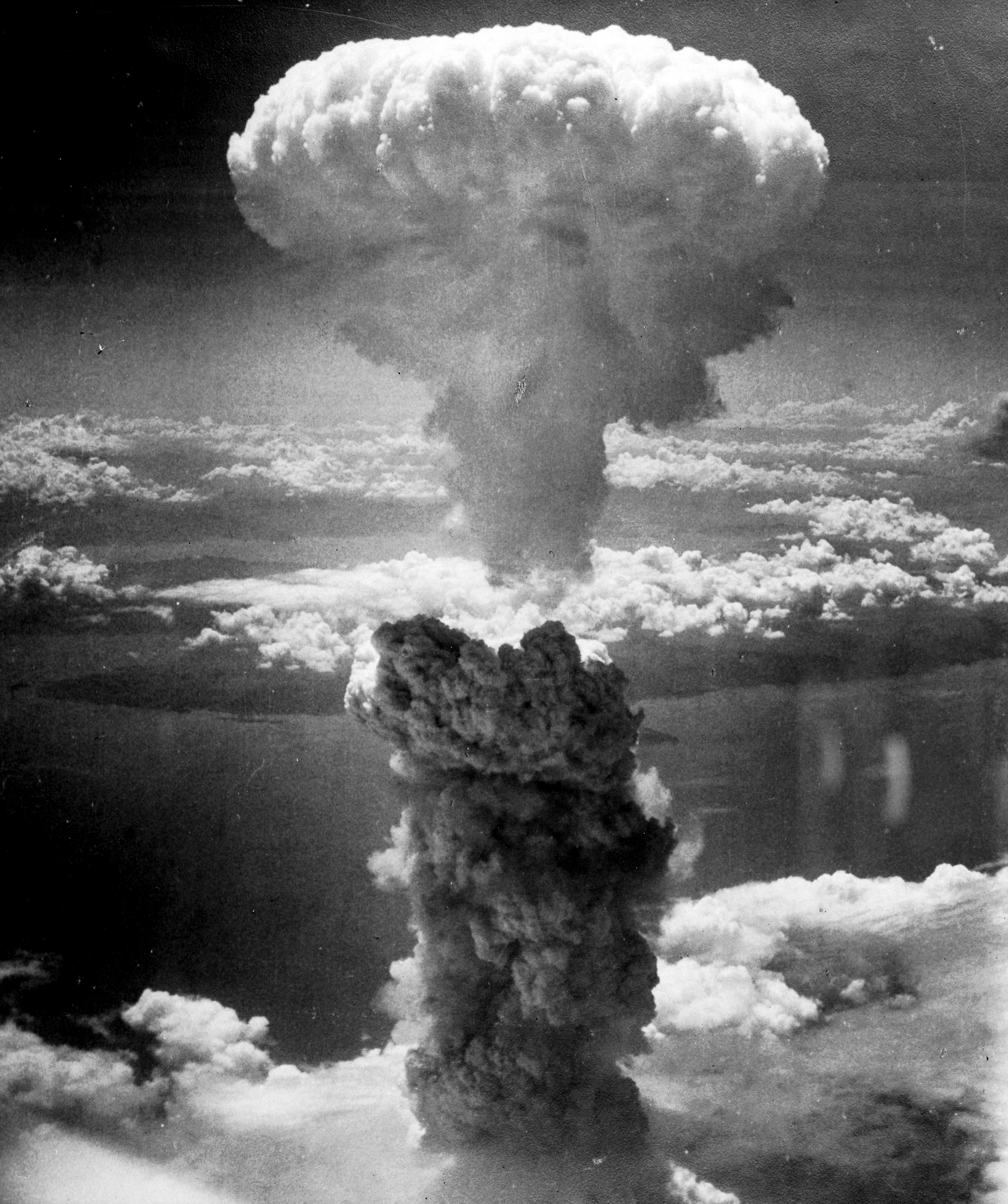
Georgi Iwanows „Atomzerfall“ (Raspad atoma) wurde 1937 verfasst – lange vor dem ersten US-amerikanischen Atombombenabwurf im August 1945

Zum Thema „Atom“ schrieb Georgi Iwanow später nochmal ein einziges Gedicht, allerdings erst nach der großen Katastrophe des Zweiten Weltkriegs.
Es wird kein Europa, kein Amerika geben,

Keine Parks in Carskoe Selo, kein Moskau –

Anfall atomarer Hysterie

Wird alles in einem blauen Leuchten verstäuben.

Danach wird zärtlich über das Meer

Sich eine lichtdurchlässige, all verzeihende Rauchfahne ziehen…

Und Der, der helfen konnte, und nicht half,

Der wird in vorzeitlicher Einsamkeit bleiben.
Nach der Veröffentlichung Raspad atoma (Atomzerfall) schrieb Georgi Iwanow fast sieben Jahre lang nichts mehr, und zwar bis Ende des Zweiten Weltkrieges. Es gibt in der Forschung eine These, dass Iwanow mit diesem Werk einen Schluss, sozusagen „das Ende seiner eigenen Poesie“ machen wollte. Diese These ist widerspruchsvoll und deshalb umstritten. Zunächst wusste Iwanow selbst, dass er ein hochpoetisches, zeitgemäßes und modernes Werk schuf, dass dieses Werk „das Beste“ war, was er je verfasste, wie er es später selbst bewertete. Eher kann man von einem „Schlussstein“ sprechen, der seine Dichtung krönt. Jedoch, da nicht alle seiner Zeitgenossen das Werk verstanden haben, könnte ihn dies womöglich so in Erstaunen versetzt haben, dass er danach nicht mehr „für Blödmänner“ schreiben wollte. Allerdings muss man auch berücksichtigen, dass die Eheleute Iwanow kurz nach der Herausgabe des Werkes mit dem Kauf einer Villa und dem Umzug nach Biarritz beschäftigt waren. Überdies begann ein Jahr später der Zweite Weltkrieg.

#### Biarritz und Paris. Nach dem Zweiten Weltkrieg

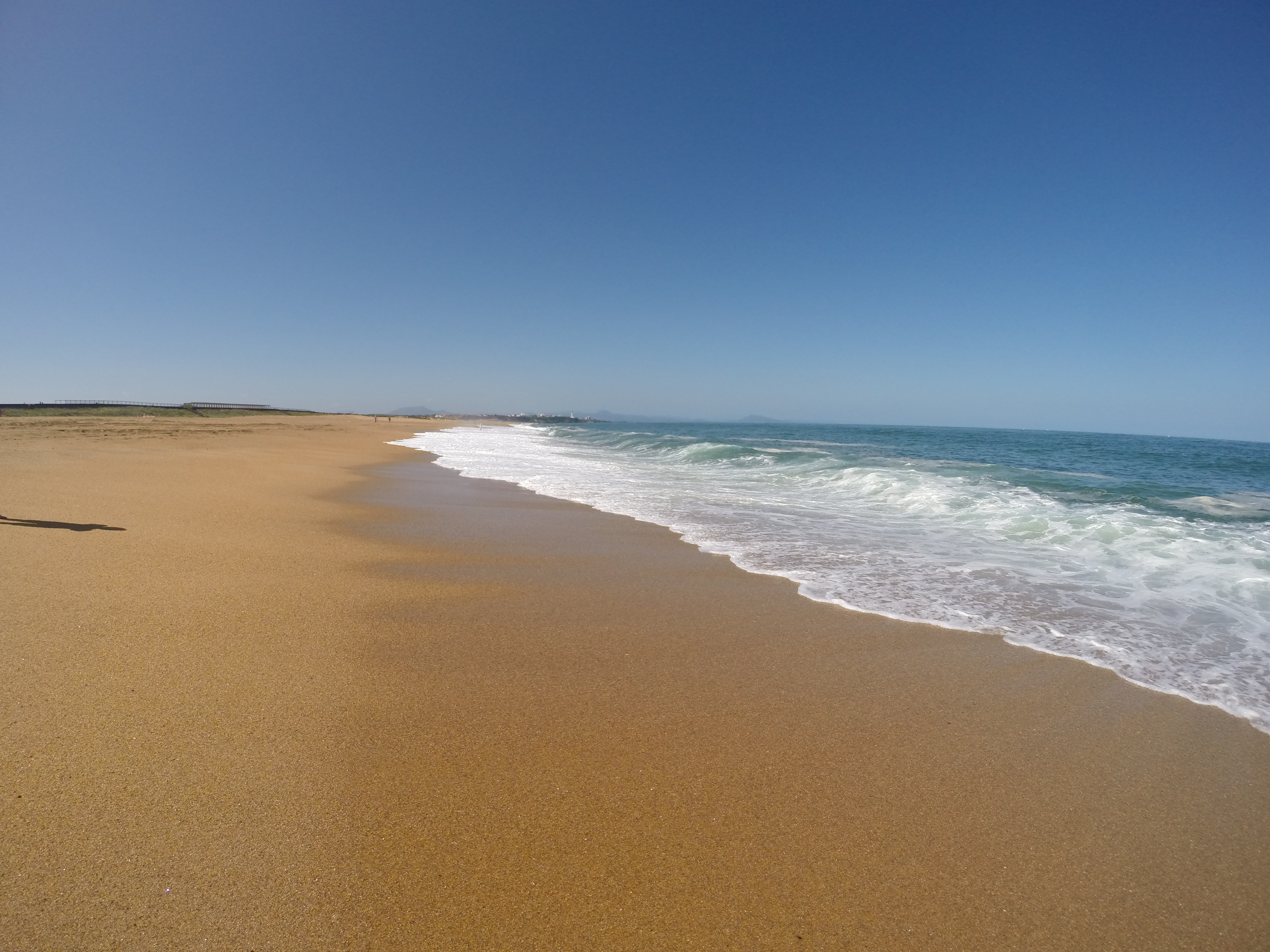
Die Eheleute Iwanow kauften 1938 am Goldstand von Anglet die Villa „Parnass“ nur 10 km von ihrer Wohnung in Biarritz entfernt

Schon im Mai 1938 hatten die Eheleute Iwanow eine Villa an der Atlantikküste in Anglet nahe Biarritz gekauft. Dazu noch eine Wohnung in Biarritz selbst, „zwei Schritte vom Meeresufer“ in der Avenue Edouard VII. 1933 erhielt Iwanows Frau nach dem Tod ihres Vaters ein beträchtliches Erbe. Die Eheleute zogen in eines der teuersten Arrangements von Paris um und schauten sich nach weiteren Investitionen um.
So waren sie ab Mai 1938 und dann den ganzen Sommer durchgehend an der Atlantikküste, und ab Juli 1939 bis 1946 lebten sie dauerhaft in Biarritz, nach Paris fuhr man nur noch gelegentlich. In Biarritz wohnten zu dieser Zeit die „Crème de la Crème“ der russischen Aristokratie: die Familien der Großfürsten Galicin, Gagarin, Naryschkin, Obolenski, Jussupow und andere.
Und so führten auch die Eheleute Iwanow ein mondänes Leben an der Atlantikküste. Die Wohnung in der Avenue Edouard VII lag im Quartier Rocailles, dem aristokratischen Viertel von Biarritz, und die Villa „Parnass“ am goldenen Strand in Anglet, nur einige paar Kilometer von der Avenue Edouard VII entfernt. Die Zeitung „La Gazette de Biarritz“ berichtete wiederholt in der Rubrik „Carnets mondains“ über „gemütliche“ Empfänge bei dem Ehepaar Iwanow.
Um sich versammelte Iwanows Frau die englische Generalität für ihre Bridgeabende, oftmals machten die Eheleute Iwanow Vorführungen neuster Filme, so beispielsweise Verfilmungen der Gräfin Regis de Oliveira über Brasilien und das Baskenland.
Solche Teeempfänge und Bridgeabende, sowie die Empfänge der Großherzogin Cetlin, aber auch die Lebensart des vollen Vergnügens waren für die kunstschaffenden Zeitgenossen fremd und unverständlich, sodass seitens einiger Literaturkollegen gegenüber Iwanow sowas wie Skepsis und teilweise sogar eine Art Neid entstand.
Die Besuche von „Cinema“ und Partys im englischen Konsulat, wie auch die eigenen Empfänge gingen mit der deutschen Besetzung Biarritz am 27. Juni 1940 zu Ende. (Paris hatte schon am 14. Juni kapituliert, am 22. Juni dann offiziell das ganze Frankreich.) Iwanows Villa „Parnass“ in Anglet wurde von der Wehrmacht für Militärzwecke 1943 requiriert, und im März 1944 als deutsches Militärobjekt von den Engländern zerbombt.
Lettland, wo Iraida Heinicke noch ihre Einnahmequellen aus mehreren Gutshäuser hatte, wurde von der Sowjetunion schon 1939 besetzt und ihr Eigentum zum Volkseigentum erklärt. Sämtliche Rücklagen, wie Geld, Gold und Wertpapiere, wurden schon während des Krieges verbraucht und reichten nicht mehr für ihr gewohntes schickes Leben aus. Jedoch fingen die tatsächlichen materiellen Probleme für die Eheleute Iwanow erst ab 1948 an.

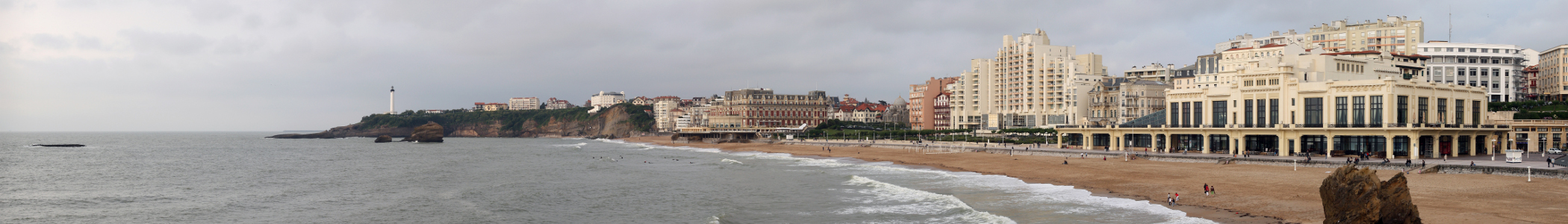
Nur „zwei Schritte vom Meeresufer“ entfernt lag Iwanows Wohnung in der Avenue Edouard VII, im Quartier Rocailles gelegen, dem aristokratischen Viertel von Biarritz

Die Emigrationszeitschriften in Europa wurden nach dem Krieg fast alle eingestellt. Deshalb publizierte Iwanow seine ersten Gedichte nach dem Krieg ab 1945 in der Pariser prosowjetischen Zeitschrift Sowetski patriot (Sowjetischer Patriot). Diese Gedichte sind jedoch ohne politische Inhalte. Danach publizierte er ab 1947 im Almanach Orion (Orion), ab 1950 arbeitete Iwanow als Leiter der Literaturabteilung in der Pariser Zeitschrift Wosroschdenie (Die Wiedergeburt), wo er einige Rezensionen, Essays und Erzählungen veröffentlichte, auch einige Gedichte, die später in seinem nächsten Gedichtband aufgenommen wurden:
Nichts lässt sich rückgängig machen. Ja und wozu?

Wir verlernten es zu lieben, wir verlernten zu verzeihen,

Das Vergessen lernen wir nie…

Ruhig schläft das fremde Land,

Gleichmäßig rauscht das Meer. Der Frühling beginnt

In dieser Welt, in der wir uns quälen.
Auch sein nächstes Gedicht wurde in Wozroschdenie 1949 veröffentlicht, danach im Gedichtband Porträt ohne Ähnlichkeit aufgenommen.
Im Mai 1950 gab Georgi Iwanow seinen ersten Gedichtband nach dem Krieg Portret bes schodstwa (Porträt ohne Ähnlichkeit) heraus.
Nun wirst du nicht vernichtet,

Wie jener wahnsinnige Führer es sich erträumte.

Das Schicksal wird helfen, Gott wird helfen,

Doch der russische Mensch ist müde…

Ist müde zu leiden, ist müde stolz zu sein,

In Massen drängend mit dem Kopf durch die Wand.

Es ist an der Zeit, das Vergessen zu genießen,

Vielleicht ist es an der Zeit, sich abwracken zu lassen.

…Und nichts wird auferstehen

Nicht unter der Sichel, nicht unter dem Adler!
Ab 1951 gelang es Iwanow seine Gedichte in der Zeitschrift Nowyj schurnal (New Journal) in den USA für ein besseres Honorar zu publizieren.
Das folgende Gedicht wurde zuerst 1951 in New Journal veröffentlicht, und danach im Gedichtband 1943–1958 Stichi (1943–1958 Gedichte) aufgenommen:
Mir wird gesagt, du hast das Spiel gewonnen!

Es ist egal. Ich spiele nicht mehr mit.

Mag sein, als Dichter werde ich nicht sterben,

Jedoch als Mensch lieg ich im Sterben.
Gewöhnt an ein wohlhabendes Leben, reichten den Eheleute Iwanow die Einnahmen aus den Publikationen nicht mehr aus: Der Lebensunterhalt in Frankreich wurde durch die Teuerung von fast allem, besonders von Lebensmitteln und Medikamenten, erschwert; Iwanows zogen von einem Hotel ins Nächste, und wenn Geld vorhanden war, dann sofort in ein besseres Hotel, die beiden konnten offensichtlich mit ihrem Einkommen nicht umgehen. Und so bettelten sie ständig bei verschiedenen Verbänden und Sponsoren um Geld. Im Jahre 1952 gab Iwanow eine zweite Auflage von seinen Erinnerungen Petersburger Winter in den USA heraus. Er bekam ein gutes Honorar vom Tschechow-Verlag (New York), Iwanows zogen sofort ins Schloss „Haute Maison“ in Sucyen Brie um, später in das „Russisches Haus“ in Montmorency nördlich von Paris, ab 1954 wohnten beide wieder im Hotel „Luisiane“ im Zentrum von Paris.
Verhängnisvoll für beide kam noch eine schwerwiegende, aber grundlose Beschuldigung hinzu, die sich erst viel später nach Iwanows Tod als Missverständnis, sogar als eine gezielte Diffamierung herausstellte: Iwanow hätte während der Besatzung mit den Deutschen kollaboriert. Auslöser dieser arglistigen Beschuldigung war Iwanows früherer Freund Georgi Adamowitsch, welcher den an ihn zugeschickten Zeitungsausschnitt der La Gazette de Biarritz mit dem Bericht über einen Bridgeempfang der Generalität (englischen!), die Iwanows Ehefrau organisierte, als einen Bridge-(!)-Empfang mit der deutschen Generalität uminterpretierte. Bereitwillig verbreitete sich das diffuse Gerücht der angeblichen Kollaboration Iwanows in den Emigrantenkreisen, die dessen luxuriöses Leben immer schon missgünstig beäugten. Erst vor wenigen Jahren gelang es dem Petersburger Iwanow-Forscher Andrej Ariew durch die minutiöse Analyse der Daten der Berichte in Carnets mondains die Beschuldigung eindeutig zu entkräften, indem er die Zeiten vom Aufenthalt der Engländer in Biarritz und der Zeit der deutschen Besatzung mit dem fraglichen Zeitungsartikel über angebliche Bridgeempfänge für die „deutsche Generalität“ verglich.
Iwanow musste sich nach dem Krieg noch lange Zeit bei den Kollegen deswegen erklären. Er wurde beinahe aus dem Schriftstellerverband ausgewiesen, jegliche materielle und finanzielle Unterstützung von den Verbänden und die Hilfe aus dem Ausland wurden ihm und seiner Frau infolgedessen unterlassen.
Diese Jahre nach dem Zweiten Weltkrieg waren die entsetzlichsten Jahre für die Eheleute Iwanow, jedenfalls so beschrieb Iwanows Witwe Iraida Heinicke (bekannt als Irina Odoewzewa) später in ihren Erinnerungen Na beregach Seny (Auf den Ufern der Seine) diese Zeit. So begann ihre sogenannte „Armut“: Weil sie zu locker mit dem Geld umgingen, sobald etwas da war, lebten beide vom Feinsten, und gleichzeitig blieb die Unterstützung der Hilfsorganisationen aus, so wurde ihre Situation bedauerlich. Zum Glück bekamen beide bald einen Platz mit kostenlosem Aufenthalt in einem der Seniorenhäuser, die für den hilfsbedürftigen russischen Adel vom französischen Staat zur Verfügung gestellt wurden.

#### Hyères. Die letzten Lebensjahre. Die Gedichte ausDnewnikundPosmertnyj dnewnik

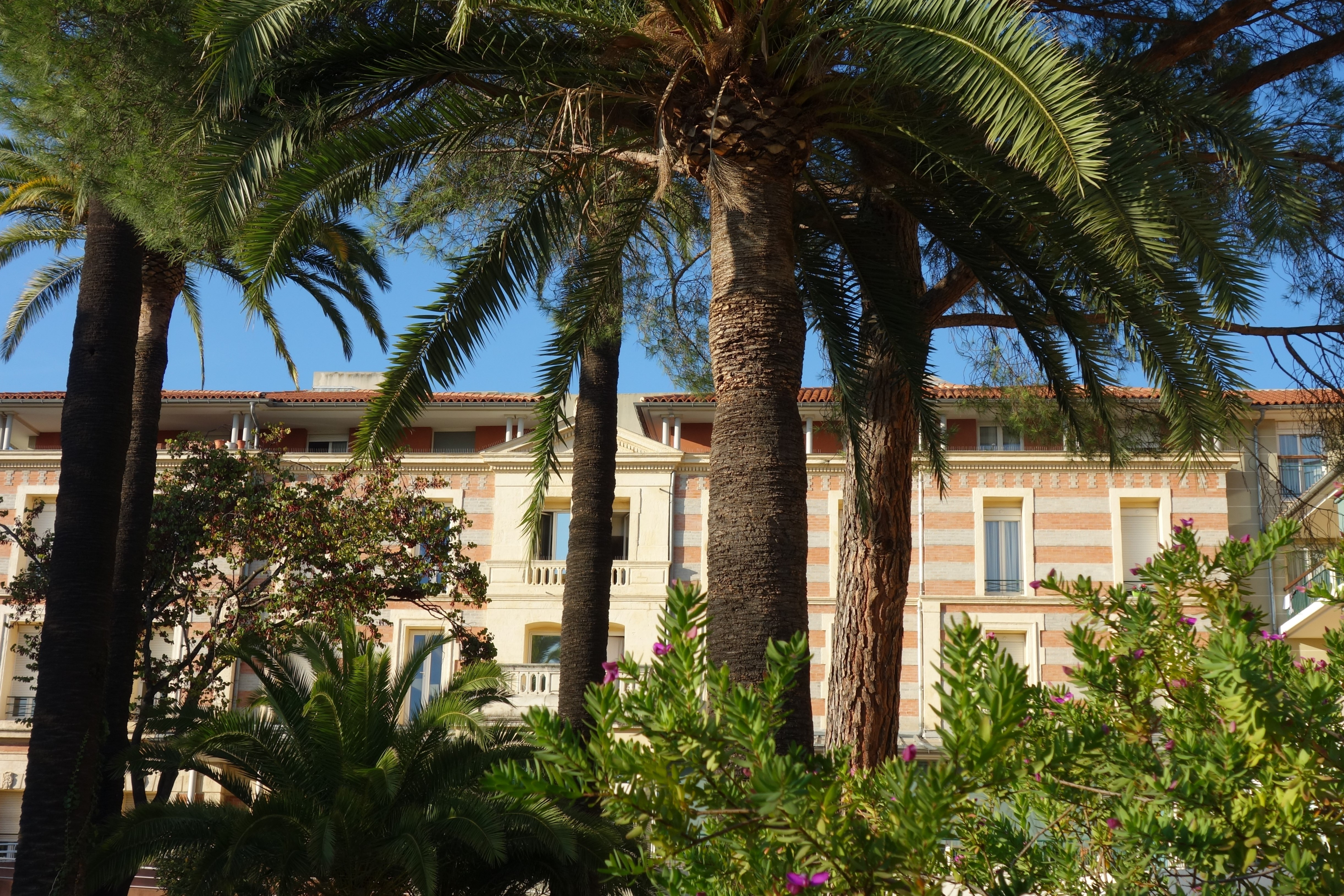
Georgi Iwanows Altersruhesitz im Seniorenheim „Beau-Séjour“ in Hyères, 1 Avenue du Quinzième Corps, Frankreich – heute Centre de Gériatrie Beauséjour.

Ab Januar 1955 erhielten die Eheleute Iwanow einen Platz auf Staatskosten Frankreichs im Seniorenheim „Beau-Séjour“ in Hyères, an der Küste des Mittelmeeres. In einem Brief an Roman Gul schrieb Iwanow über ihr neues Heim folgendes: „Aber, endlich, die Sache ist gelaufen und wir sind im Süden: Sonne, Meer und ein kostenloses Dach über dem Kopf. Ich erhoffe sehr, dass ich hier zur Besinnung nach dem Pariser Leben der letzten Zeit komme, das, leicht gesagt, unerträglich war…“
Das Haus „Beau-Séjour“ lag in Zentrum von Hyères auf der 1 Avenue du XV Corps und war früher das „Grand Hotel Beau Séjour“, welches kurz zuvor für wohltätige Zwecke umorganisiert wurde. Das Anwesen, von einem großen Park umgeben, meist blauer Himmel, mediterranes warmes Wetter und das anhaltende Grün der Palmen, Pinien und Oleandern, der Duft der Mimosen und Mandelbäume wirkten auf Iwanows Gefühle anfänglich, wie im Paradies angekommen zu sein: „Im Schatten 29ºC, an der Sonne 40ºC. Wunderbar frisch, aber nicht heiß. Hyères ist kein Städtchen, das war eine prachtvolle Residenz der Königin Viktoria. Von hier aus hat Ludwig der Heilige seine Kreuzzüge gestartet. […] Unter den Klienten des „Beau-Séjour“, ist der Graf Zamojski, der direkt von den marmornen Sälen seines Schlosses in Warschau hierher strandete. […] Auch die weiteren Grafen und Fürsten: feine Bridgeabende, Händeküsschen…“ schrieb Iwanow im nächsten Brief an seinen Korrespondenten Roman Gul.
So ist auch nicht verwunderlich, dass Georgi Iwanow in dieser Zeit seine leidenschaftlich-herzbewegende Gedichte schrieb. Im Hyères sind die Zyklen der Gedichte aus dem Dnewnik (Das Tagebuch) und Posmertnyj dnewnik (Das postume Tagebuch) entstanden, die Iwanow zuerst in New Journal in den USA publizierte. Dann erschienen die Gedichte in einem Sammelband 1943–1958 Stichi (1943–1958 Gedichte) in New York in September 1958, zwei Wochen nach dem Tod von Georgi Iwanow.
Aus dem Zyklus Dnewnik (Das Tagebuch) ist das Gedicht Na juge Francii prekrasny (Im Süden Frankreichs wunderbar) nennenswert, welches Iwanow selbst in einem Brief an Wladimir Markow als bedeutend bezeichnete:
Im Süden Frankreichs wunderbar

Die Alpen Kälte, die sanfte Hitze.

Es zischt der gelb-rote Lehmboden

Unter amethystfarbener Welle.

Und Kinder sammelnd die Krabben,

Lachen zu Quallen und Wellen,

Nähern sich am Tor zum Paradies,

Von welchem wir nur träumen.

Glitzert mit Sternen der Armreifen

Die Kühle des Lunaarmes,

Und der violette Sommer

Ist uns gewiss – solange

In Strahlen des Aufblühen-Verwelkens,

Im Ornament aus Schaum und Efeu

Erstrahlt ewiges Leiden,

Mit Flügeln der Möwen flatternd.
Auch das nächste Gedicht kann als bezeichnend für Iwanows „Tagebuch“ benannt werden:
Es gibt in Russland nicht mal teure Gräber,

Vielleicht gab’s sie mal – ich hab’s vergessen.

Es gibt kein Petersburg, kein Kiew, kein Moskau –

Vielleicht gab’s sie mal, doch leider habe ich’s vergessen.
Die beiden Gedichte geben erkennbar die Stimmung des Dichters weiter. Bei genauer Betrachtung sind die Motive in Iwanows Gedichten aus dieser Periode sinngemäß die Motive aus dem Werk Raspad atoma (Atomzerfall): „Sinnlosigkeit des Lebens, Vergeblichkeit des Leidens, Einsamkeit, Qual, klebrige, ekelerregende Angst“. Jedoch im zeitlichen Vergleich als er Raspad atoma schrieb und alles aus der Phantasie schuf, waren ihm jetzt die Beweggründe solcher Gedanken eher viel näher: Er wurde krank, fühlte sich einsam und verlassen, abgeschnitten vom literarischen Leben, weit weg von Paris lebend. Die Verzweiflung, die er früher als „Spiel“ betrachtete, wurde für ihn nun alltägliche Realität:
Die Verzweiflung machte ich zum Spiel –

Wozu das Seufzen und das Weinen, in der Tat?

Na, ist nicht komisch, dass ich sterben werde

Nicht später, als in nächster Woche?
Trotz blauem Himmel, dem Meer und sorglosen Leben, in Bezug auf Kost und Logis, sagte es Iwanow nicht mehr wie am Anfang:
In soviel Jahren solcher Quälerei

In Städten eines fremden Landes

Gibt es genug, wovon man verzweifeln könnte,

Und wir sind verzweifelt.

– Verzweiflung, die letzte Zuflucht,

Als ob wir im Winter gekommen wären,

Vom Abendgottesdienst in der benachbarten Kirche,

Über den russischen Schnee, nach Hause.
Die Verlage publizierten jetzt gern Iwanows Gedichte, bestellten ständig bei ihm Rezensionen auf Neuerscheinungen und andere Publikationen, jedoch schrieb er nur spärlich. Auch Roman Gul, der Chefredakteur des New Journal, forderte Iwanow auf, gegen gutes Honorar weiter zu schreiben: „Aber, wenn Sie ein Poem geschrieben hätten, sowas wie „Schuld und Sühne“, oder „Sühne ohne Schuld“, wie es Ihnen besser passt. […] und wenn Sie es mit ihren Gedichten erzählt hätten, dazu noch mit der Schwefelsäure aus dem „Atomzerfall“ benetzten, dann wäre das ein großes Werk gewesen. Denken Sie nach! Da Sie ja jetzt teuflisch gut leben. Ich beneide Euch beide bis zum Rot werden. […] Schreiben Sie Wagner! Schreiben Sie ein Poem! Eine Ballade, schreiben Sie was Sie nur wollen!“
Doch Georgi Iwanow wurde von Tag zu Tag immer kranker. Seine Aufenthalte in den Krankenhäusern wurden immer häufiger und dauerten immer länger. Es scheint, das Klima des Südens war für ihn doch nicht förderlich:
Ja, mehr als das. Im Süden weile ich mitnichten,

Ich bin im Norden, in der Zarenresidenz.

Dort blieb für immer ich, allein mir selbst verpflichtet.

Das Emigrantensein – nichts als Traumsentenz,

Paris, Berlins und Nizzas schnöde Prominenz.
Und obwohl Georgi Iwanow von Schwäche und Krankheit geplagt war, reimte er weiter die Gedichte für Das postume Tagebuch. Auch wenn er nicht mehr selbst schreiben konnte, diktierte er immer noch bis zuletzt weitere Gedichte.
Vielleicht hat man mein Ende doch verschoben,

hat mir die Dornenkrone nicht gehoben

zur Zier aufs Dulderhaupt, das tot und schwer?

In diesem gottverlassenen Hyéres

Muss man für meinen Sarg den Platz noch räumen.

So kann ich wenigstens ein bisschen träumen,

dass ich ein paar Jahr doch noch weitergeh,

dass ich mein Land noch einmal wirklich seh –

Newa und Wolga, Newskij und Arbat –,

dass ich in aller Munde bin und satt,

mein Land mich seinen liebsten Dichter nennt…

Was fasel ich! Bin ja schon längst am End.

Was soll das Hoffen auf ein Weiterleben?

Ich kann mich nicht einmal vom Bett erheben.
Das waren inhaltlich die härtesten Gedichte, die er je verfasste. Vor den Augen des Todes wollte Georgi Iwanow nicht über Ewigkeit mehr reden, sondern wünscht sich nur noch die Versöhnung von denjenigen, die ihn gehasst haben:
Jetzt wäre etwas von Sorglosigkeit

Aus dem Fenster auf Pawlowsk blicken.

Und Gerede über Ewigkeit…

Und wer braucht sie noch?

Nicht meide ich das Unvermeidliche

Aber im Glanz des Tages im August

Ich wünsche mir etwas Zärtlichkeit

Von den mich Hassenden.
Nach langer Krankheit starb Georgi Iwanow am 26. August 1958 in Hyéres. Er wurde, wie er auch befürchtete, am örtlichen Friedhof im fosse commune (Armengrab) beerdigt, wie er auch schon in einem seiner Gedichte erahnte.
Die Nachtigall singt in Oleanderzweigen.

Die Pforte fällt zu mit klagendem Ton.

Der Mond geht unter im Wolkenreigen.

Mein Gang durchs Leiden endet schon.

Im Traum hab ich diesen Gang gesehen,

Vertreibung, Sünden und Liebesglück.

Doch ist mir verheißen wiederaufzuerstehen:

In Gedichten kehr ich nach Russland zurück.
Zwei Wochen später ist seine Witwe Iraida Heinicke in ein neues Heim in Gagny, einem Vorort von Paris umgezogen. Diesen Platz in einem russischen Altersheim bei Paris hatten beide schon ein paar Monate zuvor erhalten, jedoch war es für ihn zu spät: Iwanows Krankheit, welche bereits seit Mai desselben Jahres andauerte, war so stark fortgeschritten, dass ein Umzug für ihn nicht mehr möglich gewesen war.
Erst im November 1963 wurde von der russischen Gemeinde genügend Geld gesammelt, um die sterblichen Überreste von Iwanow auf den Russischen Friedhof von Sainte-Geneviève-des-Bois neben Paris überführen zu können. Dort sind viele russische Schriftsteller und Dichter begraben, und auch fast die gesamte Elite der russischen Emigration.
Mit welchem Recht sollte ich euch dafür verurteilen, dass

Ich kein Glück gehabt habe?

Längst schon ist es Zeit, die Begriffe

Gut und Böse zu vergessen.

Mich habt ihr nicht gerettet. Auf eure Weise habt ihr recht.

„Irgend so ein Dichter da…“

Denn mit der Dichtung, Russlands ewigem Ruhm

Habt ihr nichts zu schaffen.

## Bedeutung und Würdigung des Werkes

### Kay Borowsky

Kay Borowsky

Vielleicht wird man eines Tages erkennen, dass diese klaren, strengen Verse mehr sind als das Zeugnis vom Todeskampf eines verzweifelten Dichters. Vielleicht wird man sie, in ihrer äußersten Reduktion und Komprimiertheit, als das klarsichtige Fazit aus der Beobachtung unserer Epoche empfinden, als das letzte Stadium vor dem Verstummen […]
Der hohen Anerkennung, die Georgi Iwanow seit kurzem unter der Intelligenz seiner Heimat genießt, sollte die übernationale Beachtung folgen.

### Wsewolod Setschkareff
Die Gedichtbände ‚Rosy‘, 1931, ‚Otplytie na ostrow Ziteru‘, 1937 und ‚Portret bes schodstwa‘, 1950, die einzelnen, in Zeitschriften gedruckten Gedichte oder Zyklen sowie die kurz vor [nach] Iwanows Tod erschienene Sammlung ‚1943–1958 Stichi‘, 1958, zeigen einen Dichter mit gänzlich neuer Weltanschauung und eigenem, unverkennbarem Gesicht. Die Kritik sah in Iwanow zu diesem Zeitpunkt fast einmütig den bedeutendsten Dichter der russischen literarischen Diaspora.
Die schmerzvolle Erfahrung des Ausgestoßenseins, des Alleinseins in einer gleichgültigen oder feindlichen Welt, die Enttäuschung und Verzweiflung, die völlige Hoffnungslosigkeit der Emigration, die ihn zum Symbol des Lebens schlechthin wurde, den sich daraus ergebenden Nihilismus, zuweilen Zynismus, fasste Iwanow in „musikalische“ Verse, getragen von einer eigenartigen Melodik, einer wohlberechneten Klangharmonie, einem einschmeichelnden Rhythmus und Reim, die in der russischen Dichtung kaum ihresgleichen haben. Auf dem Kontrast zwischen dem Wohllaut der Worte und ihrer beängstigenden Bedeutung beruht der Effekt und die Eigenart von Iwanows Dichtung. Seine Themen sind nun die Leere, das Nichts, der Untergang. Die zauberhafte Musik, die Weichheit des Versklangs und die wenigen „poetischen“ Realia, wie Rosen, Sterne, Meer, Sonnenuntergänge, blitzender Schnee, vielleicht auch die Liebe, vermögen zwar die Seele zu berauschen, jedoch nicht den Eindruck der Sinnlosigkeit zu überdecken. Iwanows Ansätze zu einem „Dennoch“ enden stets in der Leere, im Sinnlosen. So wie Russland und seine Kultur zugrunde gingen, so wird alles im Nichts enden, scheint der Dichter zu sagen. Die Schönheit lügt, Poesie ist eine künstliche Pose, und doch ist die Schönheit da, sie ist real. Musik und die Sterne bleiben, obwohl sie nichts bewirken, nichts erklären, nur vorübergehend Trost spenden. Wenn aber der Mensch überhaupt imstande ist, sich mit Dichtung zu befassen – obwohl er weiß, dass es Selbsttäuschung ist –, so wird ihm damit die Lebensangst erträglicher, und es ist nun gleichgültig, dass das Leben sinnlos ist, dass der Tod allem ein Ende setzen wird.
Iwanows Dichtung gleitet auf der Schneide zwischen dem metaphysisch Unmöglichen und dem ästhetisch Realisierbaren; es ist eine Art Grenzsituation, bei der die Spannung des Negativen so intensiv ist, dass man meint, sie könnte ins Positive umschlagen – was allerdings nicht eintrifft. Die Möglichkeit einer Metamorphose, das Leuchten, die Strahlen, von denen Iwanow zuweilen andeutungsweise spricht, muss man als Ausdruck einer Hoffnung in Bezug auf die Zeit nach dem Untergang dieser Welt (das Böse im Menschen könnte sehr wohl auch die atomare Vernichtung herbeiführen) verstehen. Hin und wieder wird Iwanows Dichtung zu einer Art gegenstandslosen, lyrischen Strömen, wobei seltsamerweise der Zusammenklang „sinnloser“ Wortketten einen höheren poetischen Sinn ergibt. Keine Übersetzungen, nur Paraphrasen solcher Gedichte sind möglich, doch es kann auch hier nur eine Annäherung erreicht werden. – Die Paradoxie des Daseins, der ästhetischen Hoffnung ohne Sinn, führt den Dichter zuweilen zur Groteske. Sehr bewusst betont er das Paradoxe auch in seinen politischen Anschauungen. […] Bemerkenswert sind die 38 Gedichte, die Iwanow einige Wochen vor seinem Tode schrieb „Posmertnyj dnewnik“ (Das postume Tagebuch). Ohne neue Motive zu enthalten, sind sie in ihrer Aufrichtigkeit und in ihrer kreatürlichen Angst ein zusammenfassender Höhepunkt von Iwanows kompromisslos tragischer Dichtung. (Wsewolod Setschkareff).

### Ewgenij Witkowski

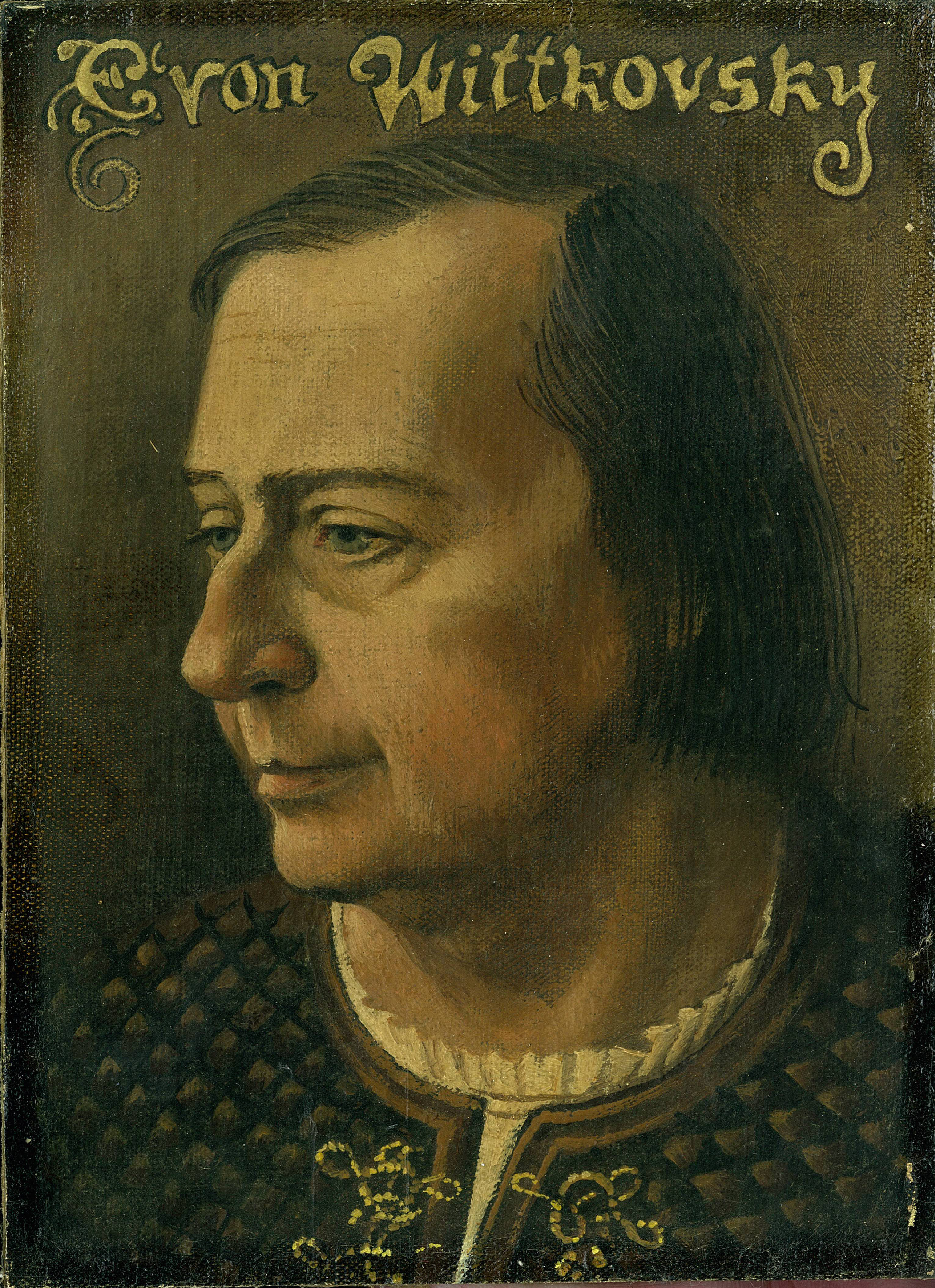
Ewgenij Witkowski

Die Zeitgenossen erfanden ihrerseits Legenden über Georgi Iwanow. Zum Beispiel darüber, dass er Memoiren verfasst habe, die durch und durch verlogen seien (Variante: von seltener Glaubwürdigkeit). Darüber, dass er in der Poesie ein bedeutungsloser Epigone sei (Variante: nur wenn man die Gedichte Georgi Iwanows liest, kann man erst die ganze Beschränktheit des Talents von Chodasewitsch oder sogar Blok erkennen). Darüber, dass sein Platz in der Literatur auf der Müllhalde sei (Variante: auf dem Podest).
 […]

Es gelang Georgi Iwanow, sowohl das eigene Leben als auch seine Poesie zu einer Legende zu machen. Nach seinen Worten: „die Sache des Dichters ist es, ein ‚Stückchen Ewigkeit’ zu erschaffen, zum Preis des Untergangs von allem Zeitlichen – nicht selten auch zum Preis des eigenen Lebens.“

### Wladimir Markow
Man empörte sich über Georgi Iwanow, man suchte ihn zu verteidigen, zu erklären, man bewunderte ihn, aber, wie es den Anschein hat, beschrieb nie jemand, weshalb er seine Gedichte mag. In der Tat, wofür sollte man einen ehemaligen jungen Petersburger Snob, einen „sich an Reimen überfressenen Besserwisser“, einen, der durch frühe Anerkennung in „besseren Kreisen“ Verhätschelten, mögen – einen, der im luftleeren Raum der Emigration auf einmal die Sinnlosigkeit, die Leere, das Loch (des Lebens, der Kunst) spürte und dies in einer nicht besonders angenehmen Form dem Leser mitteilte? Dies betrifft den persönlich-poetischen Aspekt, das Äußere. Wenn wir uns dem „Fruchtfleisch der Gedichte“ zuwenden, wo lässt sich heute noch eine derartige flüchtige Einfachheit, dieses Gefühl von Modernität gepaart mit den Aromen des Jüngstvergangenen, diese Melange von „Biss und Schönheit“ finden? […]
Georgi Iwanow liebt man fürs Zeitgemäße. Dies bedeutet nicht, dass er „auf die Gegenwart reagiert“. Dies bedeutet, dass er sich darüber Gedanken macht, worüber ich denke, dass er mit mir die gleiche Luft atmet, in meiner Sprache spricht, in der mir jedes Wort verständlich ist. (Die letzten Zeitgenossen Puschkins beneidet man eben deshalb. Denn er fühlte bei jedem Wort, in welchem Maße es modern oder archaisch war. Seine Wechselwirkung mit der Umgebung – all das, was wir fast gänzlich verloren haben.) Georgi Iwanow blieb gegenüber seiner Epoche und sich selbst loyaler als manch einer, der Artikel über politische Grundinhalte des Augenblicks schreibt, er ist ihm gegenüber offen, wie ein Echo Puschkins vermag er einer Zeile auch politische Schattierungen zu verleihen, ohne etwas hierbei herabzusetzen.
Georgi Iwanow sieht die Welt und versteht einiges von ihr. […] Anhand seiner Gedichte können die Historiker später das Bewusstsein unserer Epoche erforschen. Man kann sich über die Blindheit von Kritikern nur wundern, die eine moderne Poesie vorpriestern, die aktuell und nicht der Zeit entrückt sei. All diese Qualitäten hat Georgi Iwanow, er ist nicht weniger „modern“ als seinerzeit Nekrasow. […]
Georgi Iwanow liebt man für die Menschlichkeit, eine Eigenschaft, die die Poesie weitgehend eingebüßt hat. Seine Menschlichkeit zeigt sich darin, dass er weder sich selbst noch andere belügt; dass er unter Gemurre Wahrheiten verkündet, die üblich sind zu orakeln; statt „este procul profani“ sagt er einfach: „Ob mit dem Gelehrten oder Dummkopf // Hab ich im Allgemeinen nichts zu besprechen“, und mit dieser Phrase schafft er ein Wunder: Durch einen einfachen umgangssprachlichen Tonfall, mit einer Art von alltäglicher Kompliziertheit des Gedanken selbst, vermenschlicht er die Misanthropie. Und in fast allen seinen Gedichten vereint er zwei poetische Hypostasen, die Puschkin von sich aus folgendermaßen scharf trennte: „das Nichtige“ und „das Um-Sich-Lärmende“.
Georgi Iwanow liebt man für die seltene, niemandem ähnliche Schönheit seiner Gedichte. Im Übrigen vergessen diejenigen, die gerne von seinem „Nihilismus“ reden, dass ein bemerkenswertes Werk – wie überhaupt alles Gelungene in der Kunst – immer bejaht, sogar wenn es vom allgemeinen Negieren erzählt. […]
Dieser Aufsatz ist keine Analyse. Kein Lob zum Jubiläum, nicht mal eine Meinungsäußerung. Viel eher ist dies ein Ausdruck der Dankbarkeit – vielleicht nicht mal für den Dichter persönlich –, dafür, dass es nun solche Gedichte gibt. Weil es ein großes Glück ist, Zeitgenosse eines großen Dichter zu sein. Und für die Zeitgenossen ist es schwer zu urteilen, ihn als Ganzes zu sehen, er ist noch nicht zu einer Gesamtausgabe gebunden. Dafür gibt es einiges, was die jungen Poeten von ihm lernen können. Oh, nicht die Technik (obwohl man auch die Technik lernen kann), sondern die Fähigkeit, nicht zu lügen. In seiner „Pose“ gibt es mehr Wahrheit als in unserer prätentiösen Ernsthaftigkeit.

### Juri Annenkow

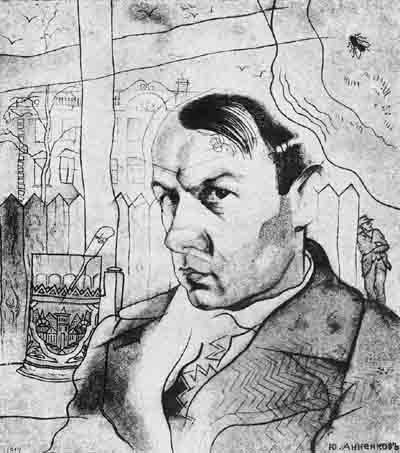
Juri Annenkow, Selbstporträt 1917

Ich erinnere mich an Georgi Iwanow noch aus der längst vergangenen Zeit, als er die Uniform eines Schülers des Kadettenkorps trug – einen Dienstrock mit Goldbesatz auf dem roten Kragen. Ein lächelnder Junge mit traurigen Augen und Schmollmund, er war schon damals ein Poet, dessen Schaffen die Aufmerksamkeit der Petersburger Literaturszene erregte. Die Gedichte Iwanows wurden zum ersten Mal 1910 gedruckt, als er erst 15 Jahre alt war, in der „Studija Impressionistow“, die vom Militärarzt Nikolai Iwanowitsch Kulbin, der ungeachtet seines Spitznamens „Doktor des Futurismus“ ebenso Uniform mit Litzen trug, herausgegeben und redigiert wurde. […]
So ereignete sich das literarische Debüt des Poeten Iwanow. Weder die Kadettenuniform noch die Jugend schadeten ihm. – Im Gegenteil, – sagte mir Nikolai Iwanowitsch lachend einige Jahre später, – das Alter des Jungen war gerade passend, überaus gesetzmäßig, und die Militäruniform verwandelte ihn in eine bezaubernde Puppe.

### Alexander Blok

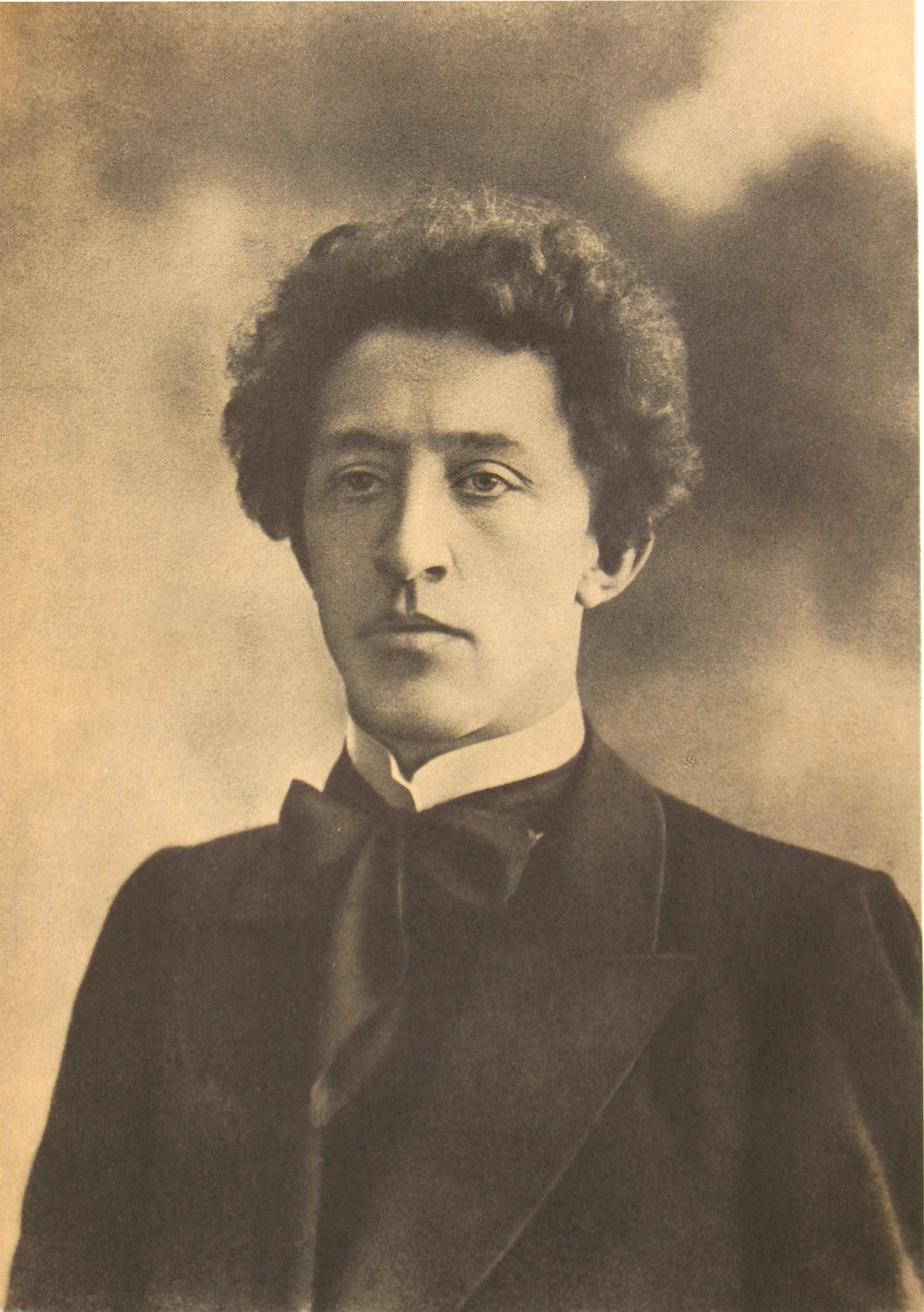
Alexander Blok

Wenn man solche Gedichte wie in Georgi Iwanows Buch „Gorniza“ hört, möchte man weinen – nicht der Gedichte oder des Autors wegen, sondern wegen unserer Machtlosigkeit angesichts solcher schrecklicher Gedichte über nichts, denen nichts fehlt – weder Talent, noch Verstand, noch Geschmack, und zugleich ist es so, als ob es keine Gedichte gäbe, es fehlt ihnen an allem, und man kann nichts dagegen tun. Den Autor selbst trifft keine Schuld, und ich wage es nicht zu entscheiden, ob man solche Gedichtbände veröffentlichen darf oder nicht. Zu Gunsten einer Veröffentlichung kann ich sagen, dass das Buch G. Iwanows ein Denkmal unserer schrecklichen Epoche ist, überdies eines der markantesten, weil der Autor – einer der talentiertesten von den jungen Dichter ist. Dies ist ein Buch eines von der Zivilisation gemetzelten Menschen, gemetzelt ohne Blutvergießen, was für mich schrecklicher als all die blutigen Schauspiele dieses Jahrhunderts ist; – die Offenbarung von wahrhaftig unmenschlichen Ingrimm, gegen den man machtlos ist, der für uns Vergeltung ist.

### Andrej Arjew

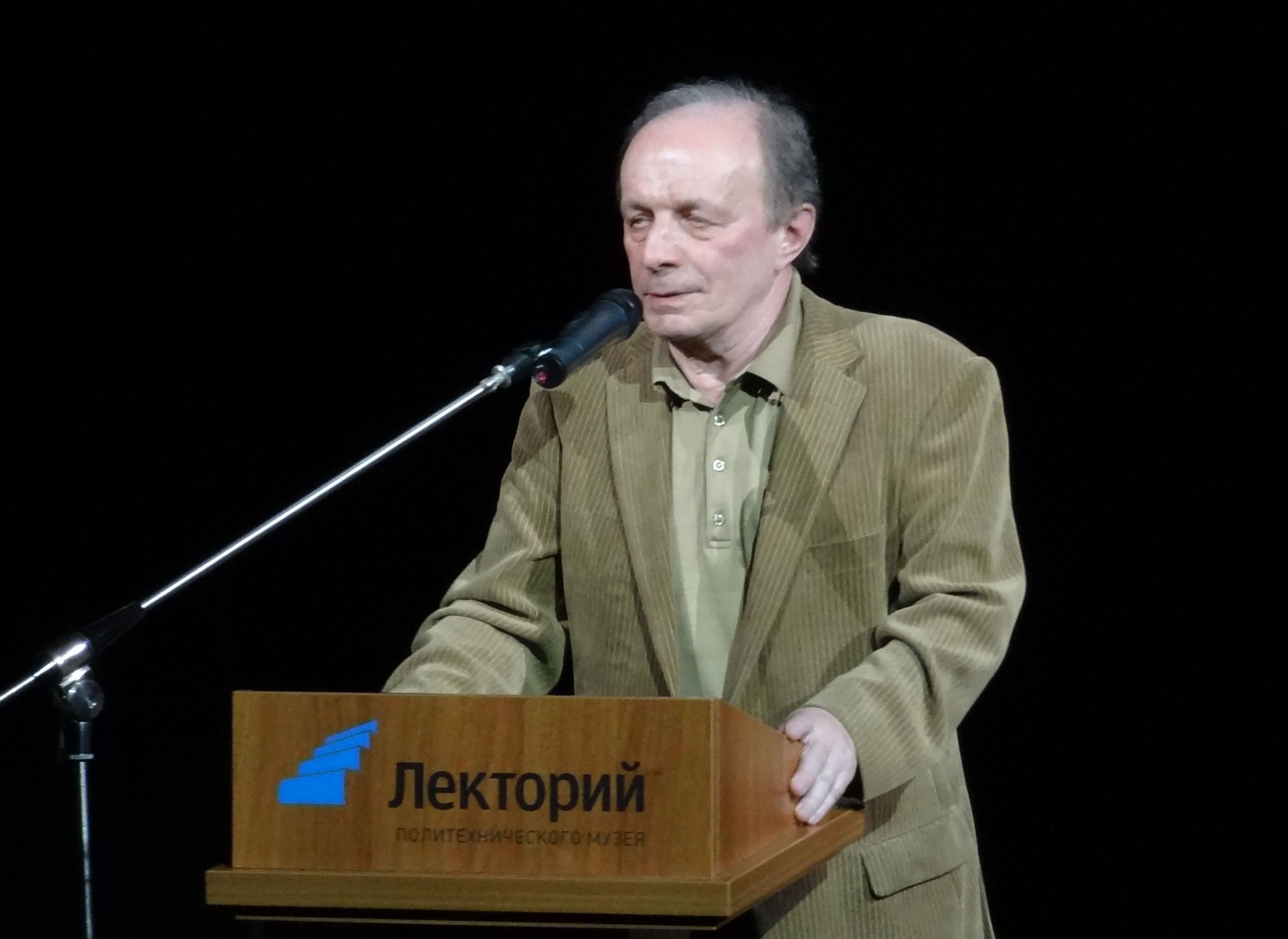
Andrej Arjew

Iwanowsche Offenbarung im fremden Revier lässt uns in den existenzialistischen Inhalt seiner Poesie eintauchen: Er hatte nie etwas, wovon er singen konnte. Seinen Gedichten „fehlt es an allem“ (Blok). Eben in diesem Fehlend (Benachteiligung), diesem Mangel […] gründet die ganze Poesie von Georgi Iwanow, darin ist ihre Stärke und ihre bittere Anmut. Das ist ihr Nerv.
Der Mangel Georgi Iwanows ist eine Reduktion des symbolistischen „Ungesagten“, des „Unausgesprochenen“, und naheliegenderweise auch der „Unmöglichkeiten“ von Innokenti Annenski. Man kann ihn mit der Simplifizierung vergleichen, sofern man die Simplifizierung als kulturelle Tätigkeit auffasst […]
Erkennbar wird eine derartige Simplifizierung bei Georgi Iwanow vor dem Hintergrund seiner berühmten Zeitgenossen aus dem „Silbernen Zeitalter“. Benachbart der leicht schwülstigen Feierlichkeit Mandelstams oder zu der suggestiven Rätselhaftigkeit Achmatowas, gewinnt die gegenständlich und semantisch spärliche Strophe des späten Georgi Iwanow akustisch, und sie stützt sich gänzlich auf dem donnernden Klang des kulturellen Echos.

### Sinaida Hippius

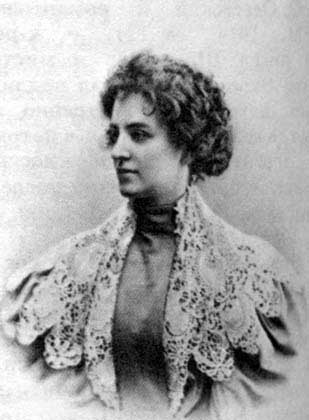
Sinaida Hippius

Ein Mensch geht durch die Straßen von Paris. Er ist keineswegs blutjung, eher jung. Ungefähr im gleichen Alter wie Blok während der Revolution, zu Beginn der Zwanziger Jahre. Wir wissen schon einiges über Blok. Wir wissen, dass er über sich selbst, über das Leben im Allgemeinen, über seine Zeit nachdachte; darüber, wie er die Gegenwart akzeptierte oder nicht akzeptierte. Und dieser Mensch (in seiner Jugend vermutlich ein Petersburger, nun seit langem Pariser) ist keiner aus der ersten Dekade des Jahrhunderts, sondern aus den Dreißigern. Er unterscheidet sich kaum von den Menschen seiner Zeit, oder er sollte sich nicht unterscheiden; seine Einzigartigkeit besteht einzig darin, dass er das Verborgene zu entblößen vermag, dass er sich geben kann, mit eigenen, höchstmöglich genauen Worten von sich und der Umwelt zu berichten weiß […]

### Roman Gul
Den Grund für ein derart hartes Urteil erläuterte mein Gesprächspartner wie folgt: „[…] in der Dichtung Georgi Iwanows ist immer ein geradezu echtes ‚Stimmchen aus der Hölle’ zu hören, dieser unheimliche Maestro bindet Sträuße aus überaus giftigen Blumen des Bösen.“ Hand aufs Herz, sogar als Anwalt Georgi Iwanows musste ich nie die Verbrechen meines Mandanten leugnen […] Wenn man an Georgi Iwanow irgendein „Ismus“-Etikett kleben müsste, so wäre es einfach zu bewerkstelligen. Georgi Iwanow ist ein russischer Existenzialist – im Augenblick der einzige in unserer Literatur. […] Aber freilich ein Existenzialist auf seine eigentümlich russische Art und Weise. Selbstverständlich ist der poetische Weg Iwanows kein tragischer Weg des Kierkegaardschen Leidens, im Sinne einer „Verständigung mit Gott, eines Pakts der Tränen, der so herrlich ist“. Meines Erachtens suchte Iwanow für sich nie den „allerschwierigsten Weg“, wollte keinen Pakt der Tränen und keinerlei Kämpfe. Im Gegenteil, wie ich glaube, suchte er immer den „allerleichtesten Weg“, und auf diesem Weg legte er die Strecke vom Newskij Prospekt bis zu den Champs-Élysées zurück. Diese leichteste Leichtigkeit der Wege und Kreuzwege schien des Öfteren eine barsche Herausforderung der Gesellschaft, ja sogar Zynismus zu sein […] Das ganze Gewebe seines poetischen Credos, dieses „Blick ins Nichts“ Georgi Iwanows, das die Musik seiner Poesie trug wie die Waben den Honig, war nie tragisch. Wenn Sie wollen, war es tragisch nur als Ausrufung der siegreichen Missgestalt der Welt und als Weigerung, irgendwelche Ausgänge aus dieser Sackgasse zu suchen.

## Werke

### Buchausgaben zu Lebenszeiten
- Otplyt’e na o. Citeru. Poėzy. Kniga perwaja. St. Peterburg 1912.
- Gornica. Kniga stichow. St. Peterburg 1914.
- Pamjatnik slawy. Stichotworenija. Petrograd 1915.
- Weresk. Wtoraja kniga stichow. Moskwa-Petrograd 1916.
- Sady. Tretja kniga stichow. Peterburg 1921.
- Lampada. Sobranie stichotworenij. Kniga perwaja. Petrograd 1922.
- Weresk. Wtoraja kniga stichow. Berlin 1923.
- Sady. Tretja kniga stichow. Berlin 1923.
- Peterburgskie zimy. Paris 1928.
- Rozy. Paris 1931.
- Otplytie na ostrov Citeru. Izbrannye stichi 1916–1936. Berlin 1937.
- Raspad atoma. Paris 1938.
- Portret bez schodstwa. Stichi. Paris 1950.
- Peterburgskie zimy. New York 1952.
- Stichi 1943–1958. New York 1958.

### Neue Buchausgaben
- Gubitelnye pokojniki: rasskazy. Sankt-Peterburg 2012.
- Izbrannye stichi. Pred. K. Pomerancew. Paris 1980.
- Kitajskie teni: memuarnaja proza. Pred. i kommentarij S. Fedjakin. Moskwa 2013.
- Kniga o poslednem carstwowanii. Pred. i kommentarij W. Krejd. Orange 1990.
- Memuary i rasskazy. Pred. i kommentarij W. Krejd. Moskwa / New York 1992.
- Nesobrannoe. Pred. i kommentarij W. Krejd. Orange 1987.
- Peterburgskie zimy. Pred. i kommentarij O. Kuznecowa. St. Peterburg 2000.
- „Sady“ i „Rozy.“ Pred. L. Allen. St. Peterburg 1993.
- Sobranie sotschinenij w trech tomach. Pred. E. Witkowski, kommentarij E. Witkowski, G. Moseschwili, W. Krejd. Moskwa 1994.
- Sobranie stichotworenij. (Hrsg.) W. Setchkareff / M. Dalton. Würzburg 1975.
- Stichotworenija. Tretij Rim. Peterburgskie zimy. Kitajskie teni. Pred. i kommentarii N. Bogomolow. Moskwa 1989.
- Stichotworenija. Pred. i kommentarij A. Arjew. Izdanie wtoroe, isprawlennoe i dopolnennoe. Moskwa 2010.
- Stichotworenija. Pred. i kommentarij A. Arjew. St. Peterburg 2005.
- Stichotworenija. Pred. i kommentarij W. Smirnow. Moskwa 2002.
- Stichotworenija. Pred. J. Kublanowskij. Paris 1987.
- Tretij Rim. Chudozestwennaja prosa. Pred. i kommentarij W. Krejd. Tenafly 1987.
- Tschernye angely. Pred. i kommentarij S. Fedjakin. Moskwa 2006.

### Iwanows eigene Übersetzungen
- Samuel Taylor Coleridge: Christabel. Berlin 1923.
- Voltaire: Orleanskaja dewstwennica. (La Pucelle d’Orléans). Zusammen mit G. Adamowitsch und N. Gumiljow. Petrograd 1924.
- Saint-John Perse: Anabase. Zusammen mit G. Adamowitsch. Paris 1926.

Weitere Übersetzungen von G. Iwanow aus englischen und französischen Autoren:
- George Gordon Byron: Mazeppa. Nostal’gija (18–21). Moskwa 1994.
- George Gordon Byron: Corsar. Lyrik. Konstanta. Moskwa 1996.
- George Gordon Byron. Lyrik: Na smert molodoj ledi. Molitwa prirody. Gedichte v. William Wordsworth. Théophile Gautier. Charles Baudelaire. Albert-Viktor Samen. In: Strofy weka – 2. Antologija mirowoj poėzii w russkich perewodach. (Hrsg.) E. Witkowski. Moskwa 1998, S. 266–271.
- Théophile Gautier, Charles Baudelaire, José-Maria de Heredias, Albert-Viktor Samen. In: Sem wekow francuzskoj poėzii w russkich perewodach. (Hrsg.) E. Witkowski. St. Peterburg 1999.

### Briefwechsel
- Georgij Iwanow – Irina Odoewcewa – Roman Gul. Trojstwennyj sojuz. Perepiska 1953–1958. Pred. i kommentarij A. Arjew / S. Guagnelli. St. Peterburg 2010.
- Georgij Ivanov – Irina Odoevceva. Briefe an Vladimir Markov 1955–1958. (Hrsg.) Hans Rothe. Köln 1994.
- Georgij Iwanow: Brief an M. Aldanow v. 6.02. 1948. In: Minuwschee. Istoritscheskij a1manach. (21). Moskwa 1997. S. 495–496.
- Georgij Iwanow: Brief an W. Aleksandrowa. In: New Journal (203–204). New York 1996. S. 151–155.
- Georgij Iwanow: Brief an W. Markow von 7. Mai 1957. In: Minuwschee. Istoritscheskij a1manach. (19). Moskwa 1996. S. 260.
- Georgij Iwanow: Perepiska tscherez okean G. Iwanowa i R Gulja. In: New Journal (140). New York 1980. S. 182–210.
- Georgij Iwanow: Perepiska Georgija Iwanowa. Brief an Don Aminado. In: New Journal (203–204). New York 1996. S. 134–135.
- Georgij Iwanow: Briefe an M. Karpowitsch. Perepiska Georgija Iwanowa. In: New Journal (203–204). New York 1996. S. 174–175, 203–204.
- Georgij Iwanow: Perepiska Georgija Iwanowa. In: New Journal (203–204). New York 1980. S. 134–197.
- Georgij Iwanow: Pisma Alekseju Skaldinu. In: New Journal (222). New York 1980. S. 52–101.
- Georgij Iwanow: Pisma Gulju. G. Poljak. Pisma pisatelej k Romanu Gulju. In: New Journal (200). New York 1995.
- Georgij Iwanow: Dewjat pisem k Romanu Gulju. In: New Journal (213). New York 1999. S. 138–158.
- Georgij Iwanow: Schestnadcat pisem k Juriju Iwasku. (Hrsg.) A. Arjew. In: Woprosy literatury. (Nojabr-Dekabr). Moskwa 2008. S. 282–308.
- Georgij Iwanow: Brief v. Oktober 1958 an Ju. W. Kruzenschtern-Peterec. In: A. Arjew. Swoj brat – tschernosotenec. Pismo Georgija Iwanowa k Ju. W. Kruzenschtern-Peterec. (Privat Archiv).

### Iwanows Werke in anderen Sprachen
- Georgij Iwanow. Stichotworenija / Georgij Iwanow. Gedichte. Russisch-Deutsch. Kay Borowsky. Aldus-Presse Reicheneck 1990.
- Georgij Iwanow. La désagrégation de lۥatome / Gueorgui Ivanov. Roman traduit du russe par Joëlle Roche et Dominique Dumay. Paris 1991.
- Georgij Iwanow. La disintegrazione del lۥatomo / Georgij Ivanov. Traduzioni di Simone Guagnelli. [eSamizdat 2004 (II) 2, pp. 205–223]
- Georgij Iwanow. Посмертный дневник / Diario post mortem. Traduzioni di Alessandro Niero. [eSamizdat 2009 (VII) 1, pp. 89–102]
- Georgij Iwanow. Quattro racconti. Giselle. Traduzioni di Giulia Marcucci. [eSamizdat 2009 (VII) 1, pp. 105–125]
- Georgij Iwanow. Aleksandr Iwanowitsch. Traduzioni di Simone Guagnelli. [eSamizdat 2009 (VII) 1, pp. 127–132]
- Georgij Iwanow. Gli inverni pietroburghesi. Capitoli scelti. Traduzioni di Simone Guagnelli. [eSamizdat 2009 (VII) 1, pp. 133–153].
- Georgij Iwanow. Georgy Ivanov. On the Border of Snow and Melt: Selected Poems. Translated and Annotated by Jerome Katsell and Stanislav Shvabrin. Introduction by Stanislav Shvabrin. — Santa Monica 2011, Perceval Press, ISBN 978-0-9774869-4-6.
- Georgij Iwanow. Zerfall des Atoms Übersetzung von Alexander Nitzberg. Berlin 2017, Verlag Matthes & Seitz, ISBN 978-3-95757-329-2.

## Verfilmungen
- Raspad atoma. Georgij Ivanov (Atomzerfall. Georgij Iwanow), (russisch Распад атома. Георгий Иванов): Dokumentarfilm (Russland, 2005). Autor: Nikolaj Melnikow. Regie: Ilja Lajner.